# Église Saint-Martin de Montjavoult
L'église Saint-Martin est une église catholique paroissiale située à Montjavoult, dans le département de l'Oise, en France. Bâtie sur le sommet d'une butte, à 207 m d'altitude, elle marque le paysage à plusieurs kilomètres à la ronde, et représente l'un des principaux monuments de l'ancien canton de Chaumont-en-Vexin. Son grand portail Renaissance, bâti vers 1565 par Jean Grappin, de Gisors, constitue son élément le plus remarquable. À l'instar du volumineux clocher de la même époque qui le jouxte à l'ouest, il serait digne d'une grande église de ville. À l'intérieur, le collatéral sud voûté à la même hauteur que le vaisseau central, forme avec la nef un vaste volume unifié de proportions élancées, inattendu dans un village aujourd'hui sans importance. Son style flamboyant tardif intègre quelques éléments Renaissance. Le reste de l'église est beaucoup plus modeste, et a été édifié majoritairement entre la fin du XVe siècle et le premier quart du XVIe siècle dans le style gothique flamboyant, en reprenant en partie des structures plus anciennes, notamment la base d'un clocher central du XIIe siècle. Dans la nef tout comme dans le chœur et ses collatéraux, l'on observe des types de piliers atypiques et des manières particulières de faire retomber les voûtes, ce qui permet de conclure à un lien de parenté avec l'église de Parnes. Cependant, une partie subsiste encore de l'église romane du XIe siècle. Il s'agit du bas-côté nord de la nef, qui s'ouvre par trois arcades en plein cintre sans style particulier, mais possède à l'intérieur une voûte en berceau très ancienne renforcée par quatre arcs-doubleaux déformés sous le poids de la voûte. La grande sobriété de l'architecture et la réfection des fenêtres et des contreforts au début du XVIIIe siècle suscitent la confusion avec une construction néo-classique. L'église Saint-Martin a été classée monument historique par arrêté du 22 octobre 1913, et se présente aujourd'hui dans un bon état de conservation, y compris son intéressant mobilier. Elle est aujourd'hui affiliée à la paroisse Saint-François-d'Assise du Vexin avec siège à Chaumont-en-Vexin, qui a suspendu la célébration des messes dominicales en 2018.

## Localisation

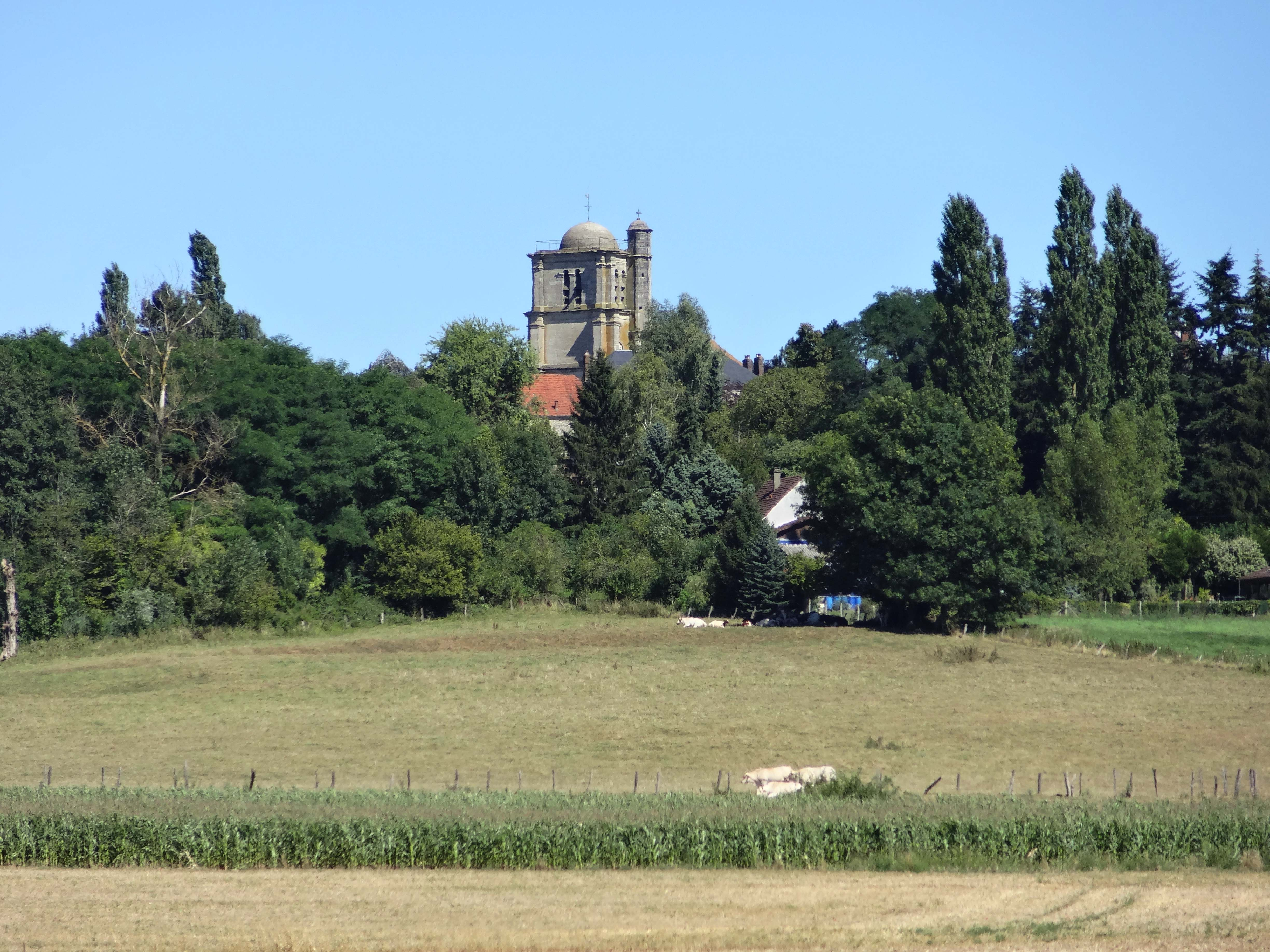
Vue depuis le sud-ouest.

L'église Saint-Martin est située en France, en région Hauts-de-France et dans le département de l'Oise, dans le Vexin français, dans la commune de Montjavoult, sur une butte qui marque le point culminant du village (207 m d'altitude), au nord de la place centrale, à la limite de la petite agglomération. Son élévation méridionale domine largement le paysage, et est visible de plusieurs kilomètres de distance. Montjavoult constitue en effet le village le plus haut de l'Île-de-France. Une belle croix de cimetière du milieu du XVIe siècle se dresse toujours devant l'église, mais le cimetière a été transféré vers un lieu excentré, au nord-ouest du village. L'édifice est libre de constructions mitoyennes, et on peut en faire le tour, mais ses autres élévations sont beaucoup moins bien visibles par manque de recul. Des jardins clos par des murs se rapprochent de la façade occidentale et du chevet. Ainsi, l'on se rend moins bien compte que l'église soit restée inachevée, et qu'elle ne possède en fait pas de façade occidentale à proprement parler. La grande maison d'allure bourgeoise devant le chevet n'est autre l'ancien presbytère ; il a été réhabilité par la commune et subdivisé en plusieurs logements locatifs. Un alignement d'arbres borde l'emplacement de l'église au nord.

## Historique

### L'histoire de la paroisse

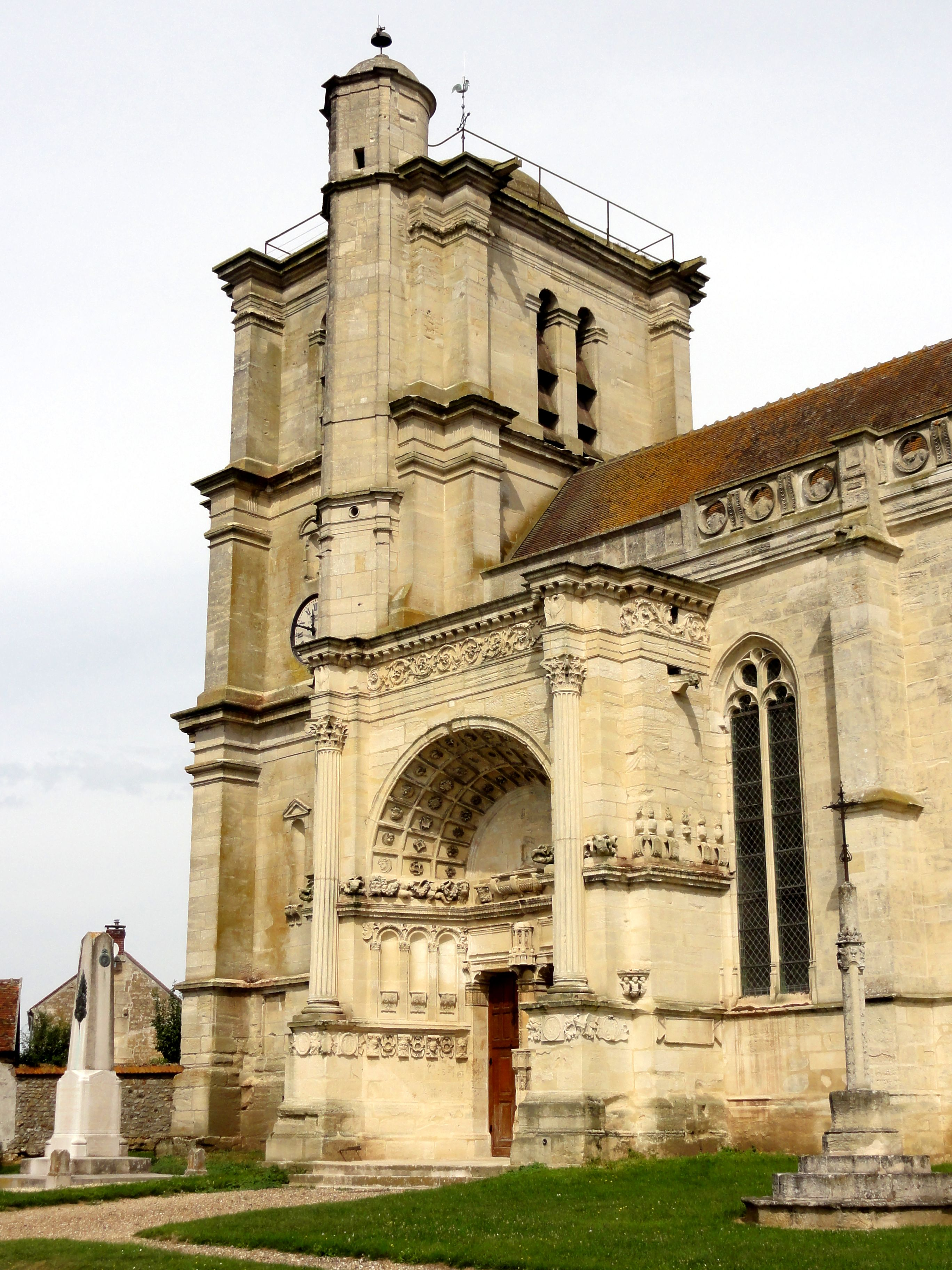
Clocher et portail.

Le saint patron de l'église est saint Martin de Tours. Sa date de fondation n'est pas connue. Son église est donnée à l'abbaye de Saint-Denis en 1157, qui devient ainsi le collateur de la cure. On ne connaît pas de mentions plus anciennes. Sous l'Ancien Régime, la paroisse relève du doyenné de Magny-en-Vexin, de l'archidiaconé du Vexin français avec siège à Pontoise, et de l'archidiocèse de Rouen,. C'est l'une des paroisses les plus taxées sur le territoire de l'ancien canton de Chaumont-en-Vexin, ce qui traduit sa prospérité. Le village de Montagny-en-Vexin est compris dans la paroisse de Montjavoult, et son église Saint-Jacques-et-Saint-Christophe est desservie par un vicaire rémunéré par le curé de Montjavoult. Ce n'est qu'en 1788 que Montagny-en-Vexin est enfin érigé en paroisse pour tenir compte de l'accroissement de sa population.
À Pâques 1958, l'abbé Louis Coache est nommé curé de Montjavoult. C'est un antagoniste de la réforme liturgique instaurée par le concile Vatican II, et l'un des principaux pourfendeurs de la Tradition, qui participe activement, en hiver 1977, à l'occupation de l'église Saint-Nicolas-du-Chardonnet de Paris. Il est suspendu, puis destitué de sa charge curiale par Mgr Stéphane Desmazières, évêque de Beauvais, en date du 4 juillet 1969, mais ne quitte le presbytère de Montjavoult qu'après l'échec définitif de ses recours devant les instances canoniales du Vatican, en 1975.
Dans le cadre de la définition de quarante-cinq nouvelles paroisses à l'échelle du diocèse en 1996, motivée par le manque de prêtres, Montjavoult est rattaché à la paroisse Vexin-Sud. Au début de l'année 2015, les trois paroisses de Vexin-Nord, Chaumont-en-Vexin et Vexin-Sud fusionnent pour former la nouvelle paroisse Saint-François-d'Assise du Vexin, qui s'étend sur quarante-huit communes,. La célébration des messes dominicales a été suspendue en 2018. L'église accueille néanmoins un chapelet le samedi à 18 h, ainsi que des célébrations particulières.

### Les campagnes de construction de l'église

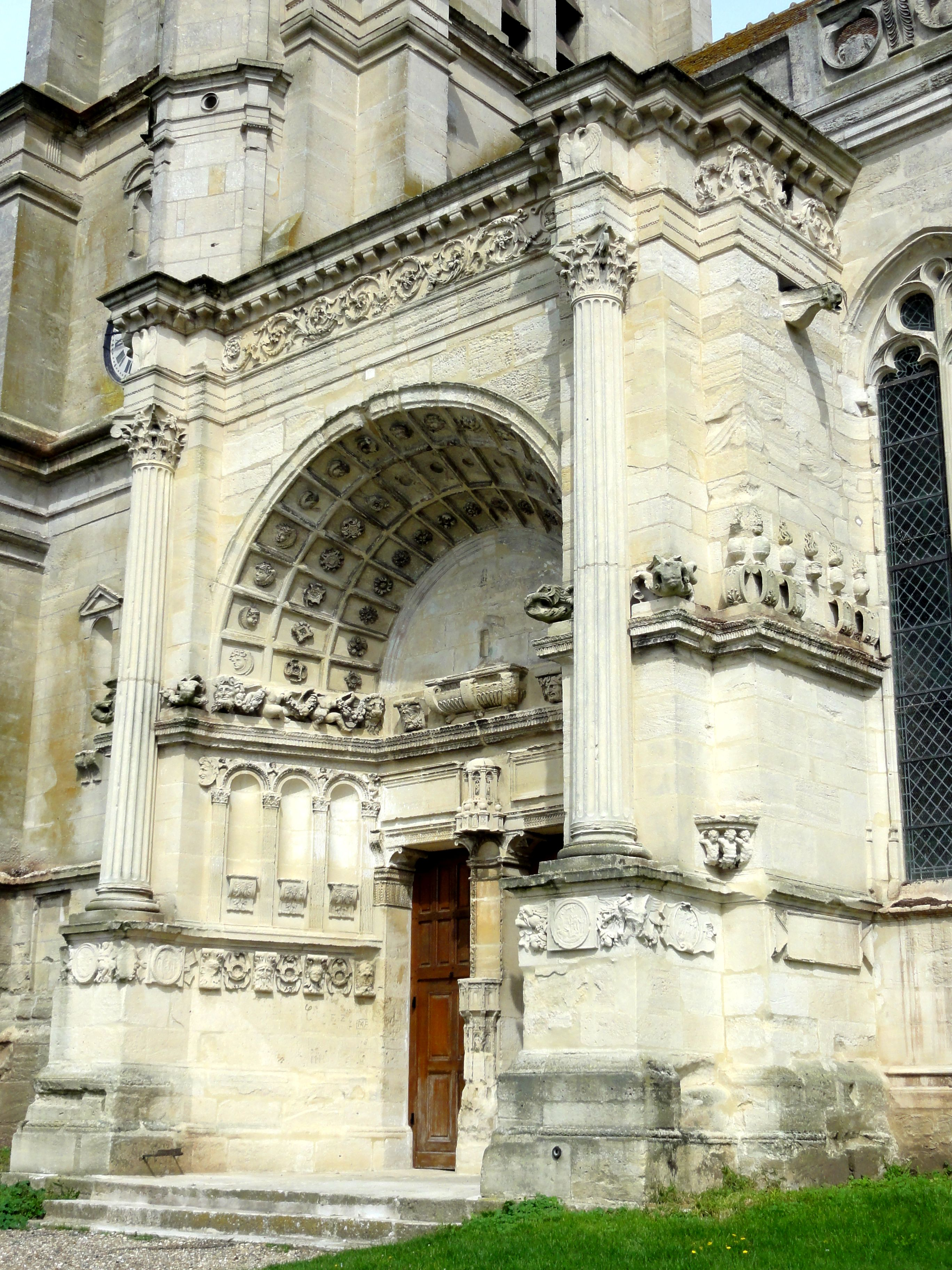
Portail Renaissance.

Aucun document ne précise les principales étapes de construction de l'église. L'analyse stylistique seul peut fournir les clés de compréhension de son évolution. Sa partie la plus ancienne est le bas-côté nord de la nef, qui subsiste seul d'une basilique romane du XIe siècle, et possède la particularité d'être voûté en berceau. Ses fenêtres et ses contreforts sont toutefois datés de 1706 par une source que Bernard Duhamel ne précise pas. Le gros-œuvre de la croisée du transept, initialement base du clocher central probablement démoli au XVIe siècle, est également considérée comme romane en raison de sa facture rustique. Elle a été exhaussée vers la fin du XVe siècle ou au premier quart du XVIe siècle, dans le cadre de la reconstruction flamboyante faisant suite aux dégradations subies pendant la guerre de Cent Ans. Deux autres parties lourdement remaniées dans le même contexte sont les deux croisillons du transept. Ils se présentent désormais dans un style purement flamboyant, et on ne saura préciser leur période de construction primitive, mais les piédroits à arêtes vives des arcades et la forte saillie par rapport aux collatéraux du chœur traduisent la reprise de structures plus anciennes. Le chœur de deux travées au chevet et ses deux collatéraux semblent en revanche entièrement dater de la fin du XVe siècle ou du premier quart du XVIe siècle, et on ne peut identifier aucune trace des précédentes époques, si ce ne sont la physionomie générale avec un étroit vaisseau central dépassant nettement en hauteur les bas-côtés, et les piliers cylindriques au milieu des grandes arcades,.
Un peu plus tardive est la nef avec son collatéral sud porté à la même hauteur. Ce complexe d'une architecture ambitieuse est datable du second quart du XVIe siècle, par ses fenêtres de style flamboyant tardif, et ses clés de voûte et chapiteaux Renaissance. Le début de cette campagne de travaux coïncide plus ou moins avec l'installation d'Audry Marest dans le Vexin, en 1528, après avoir racheté les seigneuries de Labbeville et Montjavoult. Pour Étienne Hamon, il ne fait guère de doute que ce nouveau seigneur se soit impliqué dans le chantier de l'église. Il n'est toutefois pas bien évident pourquoi cet auteur suppose que les trois clés de voûte affichant un écusson vierge, dans le collatéral nord du chœur et dans le croisillon sud, aurait jadis porté ses armes : Étienne Hamon lui-même insiste sur leur datation plus haute dans un passage ultérieur de son ouvrage. À l'issue de cette campagne vers le milieu du XVIe siècle, l'église est ainsi quasiment achevée. Or, elle ne paraît apparemment pas encore assez prestigieuse aux yeux des habitants, qui, vers 1565, font appel au mâitre-maçon Jean Grappin pour édifier un splendide porche Renaissance devant le portail sud. Grappin venait de reprendre, en 1558, la direction du chantier de l'extension de la collégiale de Gisors des mains de son père Robert. Il avait déjà travaillé avec son père sur l'église de Vétheuil et le portail de Saint-Gervais, et est certainement à l'époque le maître d'œuvre le plus en vue dans cette partie du Vexin, comme Pierre Le Mercier l'est à Pontoise et dans ses environs. Le clocher est probablement édifié après le portail : c'est la dernière partie construite de l'église. Il retient beaucoup moins l'attention des auteurs que le portail. Louis Régnier le classe dans le même groupe que Nucourt et Chaumont-en-Vexin, mais s'il atteste à son voisin de Chaumont une noble simplicité, il affirme que la tour de Montjavoult n'a rien de remarquable. Les trois clochers cités sont probablement des réalisations de l'atelier de Jean Grappin,. Selon Bernard Duhamel, la tourelle d'escalier aurait été ajoutée vers 1724. Jusqu'en 1725, le clocher fut coiffé d'une flèche reposant sur quatre piliers. Selon l'abbé Le Blévenec, c'est dans la flèche qu'étaient suspendues les cloches, comme le prouveraient les encoches faites par les cordes. C'est un incendie enclenché par un coup de foudre qui mit fin à l'existence du clocher. Reste à signaler le projet inabouti du prolongement de la nef d'une travée vers l'ouest, démontré par des départs de voûte sur le mur occidental et une arcade bouchée au nord du clocher.

## Description

### Aperçu général

Plan de l'église.

Régulièrement orientée, l'église répond à un plan cruciforme rendu irrégulier avec l'adjonction du clocher en avant du collatéral sud de la nef, et avec la reconstruction de celui-ci à la même hauteur que la nef, à la Renaissance. Elle se compose d'une nef de trois travées, dont le collatéral sud est plus large que la nef elle-même, et voûtée à la même hauteur, et dont le bas-côté nord constitue la dernière partie encore debout de la précédente église romane ; d'un transept nettement débordant, sauf par rapport au collatéral sud de la nef ; d'un chœur de deux travées terminé par un chevet plat ; et de deux collatéraux du chœur également terminés en chevet plat. La sacristie occupe l'angle entre le croisillon sud et le collatéral sud du chœur. La base du clocher ne communique avec l'intérieur de l'église que par une modeste porte, et sert de débarras. Une tourelle d'escalier flanque l'angle sud-est du clocher, et est mitoyen du porche Renaissance, élevé mais peu profond, qui précède le portail principal au sud de la première travée du collatéral sud de la nef. Il n'y a pas de portail occidental, mais une petite porte existe dans le chevet du collatéral nord du chœur. Le vaisseau central est à deux niveaux d'élévation, mais un étage de murs aveugles s'est substitué à l'étage de fenêtres hautes qui devait exister dans la nef et dans le chœur. Le bas-côté nord est voûtée en berceau. Le reste de l'église est voûté d'ogives. Le clocher est coiffé d'une calotte sphérique. L'église est pourvue d'une large toiture commune aux deux vaisseaux, avec un pignon en façade et un autre au chevet ; cependant, le collatéral sud de la nef et le croisillon sud sont exclus de cette toiture, et possèdent un toit en bâtière longitudinal terminé à l'est par des croupes ; et le croisillon nord conserve quant à lui un toit en bâtière perpendiculaire à l'axe de l'édifice, avec un petit pignon du côté nord.

### Intérieur

#### Nef et collatéral sud

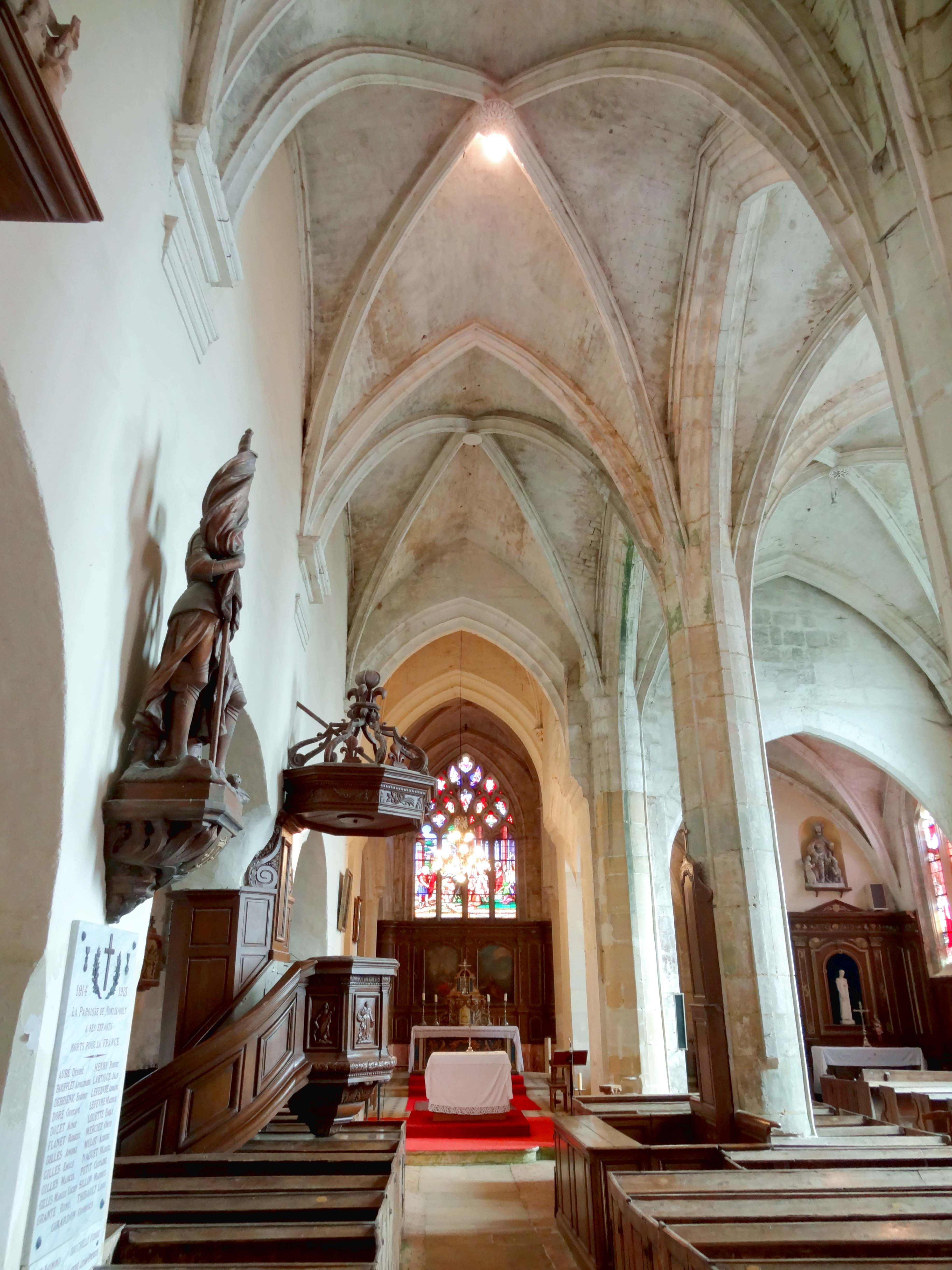
Nef, vue vers l'est.

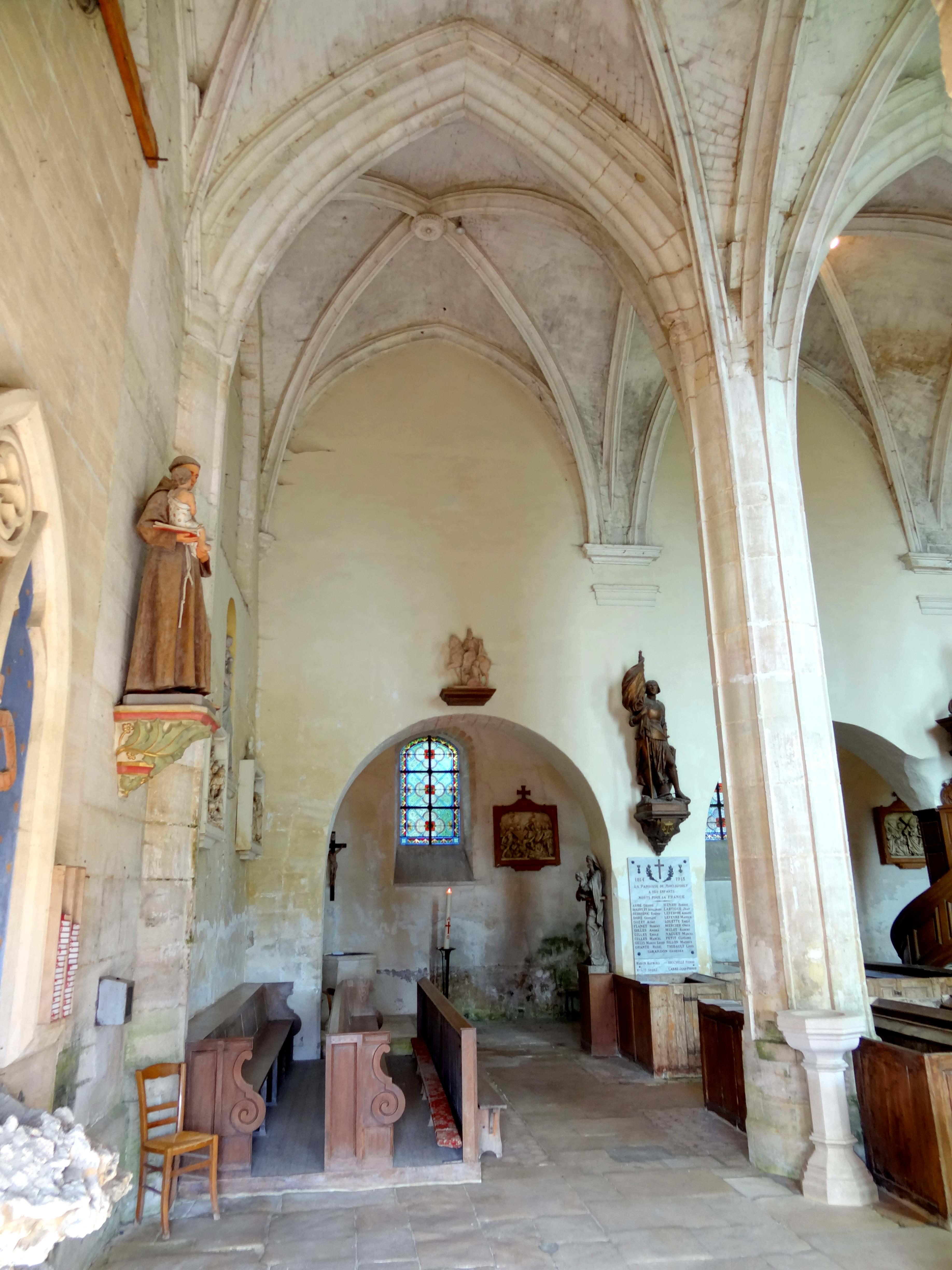
Collatéral, 1re travée, vue vers le nord.

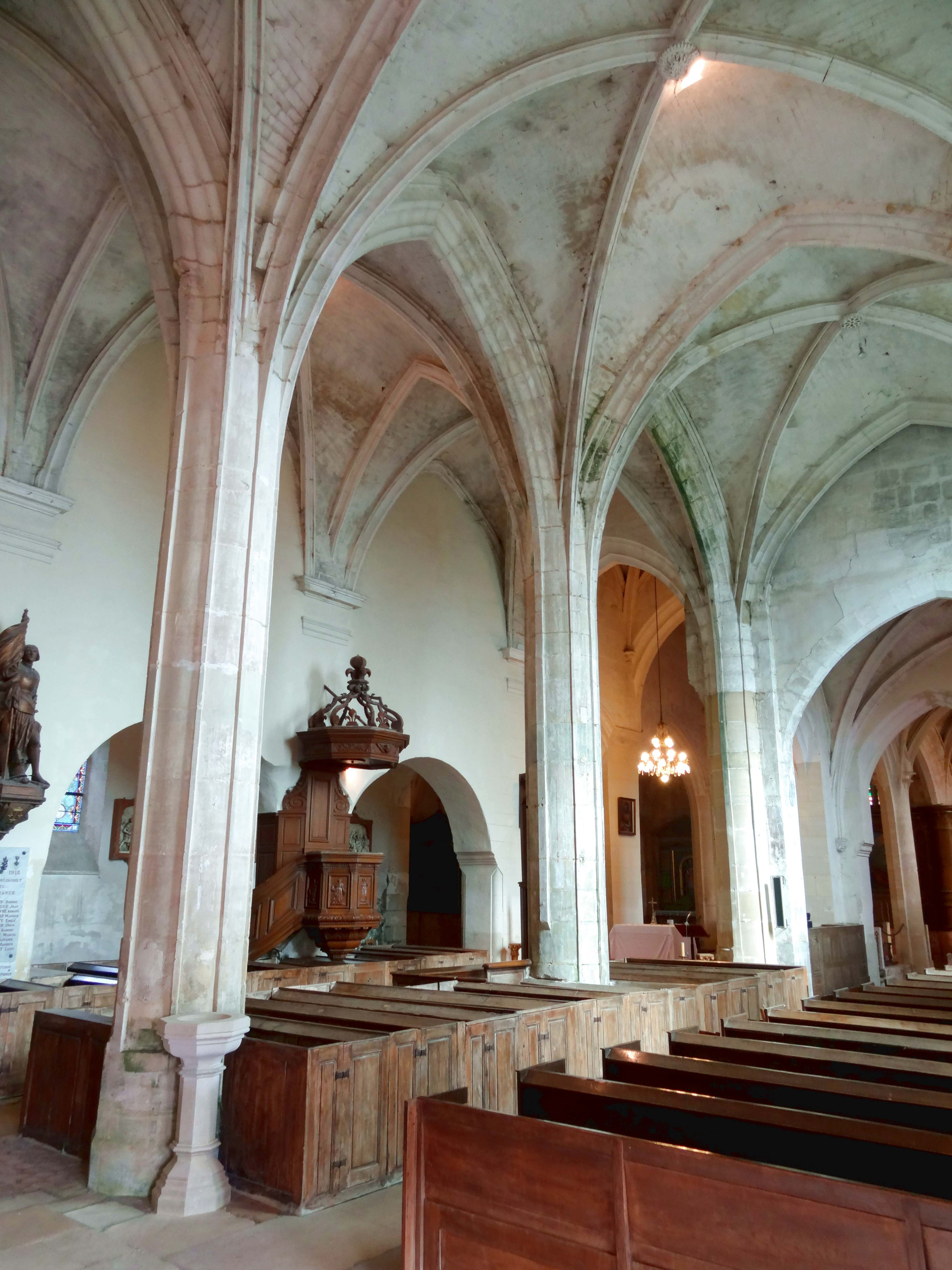
Collatéral sud, vue diagonale vers le nord-est.

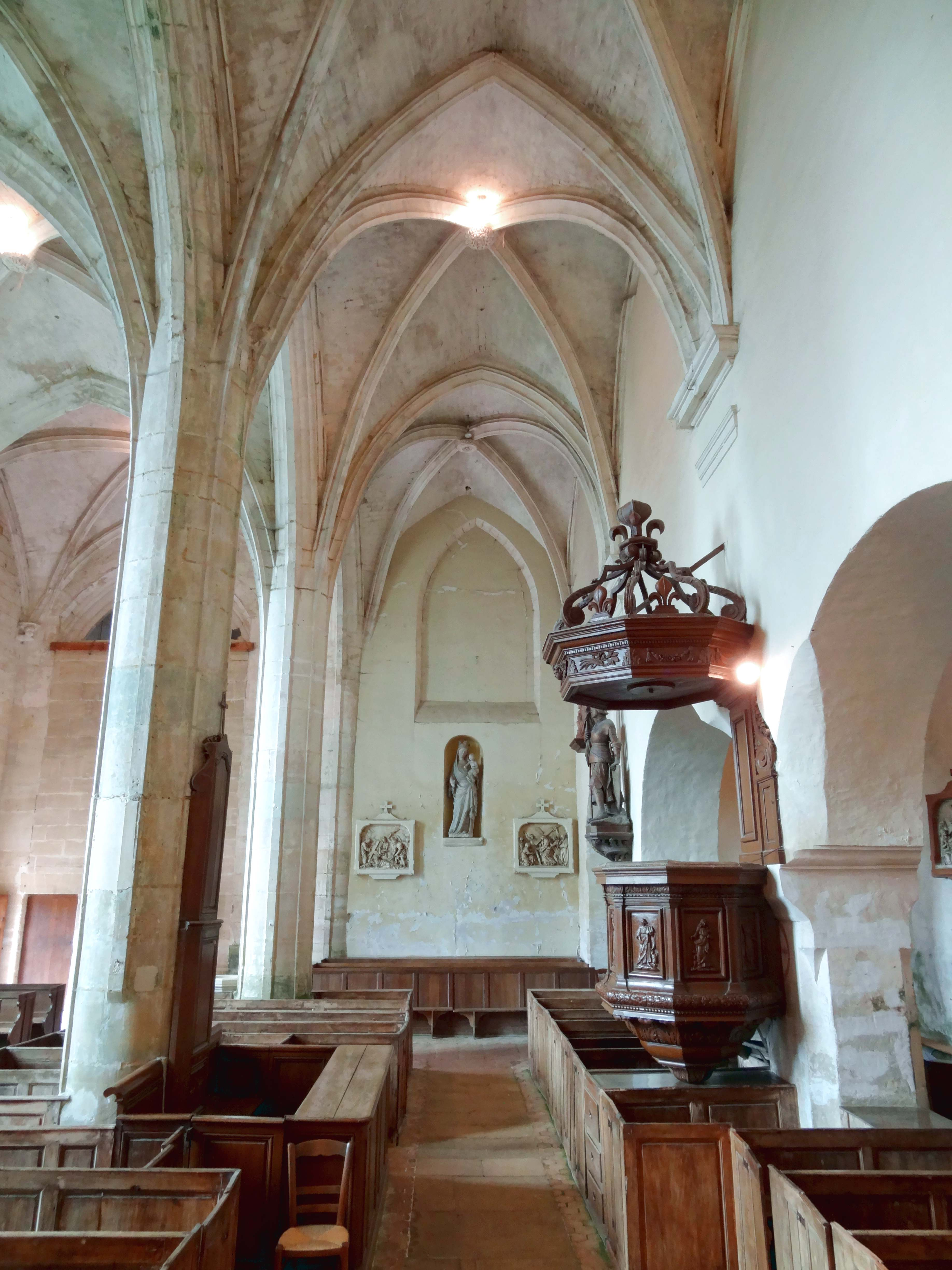
Nef, vue vers l'ouest.

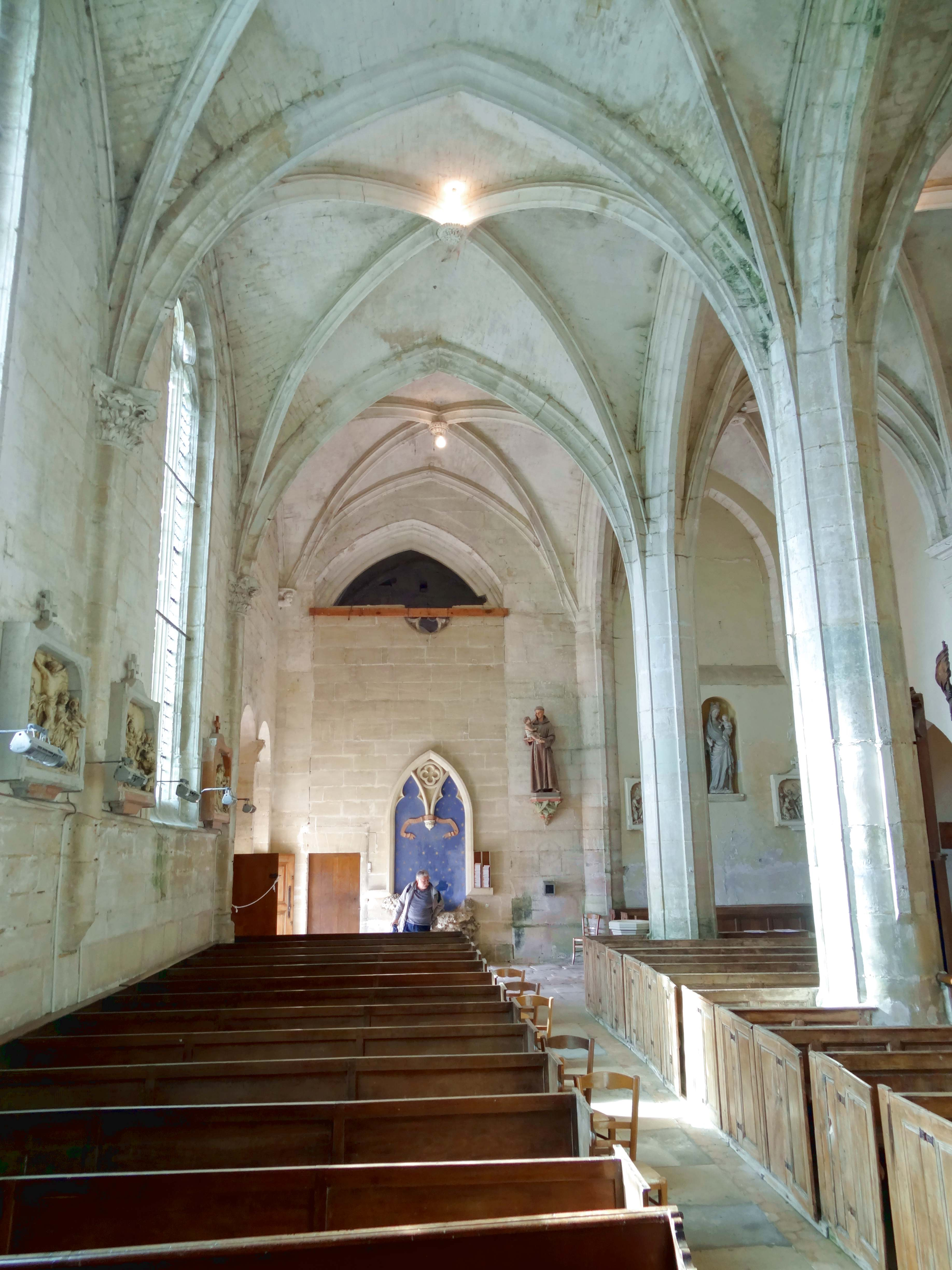
Collatéral, vue vers l'ouest.

La nef de Montjavoult a, tout d'abord, deux principales particularités : elle s'accompagne d'un collatéral sud non seulement voûté à la même hauteur que le vaisseau central, mais de surcroît plus large, et conserve des grandes arcades romanes très basses et massives en face au nord. Le contraste avec les arcs-doubleaux longitudinaux ne pourra pas être plus saisissant, au point que dans la perception de l'espace intérieur, on tend à faire abstraction du bas-côté roman, et à le considérer comme un annexe sans importance. C'est ainsi le collatéral qui s'impose comme la nef véritable, d'autant plus qu'il prend le jour sur l'extérieur contrairement à la nef elle-même. Concernant l'opposition entre des grandes arcades romanes au nord et un collatéral élevé au sud, on trouve une situation analogue à Bonneuil-en-Valois, où le voûtement n'a jamais été réalisé ; à Sacy-le-Grand, où les voûtes sont néo-gothiques ; à Parnes ; et à Saint-Clair-sur-Epte, où les supports d'origine subsistent toutefois au sud. Concernant le voûtement de la nef et de l'un de ses deux collatéraux à la même hauteur, il s'agit d'un résultat fréquent de la reconstruction flamboyante dans le Vexin. Monique Richard-Rivoire écrit à ce propos : « Eugène Lefèvre-Pontalis pensait que, dans l'Île-de-France, les nefs flamboyantes sans éclairage direct étaient toujours ainsi plus élevées que les bas-côtés. En fait, nous trouvons en Vexin français des exemples plus nombreux encore d'édifices dont les collatéraux ont la même hauteur que le vaisseau central. Ce sont les nefs de Montjavoult, de Parnes du côté sud ; de Jambville, d'Oinville-sur-Montcient, de Vaudancourt, de Boury, de Limay, de Fontenay-Saint-Père, de Villers-en-Arthies ». Il n'est pas sans intérêt d'observer qu'à Arthies, Boury-en-Vexin, Jambville, Oinville-sur-Montcient, Lierville et Pressagny-l'Orgueilleux, l'on ajouta également un unique bas-côté flamboyant à côté d'une nef unique plus ancienne, dont on prévoyait le voûtement en même temps. Parmi les églises citées, toutes sont de hauteur plus modeste que Montjavoult, et ce n'est qu'à Sacy-le-Grand que le collatéral flamboyant soit plus large que la nef. L'église Saint-Martin constitue donc dans une certaine mesure un cas à part. Elle se singularise également par la position du clocher en avant du collatéral sud, et non au-dessus de la première travée du collatéral sud, ce qui serait la règle au XVIe siècle. L'explication est l'adjonction tardive d'un clocher Renaissance à une église flamboyante déjà existante, qui devait aller de pair avec l'extension de la nef d'une travée vers l'ouest, finalement restée lettre morte. L'église de Chaumont-en-Vexin est exactement dans le même cas.
Les proportions de la nef sont celles du chœur du XIIIe siècle. Elle est très élancée, ce qui vient toutefois en grande partie de son étroitesse, qui sublime la hauteur, comme à Serans et Vétheuil, où la nef conserve également les proportions de son prédécesseur. La hauteur des deux piliers libres est égale à deux fois la largeur, et s'y ajoute l'ampleur des voûtes, égale à une fois la largeur. Ses travées sont carrées, sauf la dernière, qui est barlongue dans le sens longitudinal. Élancement ne rime ici pas avec luminosité, car l'unique fenêtre, assez grande, en haut du mur occidental, est bouchée. L'examen extérieur soulève même la question si elle a jamais été ouverte, car l'appareil rustique en petits moellons irréguliers noyés dans un mortier est le même que sur tout le mur occidental. Ce mur était sans doute destiné à être provisoire, puisque la construction du clocher et le prolongement vers l'ouest étaient déjà actés, si bien que l'on jugea inutile de faire la dépense de vitrages. Dans le soubassement de la fenêtre, on découvre, à l'extérieur, une petite porte bouchée sans caractère. Le collatéral paraît tout aussi élancé. Ses deux premières travées sont barlongues dans le sens perpendiculaire, et sa troisième travée est carrée. L'éclairage n'est pas non plus abondant. Le portail n'est pas doté d'un tympan ajouré, et à l'ouest, il n'y a qu'une arcade en grande partie bouchée, dont l'on note le style flamboyant, ce qui démontre qu'il n'était pas acquis d'emblée que le clocher soit bâti dans le style de la Renaissance. Deux hautes et étroites fenêtres en arc brisé doivent ainsi suffire pour éclairer les six travées de la nef et des collatéraux. Elles prennent appui sur un bandeau mouluré, et sont pourvues d'un remplage de deux lancettes à têtes trilobées, surmontées de deux soufflets simplifiés disposés obliquement, ainsi que d'un petit oculus. Le meneau central continue au-delà des lancettes jusqu'à cet oculus, comme à Montagny-en-Vexin, église située dans la même paroisse. La forme arrondie des lobes et des formes du tympan et l'absence de redents annonce le déclin de l'architecture flamboyante. Quoi qu'il en soit, cette partie de l'église est certainement la plus élégante, mais son défaut est de ne pas aboutir, à l'est, sur un transept des mêmes proportions, mais sur l'arcade basse et rudimentaire qui ouvre sur le croisillon sud. Ensuite, le vaisseau se rétrécit encore davantage, car le collatéral du chœur est moitié moins large, et encore un peu plus bas. C'est par ailleurs nettement visible depuis l'extérieur, alors qu'on y a porté les murs du croisillon à la hauteur de la nef (contrairement au nord).
On peut dire que dans l'église de Montjavoult, les traditions de l'architecture religieuse sont bousculées, car à l'accoutumée, ce sont les travées du sanctuaire qui dépassent en élégance et en hauteur la nef et ses bas-côtés. Les raisons n'en sont pas liturgiques, mais économiques, car la nef et ses bas-côtés sont à la charge des paroissiens, tandis que le sanctuaire est construit et entretenu par les gros décimateurs. L'on ignore quelle circonstance poussa les habitants de Montjavoult de commettre un tel acte de générosité que d'élever une nef, un collatéral, un porche et un clocher aussi prestigieux, dignes d'une ville. Stylistiquement, la nef et son collatéral ne tiennent pas la promesse du clocher et du porche Renaissance, et correspondent aux deux fenêtres déjà évoquées. Comme à Gisors, Magny-en-Vexin et Vétheuil, on a voulu donner une enveloppe dans le nouveau style à un édifice flamboyant tout juste près de l'achèvement, mais perçu déjà comme dépassé. La prise de conscience de l'obsolescence du style flamboyant intervient au moment que la construction du mur méridional du collatéral touche à sa fin. Les deux premières clés de voûte de la nef sont sculptés de motifs de la Renaissance, mais c'est fréquent dans des églises qui demeurent purement flamboyantes pour le reste, dès les années 1530. Au milieu des deux clés, une rosace de feuillages ; autour, une inscription (« Ornaverunt faciem templi coronis aureis », 1 Machabées 4,57) et un rang de tulipes, puis un rang de tulipes et un rang d'oves et de dards. La troisième clé est fruste. Les deux premières clés du collatéral ressemblent à la deuxième clé de la nef, mais le sculpteur n'a pas cédé à la facilité d'une reproduction à l'identique. La troisième clé du collatéral est ornée de découpages flamboyants dans le style des réseaux des fenêtres. Les piliers engagés au droit du mur sud offrent en plan une accolade, et sont donc nettement flamboyants. Ils appartiennent à un type original, dont Monique Richard-Rivoire n'a trouvé d'autres représentants qu'à Parnes. Ces piliers portent des chapiteaux corinthiens, devant les tailloirs desquels se détachent des têtes humaines sculptées en ronde-bosse. La Renaissance ne saura se manifester d'une manière plus explicite. Il y a un troisième chapiteau corinthien, dans l'angle sud-est, porté par une colonne cylindrique engagée, mais dans l'angle sud-ouest, l'on s'est contenté d'un cul-de-lampe composé d'un tailloir prenant appui sur un buste humain. D'une facture très différente sont les culs-de-lampe engagés dans le mur nord de la nef. Ce sont des chapiteaux de pilastre doriques, peut-être incrustés après coup, et certainement postérieurs au milieu du XVIe siècle.
Le profil des ogives est une déclinaison du profil habituel des églises flamboyantes du Vexin, où ne règne pas la même variété que dans les autres parties du département ou en Île-de-France. De face, les ogives se présentent par un filet entre deux fines moulures concaves. Les flancs, obliques et légèrement concaves, sont dégagés des voûtains par des filets saillants. Les doubleaux perpendiculaires sont identiques, conformément à l'usage. Les formerets, qui n'existent par ailleurs que latéralement, correspondent à la moitié des ogives. Au nord, ils sont en partie noyés dans l'enduit depuis la reconstruction partielle du bas-côté nord au XVIIIe siècle. Au sud, ils entrent dans la composition des doubleaux longitudinaux, qui ont un étroit intrados méplat, et sont entaillés de quatre facettes concaves de chaque côté, ce qui donne l'un des profils les plus simples à la période flamboyante, traduisant souvent la reprise en sous-œuvre de structures plus anciennes, ou trahissant des arcades anciennes simplement retaillées. D'autres exemples se trouvent dans les nefs de Fresnoy-la-Rivière, La Roche-Guyon, Saint-Clair-sur-Epte (sud) et Vaudancourt ; sous le clocher de Précy-sur-Oise ; à la croisée du transept d'Avrechy, Berville et Vétheuil ; dans le chœur de Magny-en-Vexin, etc. Les piliers qui séparent les deux vaisseaux jumeaux pourraient être des piliers ondulés dont les renflements seraient en forme d'accolade, mais le maître d'œuvre a opté pour des piliers cylindriques garnis de huit filets, établis dans la continuité des filets dans l'intrados des ogives et doubleaux. La logique est celle des nervures pénétrantes, qui constitue l'un des fondements de l'art flamboyant, et il n'y a donc ni tailloirs, ni chapiteaux. Ces mêmes piliers se rencontrent à Parnes, et puisque ce n'est pas la seule ressemblance, on peut supposer, avec Monique Richard-Rivoire, que les deux nefs ont été construites par le même atelier. En dehors du Vexin, des variantes de ce type de pilier s'observent à Saint-Aspais de Melun (avec des tores à la place des filets), et dans la collégiale de Montereau (avec des tores et des faces concaves).

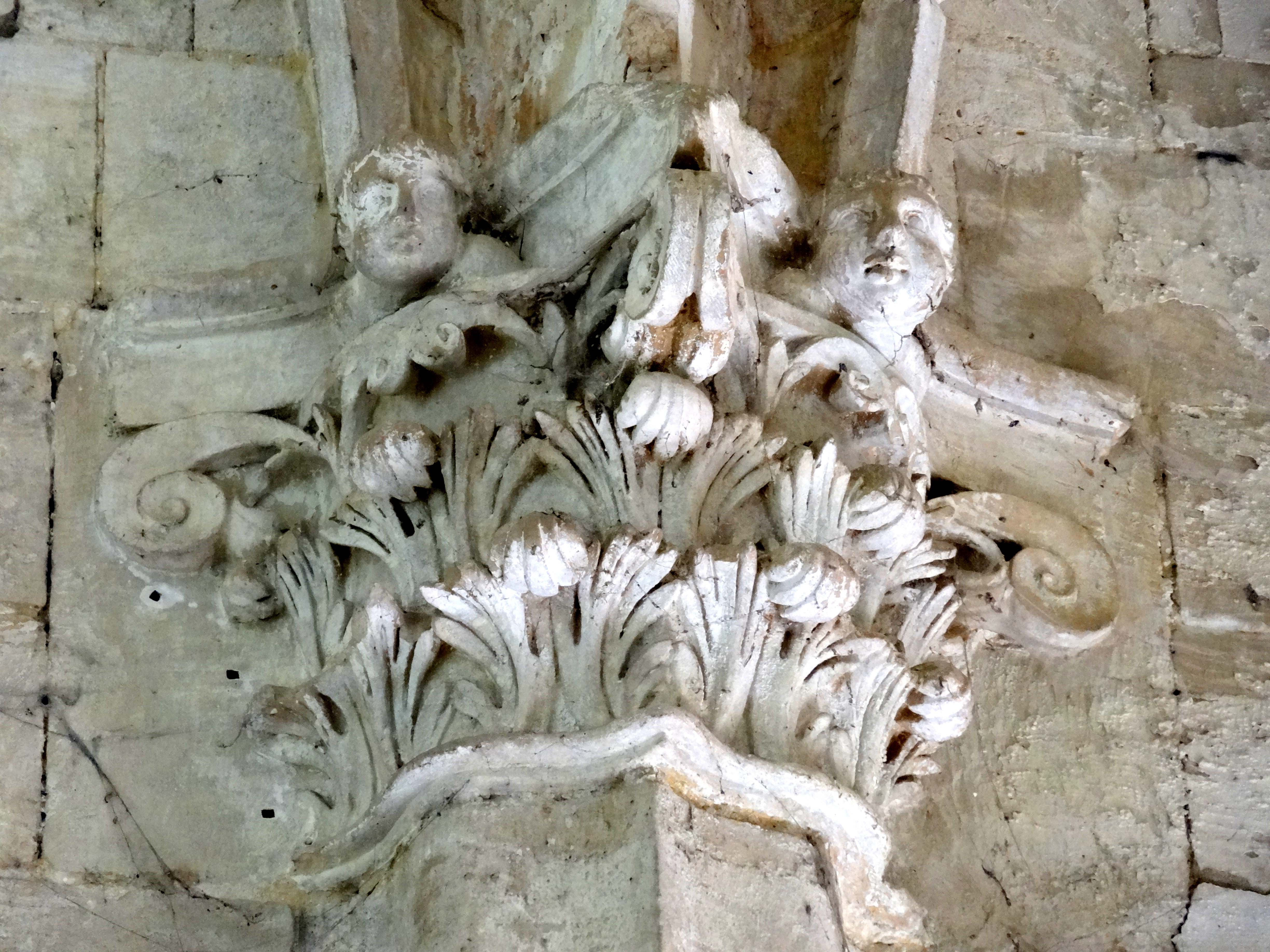
Collatéral, chapiteau au sud du 1er doubleau.
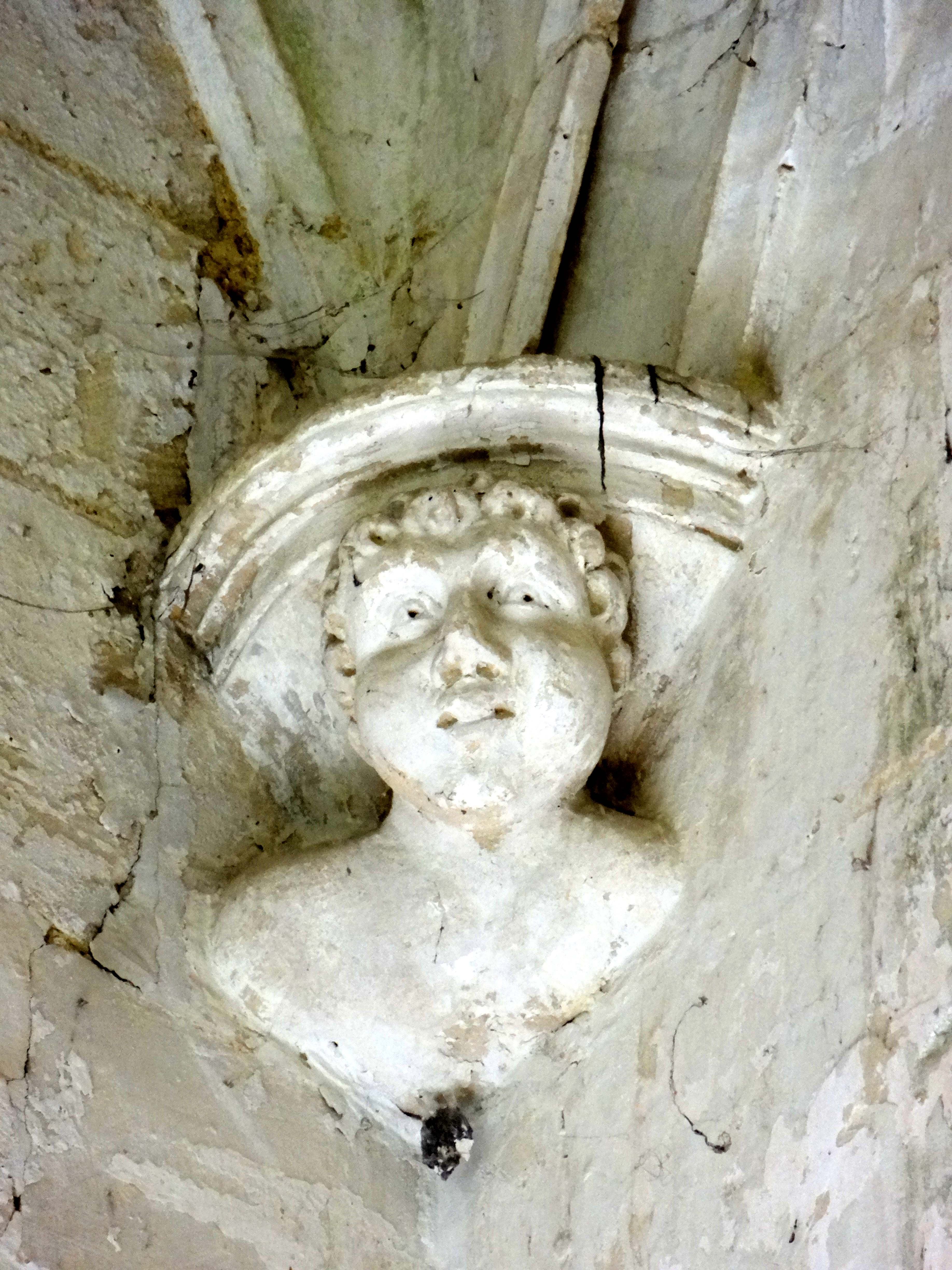
Collatéral, cul-de-lampe dans l'angle sud-ouest.
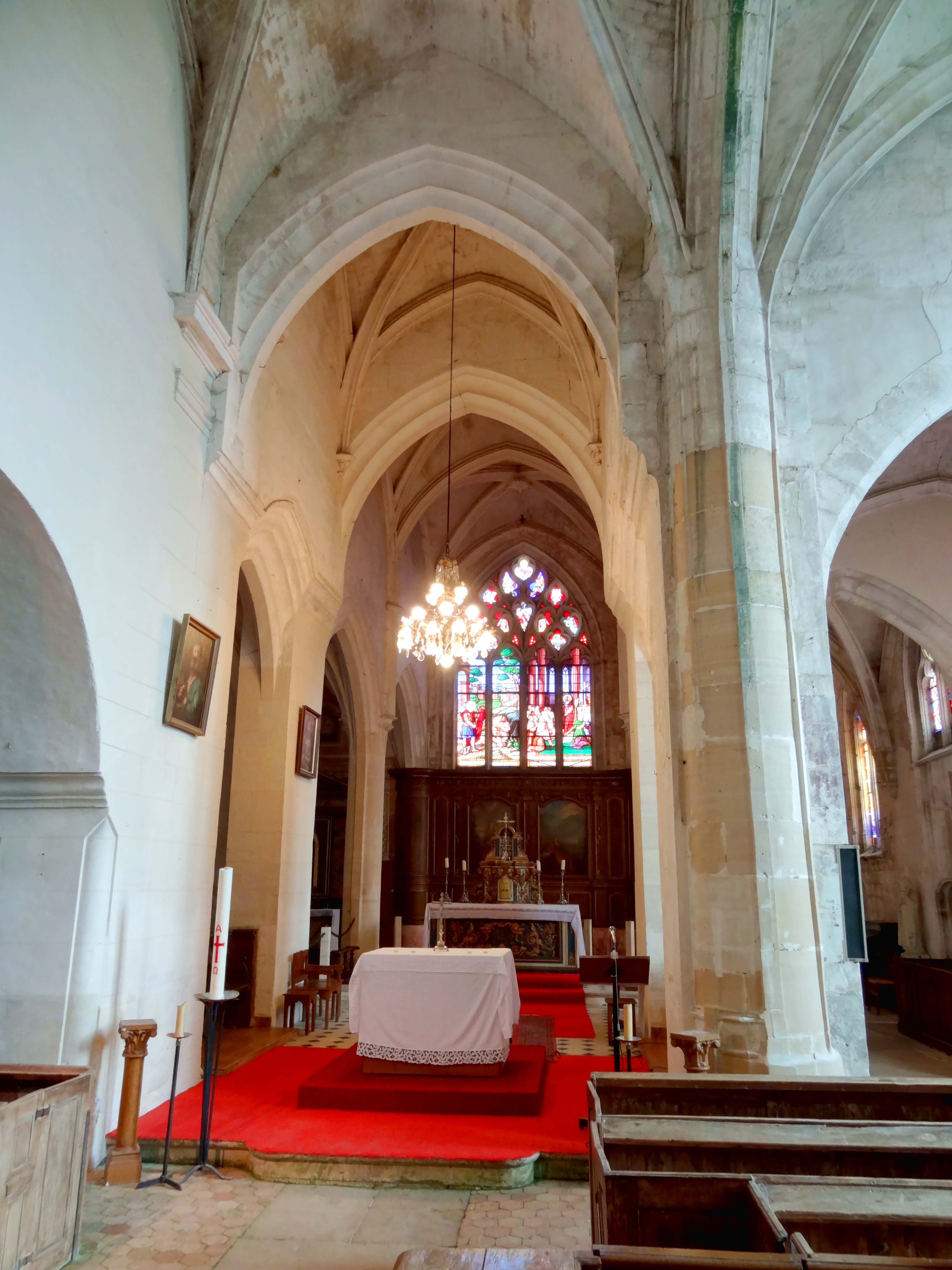
Nef, vue vers l'est dans la croisée du transept.
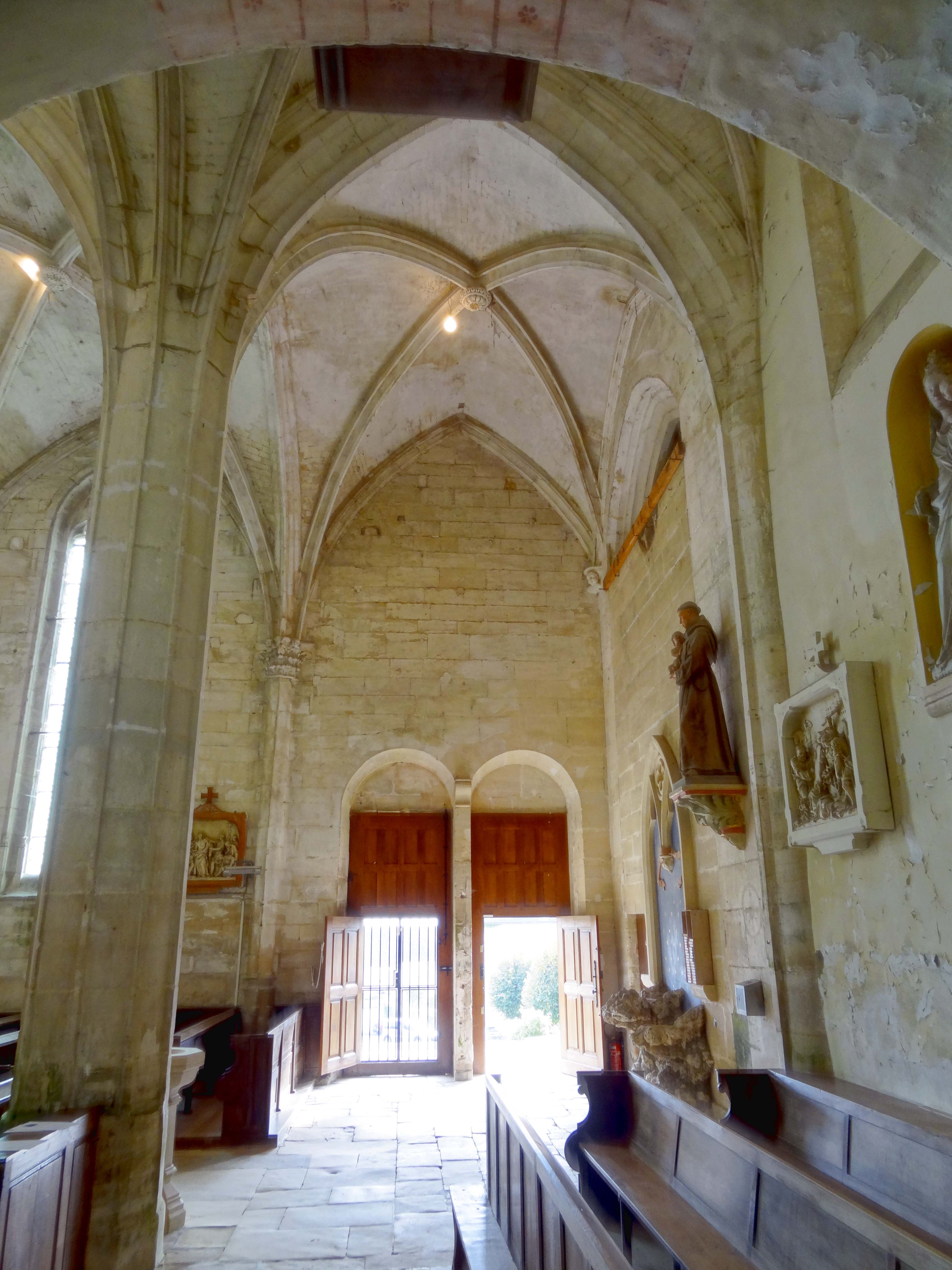
Nef, 1re travée, vue vers le sud sur le portail.
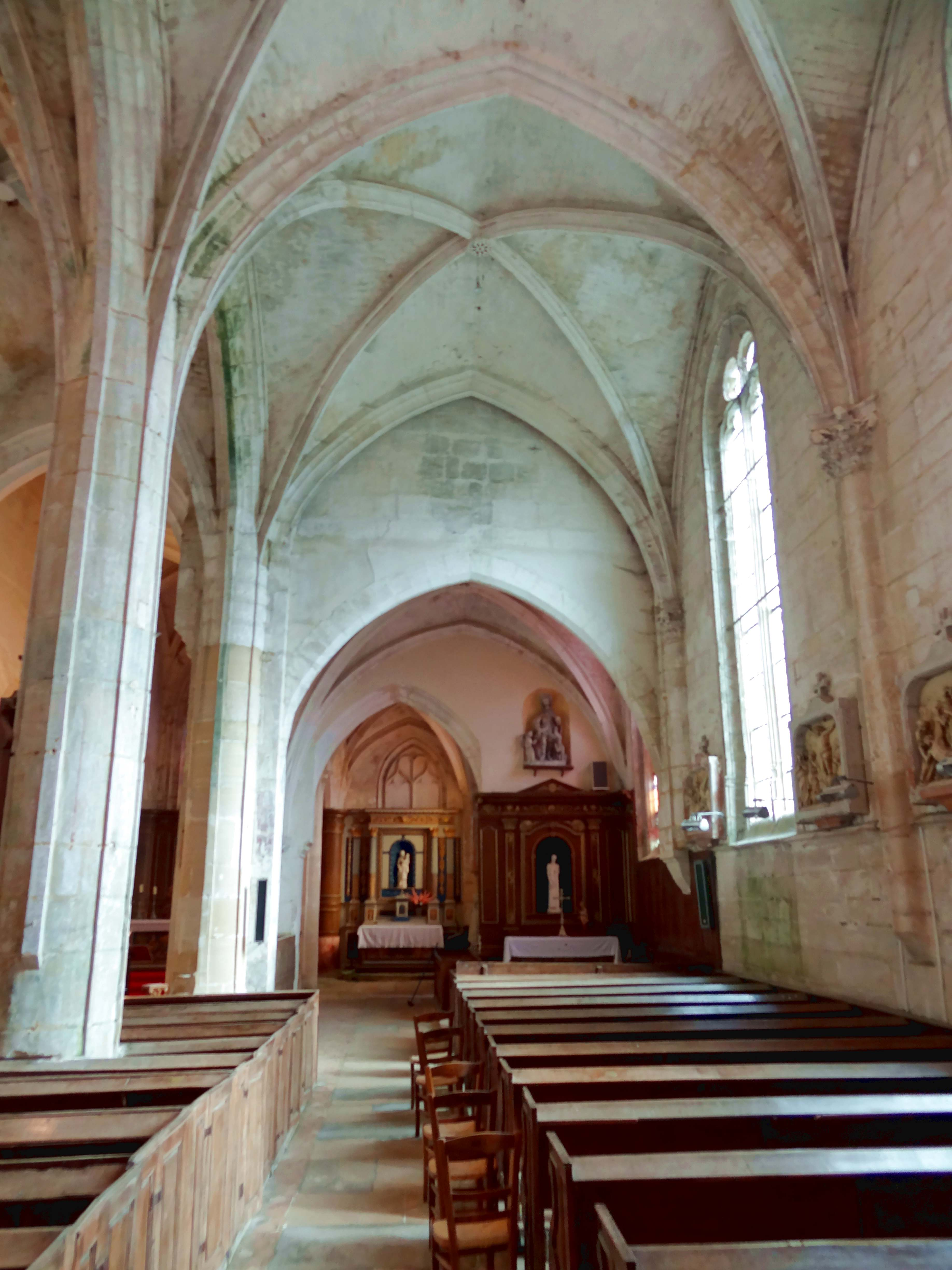
Collatéral sud, vue vers l'est.
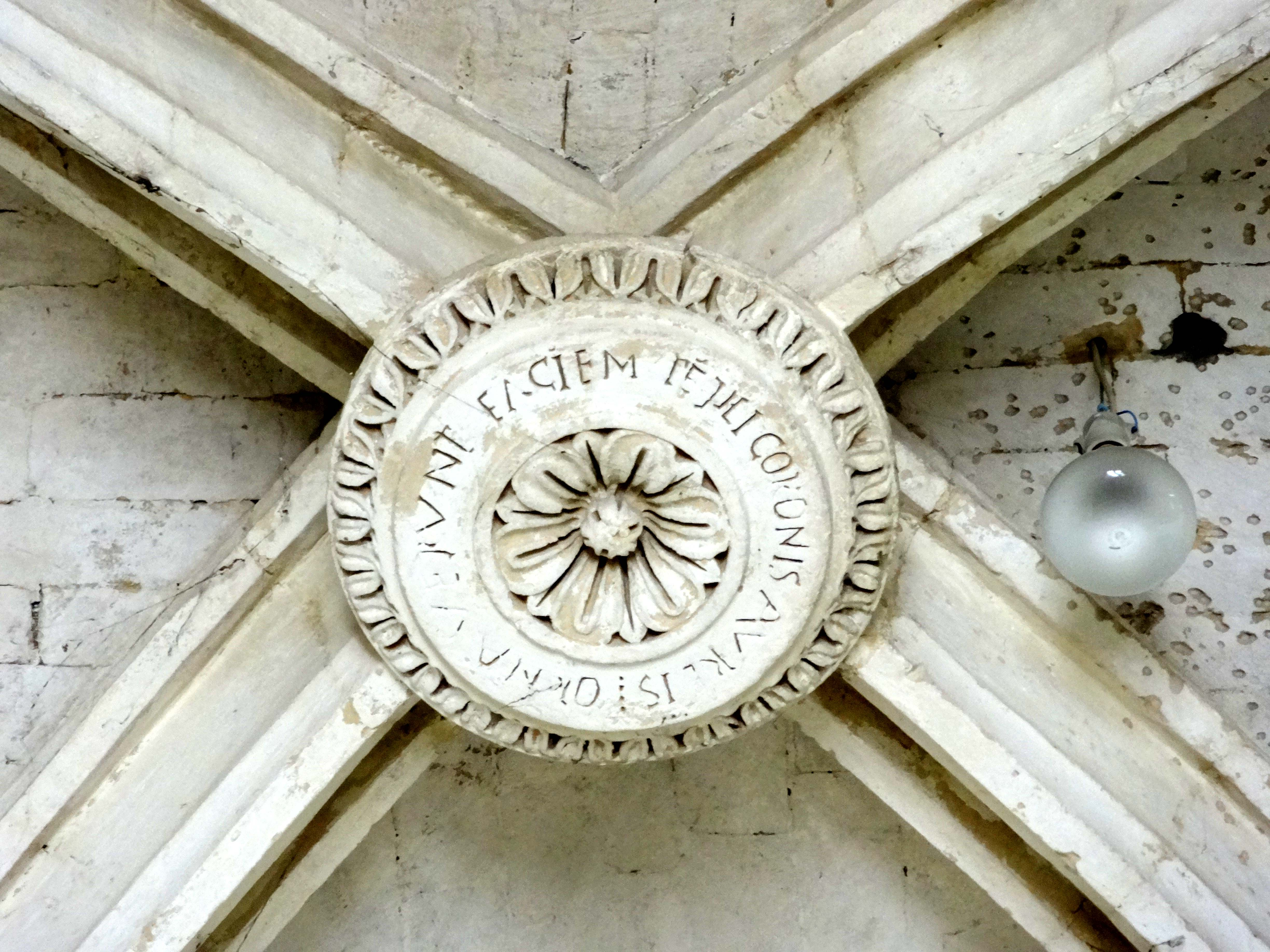
Nef, clé de voûte de la 1re travée.

#### Bas-côté nord

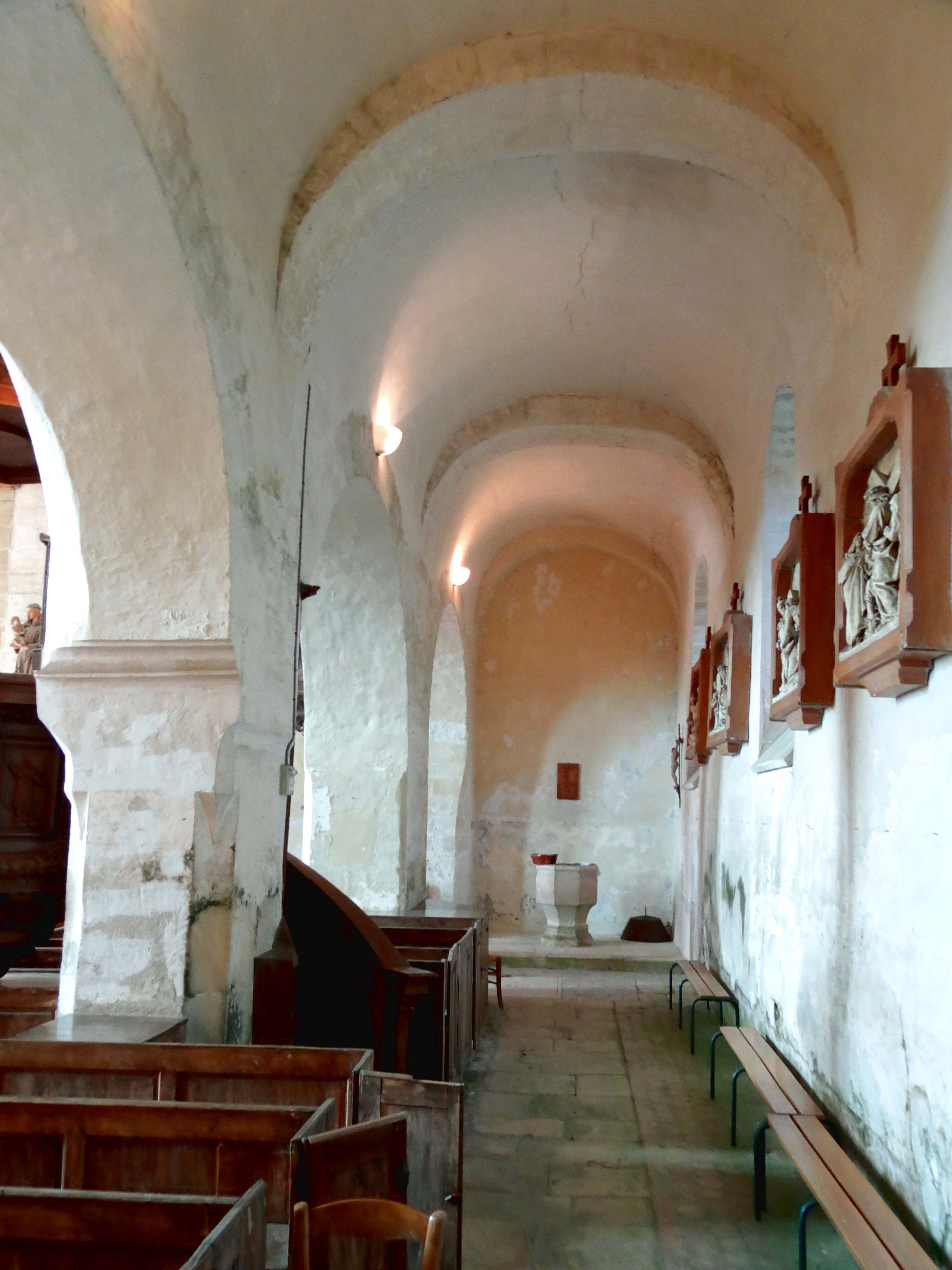
Bas-côté nord, vue vers l'ouest.

Les trois grandes arcades du nord n'atteignent pas la moitié de la hauteur de la nef. Elles sont en plein cintre, à arêtes vives, et retombent sur des piliers rectangulaires. Les angles des piédroits du pilier engagé au droit du mur occidental et du premier pilier libre sont taillés en biseau sur une partie de leur hauteur. Cet usage n'existe pas avant le XIIe siècle, et l'irrégularité des biseaux donne à penser qu'il s'agisse d'une modification apportée après coup. L'angle sud-ouest du deuxième pilier libre a été profondément arasé afin de permettre l'installation de l'escalier desservant la chaire à prêcher. Du coup, la deuxième grande arcade s'en trouve lourdement mutilé avant sa retombée du côté est. Les angles sud-est et nord-est du même pilier sont creusés de gorges, au-dessus desquels les arêtes des arcades sont reçues sur des culots. Ici ainsi que du côté est, la troisième grande arcade retombe sur des imposte moulurés d'une doucine entre deux listels et d'une étroite gorge. Les angles du pilier engagé à la fin des grandes arcades sont taillés en quart-de-rond. Cette incohérence entre les deux piédroits se faisant face et la différence avec les deux précédentes arcades démontrent que ces modestes ornements ont dû être obtenus en retaillant l'arcade primitive.
Mais dans un sens global, ces arcades peuvent dater, stylistiquement parlant, tout aussi bien de la période romane que de la période classique ou néo-classique, qui laisse souvent, dans le milieu rural, des créations assez frustes. L'abbé Le Blévenec semble être, en 1937, le premier auteur a insister sur le caractère roman du bas-côté nord, et par extension, des grandes arcades. Monique Richard-Rivoire, en 1959, les date explicitement du XIe siècle. Bernard Duhamel écrit, en 1988, « on prétend […] que le bas-côté nord de la nef, voûté en berceau et dont les doubleaux et les arcades sont en plein cintre serait du XIe siècle ; en fait il a probablement été refait en 1706 ». L'auteur n'indique pas d'où il tient la date de 1706, mais elle convient tout à fait aux trois fenêtres en anse de panier du côté nord. À l'intérieur du bas-côté toutefois, les quatre arcs-doubleaux perpendiculaires qui renforcent la voûte en berceau paraissent bien plus anciens, surtout les deux doubleaux intermédiaires, dont le tracé surbaissé en fer à cheval traduit des déformations. On trouve des doubleaux analogues, mais souvent de plus grande portée, dans les bases de clocher d'Arthies et Omerville ; dans la croisée du transept de Morienval ; et dans les chœurs de Catenoy et Saint-Clair-sur-Epte. Ce qui suscite le doute sur l'authenticité des voûtes chez Bernard Duhamel est sans doute sa connaissance que pas une deuxième église dans le nord de l'Île-de-France dispose de bas-côtés romans voûtés en berceau. Les bas-côtés de Notre-Dame-du-Fort d'Étampes, Notre-Dame-de-Bonne-Garde de Longpont-sur-Orge, Saint-Pierre de Montmartre, Poissy, Saint-Germain-des-Prés et Saint-Loup-de-Naud sont voûtés d'arêtes depuis la période romane.

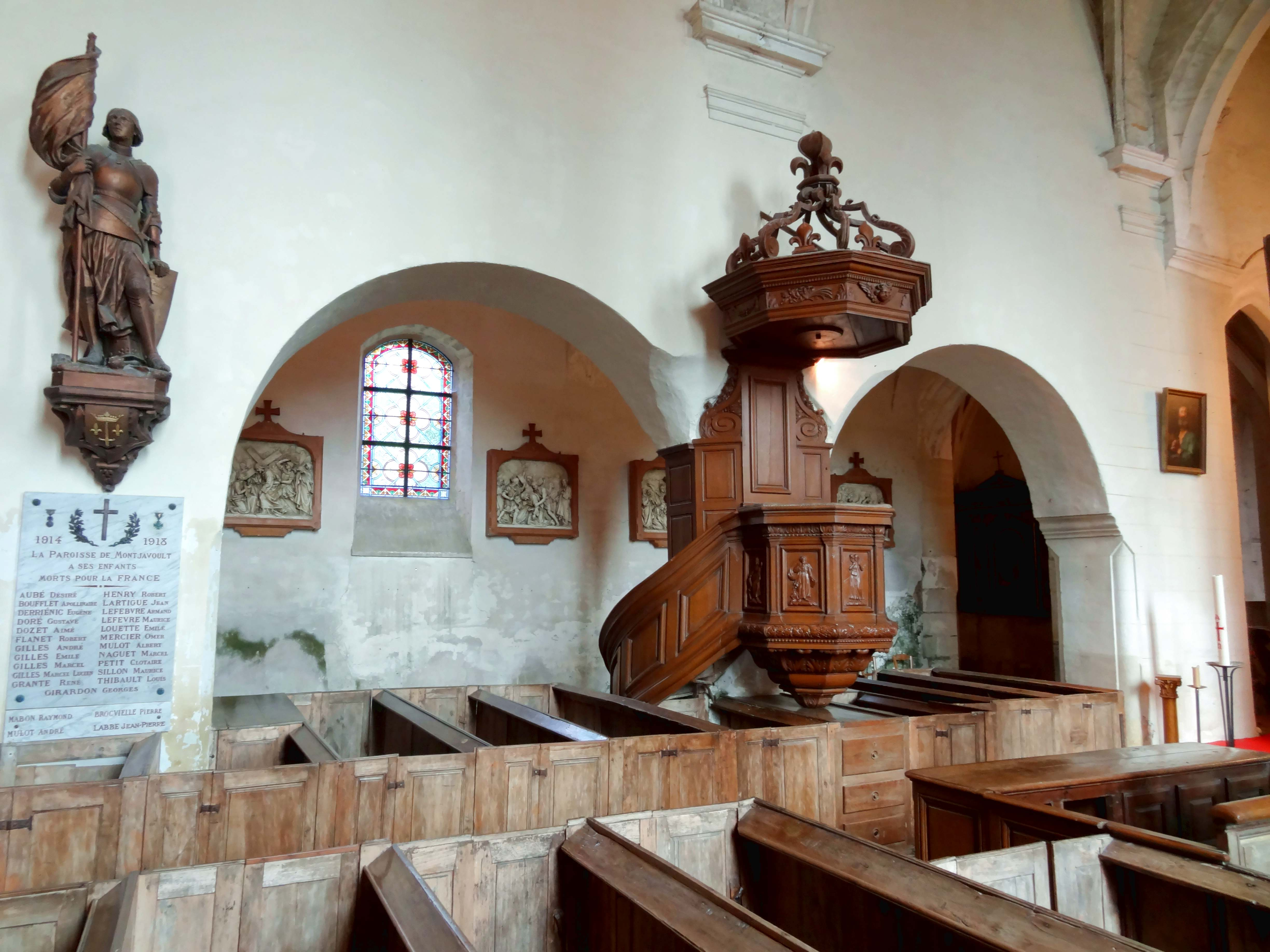
Vue depuis la nef.
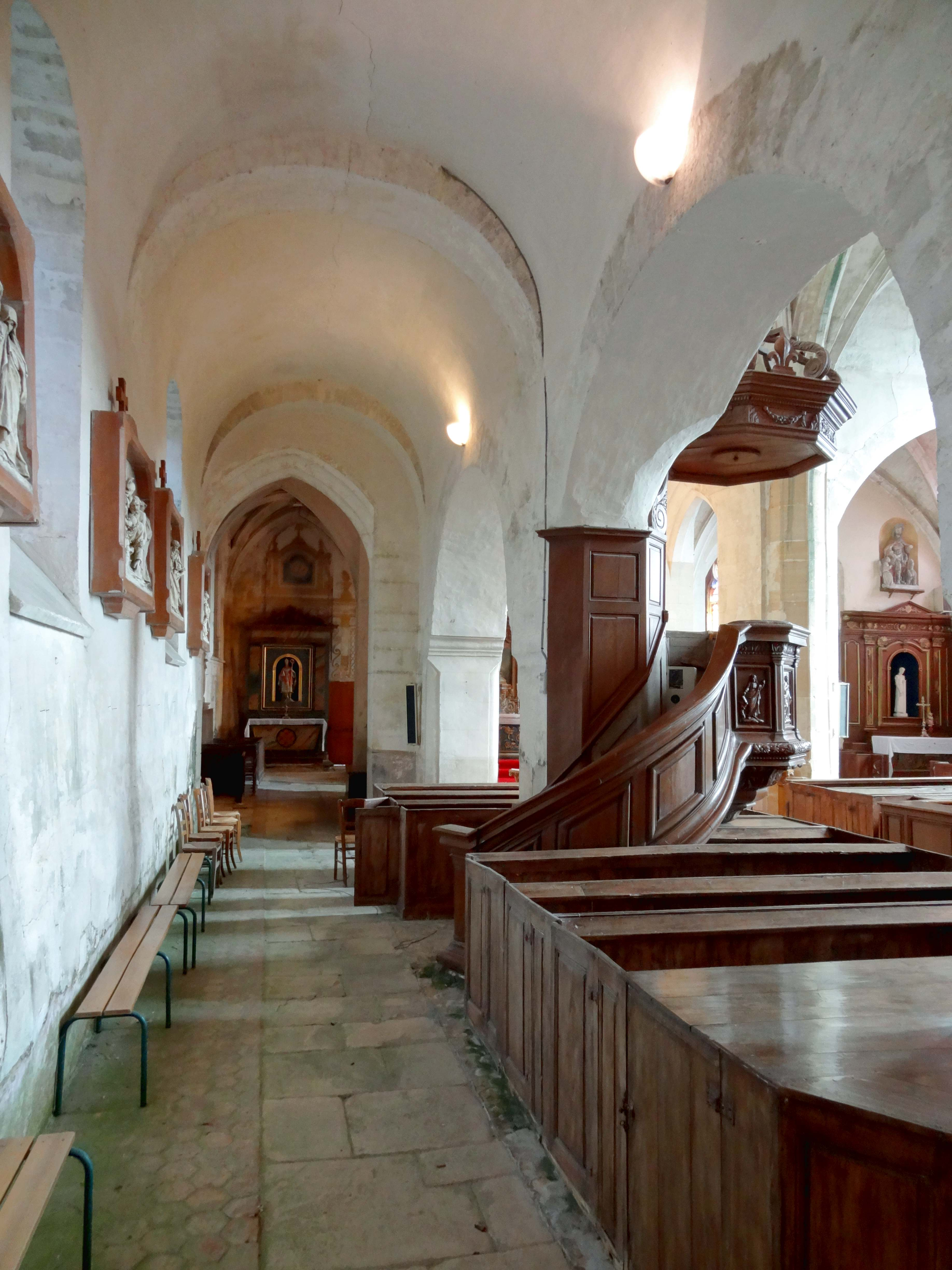
Vue vers l'est.
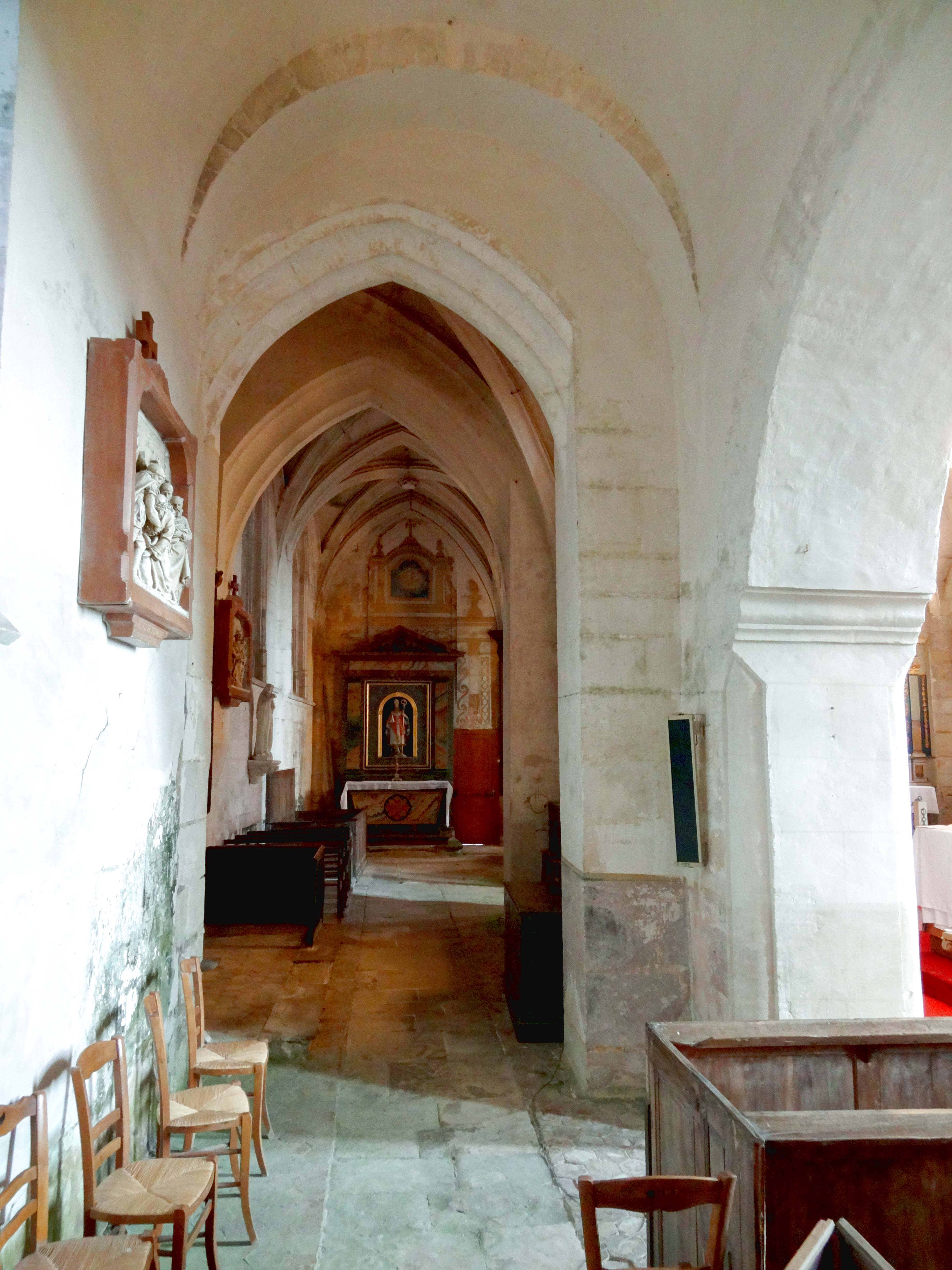
Vue vers l'est.
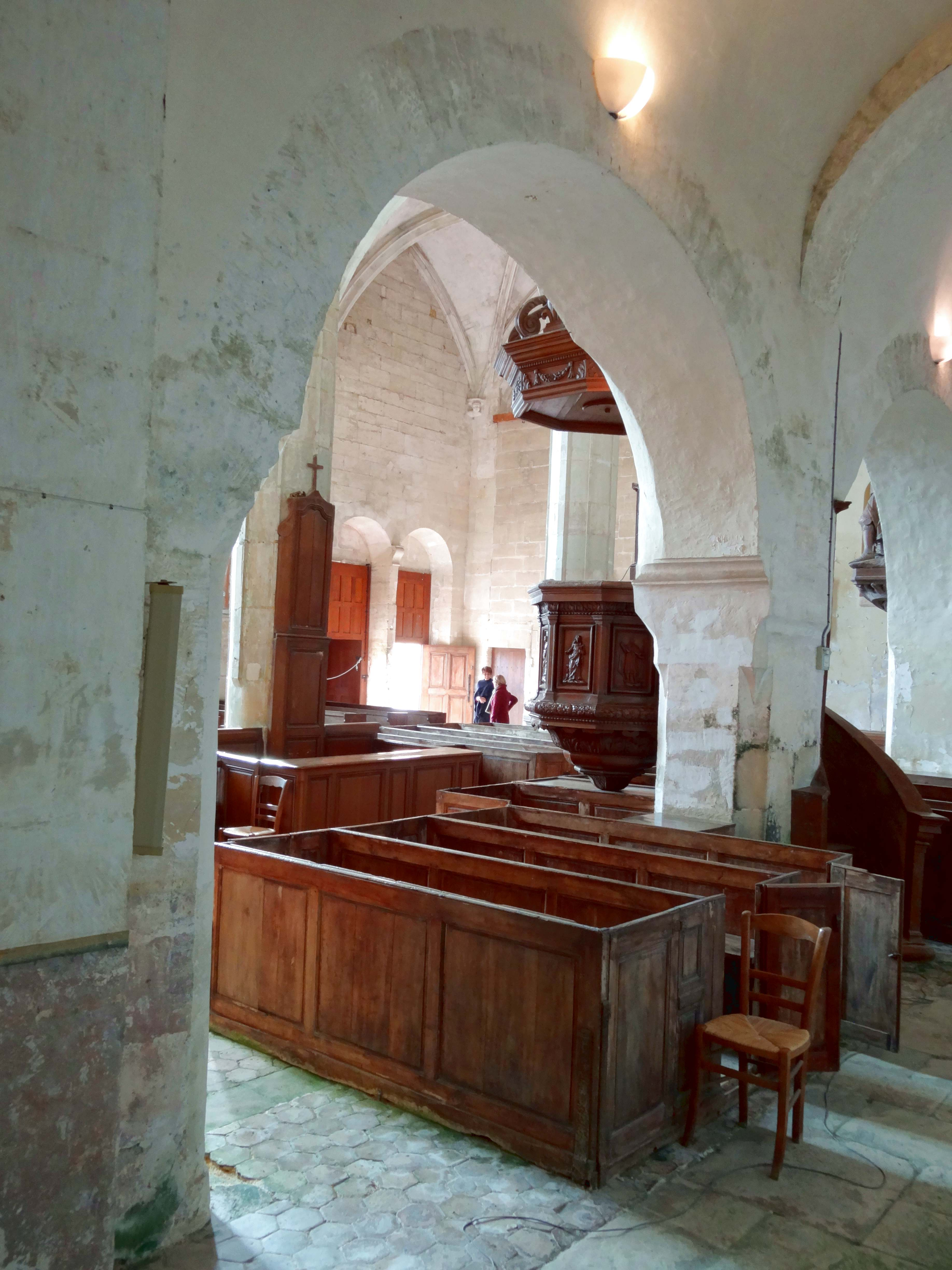
Vue par la 3e arcade.
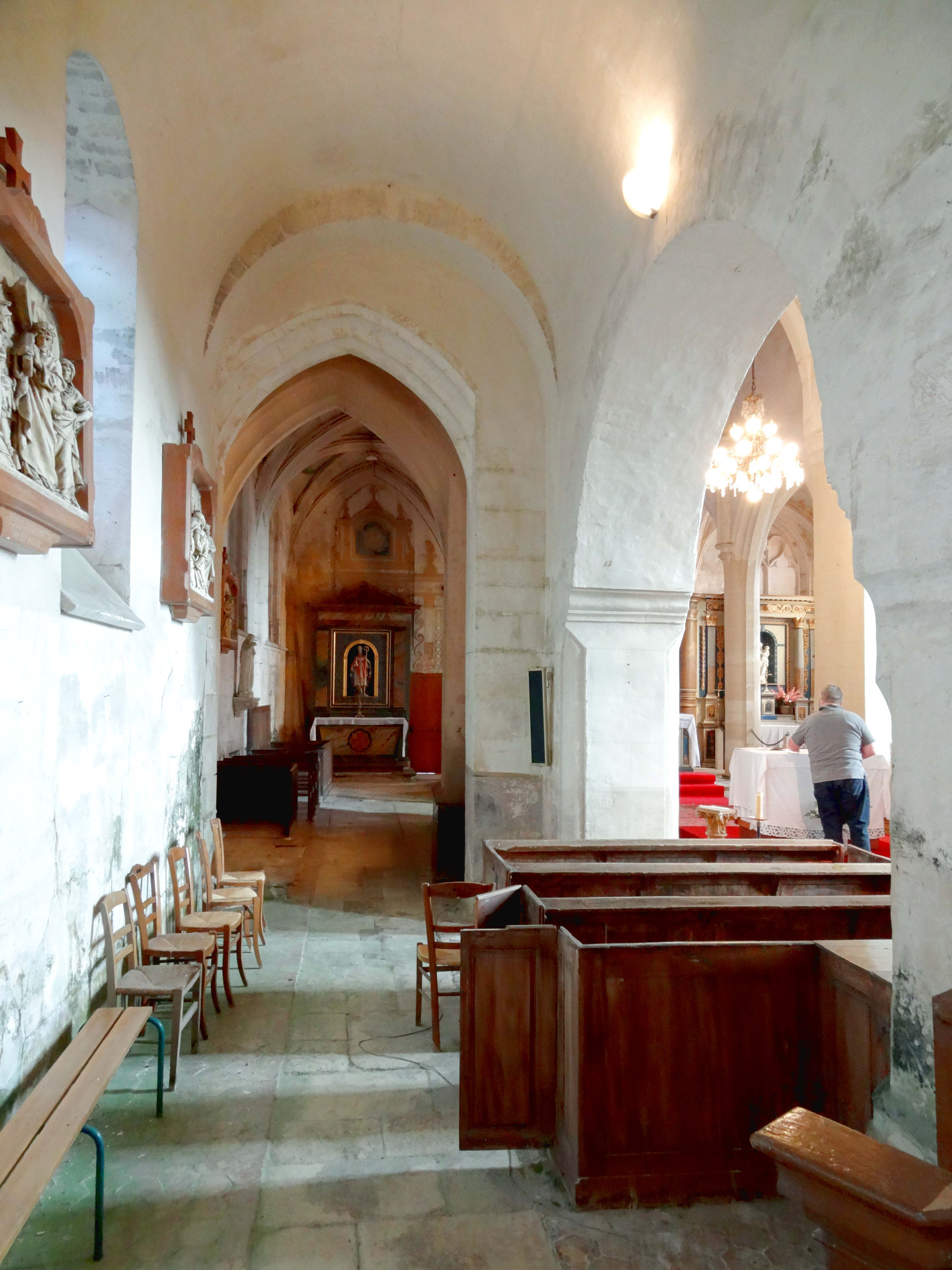
Vue vers l'ouest.
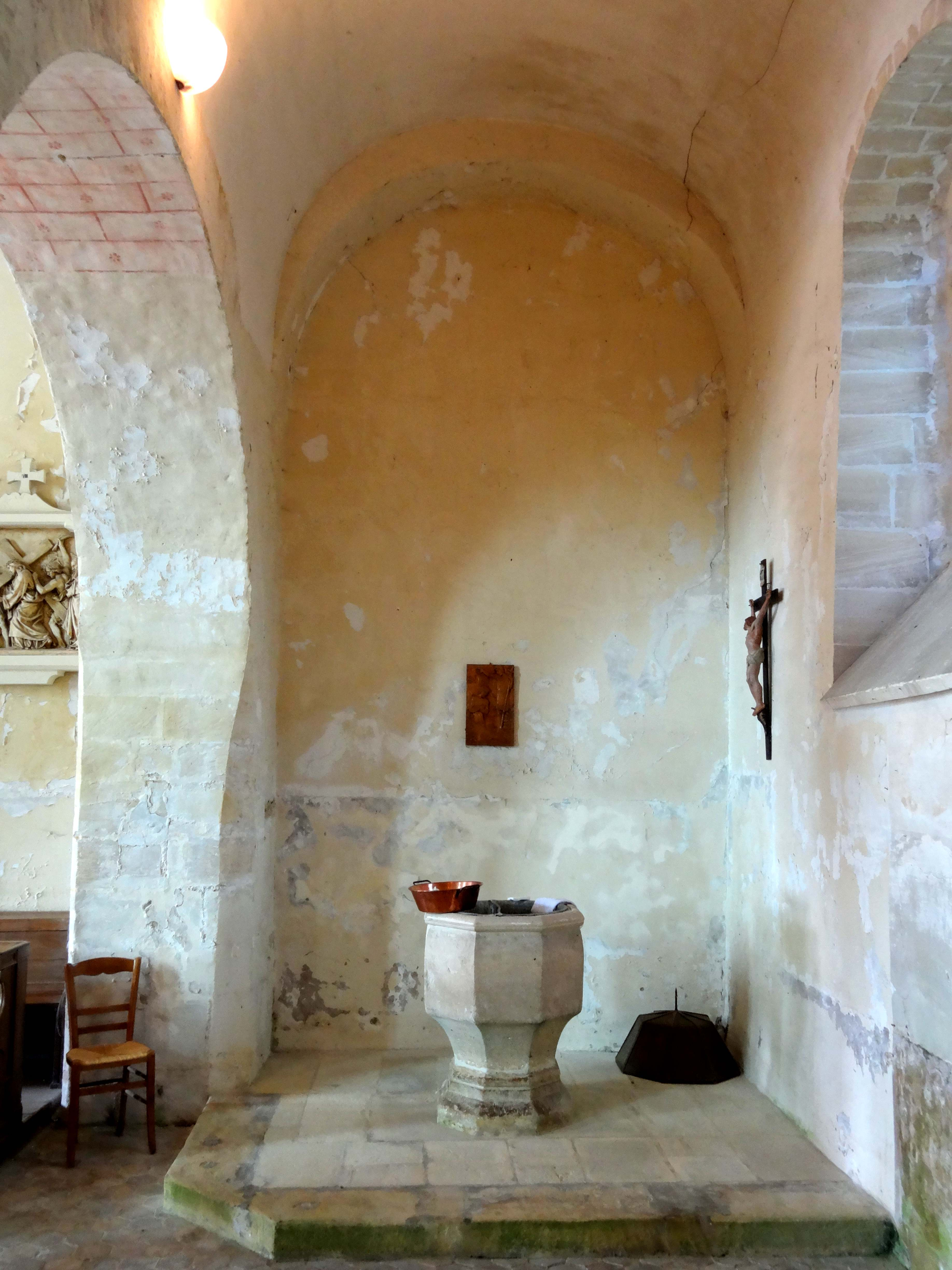
Extrémité occidentale.

#### Croisée du transept

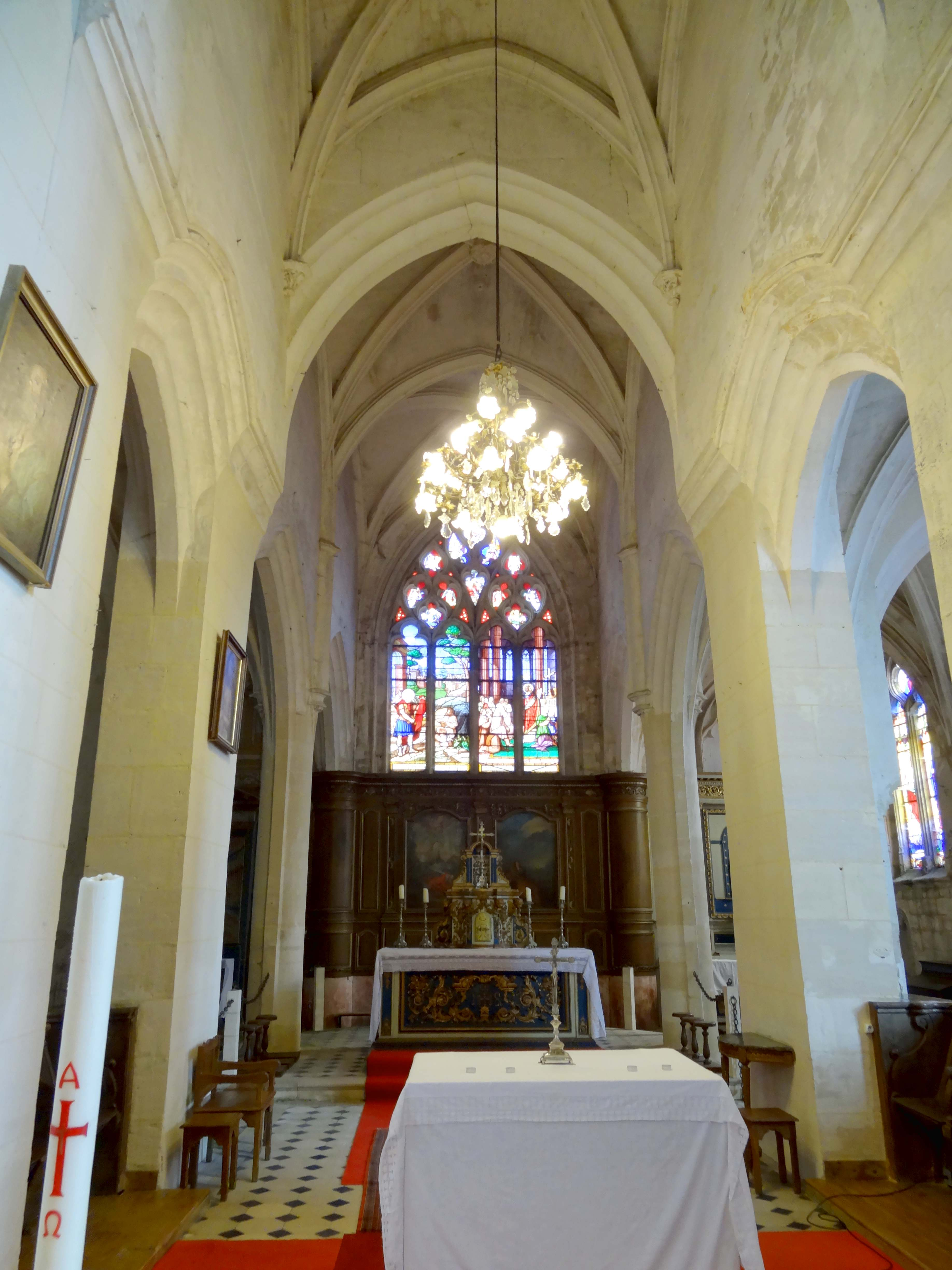
Vue vers l'est.

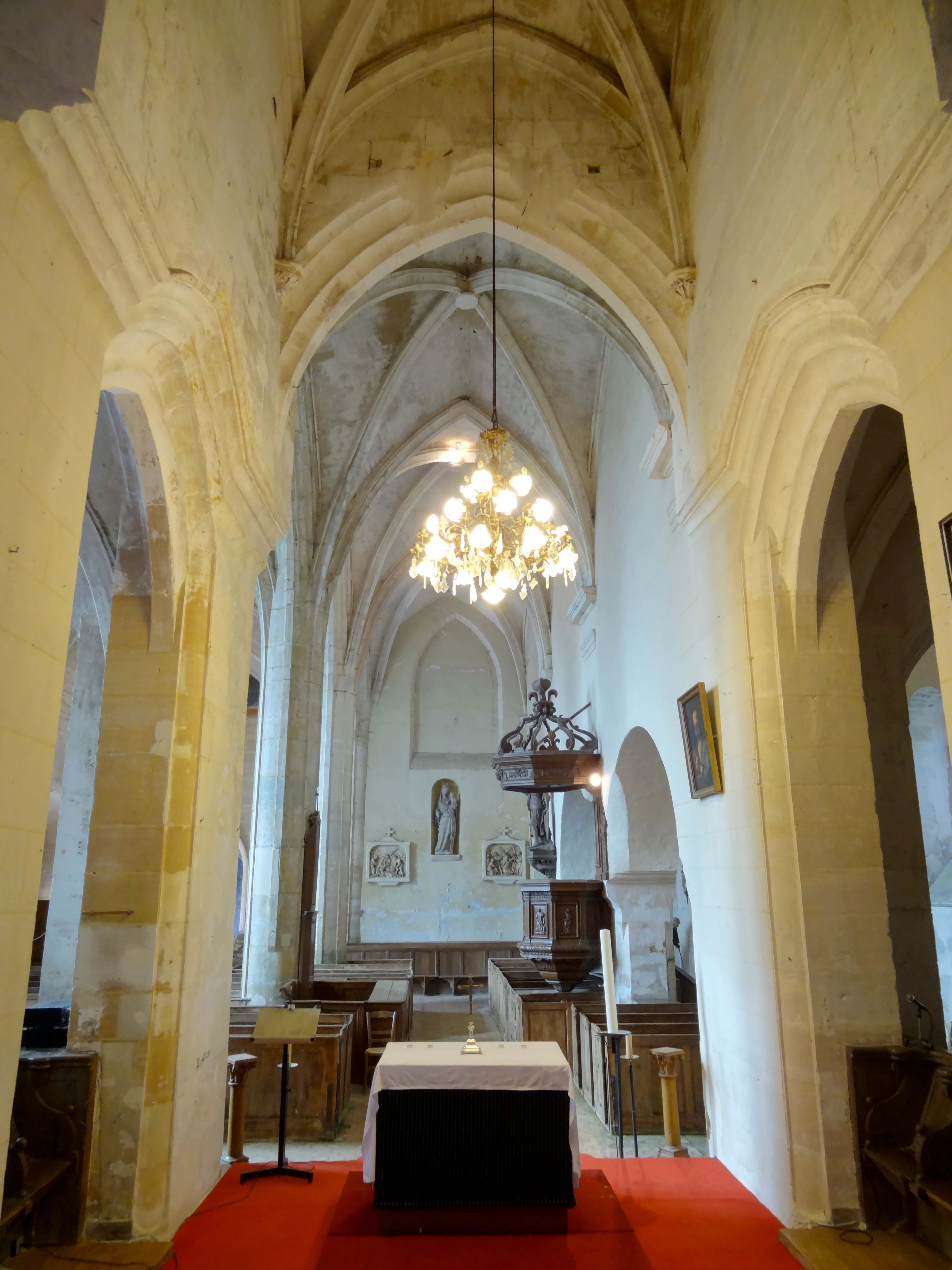
Vue vers l'ouest.

L'église de Montjavoult compte parmi celles qui ont bénéficié d'un nouveau clocher placé à l'ouest au XVIe siècle, avec Chars, Gisors, Moussy, Nucourt, Saint-Étienne de Beauvais, et plusieurs autres. Sauf à Nucourt, le vieux clocher central n'a pas été conservé. Pour Saint-Étienne de Beauvais, Annie Henwood-Reverdot a pu démontrer par l'étude des sources que le clocher central n'a point été détruit pendant la guerre de Cent Ans, mais démonté avec toutes les précautions après la mise en service du nouveau beffroi. On peut supposer qu'il n'en était pas autrement à Montjavoult, car si le clocher central avait été détruit, il n'aurait pas été opportun d'exhausser les arcades de sa base à la fin du XVe siècle, plutôt que de la démolir tout simplement. En effet, son étroitesse a commandé l'étroitesse du chœur et de la nef, jugée insatisfaisant comme le prouve l'adjonction d'un collatéral plus large que le vaisseau central lui-même. Ses contreforts latéraux font saillie dans les croisillons, et malgré leur exhaussement, les doubleaux perpendiculaires n'atteignent toujours pas la hauteur des voûtes du vaisseau central. Fréquents sont les bases de clocher romans qui ont été exhaussées. À Cauvigny, le doubleau oriental et la voûte ont été rebâtis à la hauteur du chœur. Les autres arcades ont seulement été exhaussées. À Jouy-le-Moutier, de nombreuses campagnes de construction s'enchevêtrent, mais le résultat est beaucoup plus élégant. À Villers-sous-Saint-Leu notamment, on trouve des arcades en tiers-point du XIIIe siècle sous un clocher du second quart du XIIe siècle. À Rully et Sarcelles, l'existence même d'un clocher au-dessus de la première travée du chœur ou de l'ancienne croisée du transept n'est plus évidente, grâce à des remaniements gothiques très sophistiqués. À Jaux, la base du clocher roman est totalement flamboyante, sans aucune trace de reprises. À Vaudancourt, on ne voit que des éléments flamboyants dans la base du clocher, mais également des pans de mur plus anciens, comme à Montjavoult.
La travée se présente comme suit. Elle est délimitée de la nef et du chœur par des doubleaux entaillées de trois facettes concaves (une étroite, une large et une moyenne) de chaque côté, à l'intrados méplat. Ils se situent un peu en dessous du niveau des voûtes, et sont dépourvus de supports. Moins d'un mètre en dessous de leur retombée, les murs latéraux de la base du clocher ont été arasés. La partie haute fait ainsi encorbellement. La retraite est rachetée par des impostes moulurés d'une baguette, de deux facettes concaves, et d'un quart-de-rond, taillées à même les murs du XIIe siècle. Cette moulure s'infléchit au-dessus des deux arcades latérales vers les croisillons, qui sont donc beaucoup plus basses. Elles sont entaillées de deux facettes concaves de part et d'autre de l'intrados méplat. La facette supérieure constitue une extension du quart-de-rond de l'imposte. Du côté ouest, les arêtes des piédroits sont taillés en quart-de-rond, et l'on obtient ainsi des piliers cylindriques engagés garnis d'un large filet, qui constitue le prolongement du filet de l'intrados. Du côté est, les arcades butent contre les piédroits, au lieu de se fondre dedans conformément aux préceptes flamboyants. Le maître d'œuvre de la fin du XVe siècle avait pris le parti d'accorder la priorité à l'élargissement de la base du clocher dans le sens est-ouest par l'arasement des murs. Il ne pouvait prendre le risque de fragiliser davantage les piles du clocher en retaillant aussi les piédroits du côté est, où les grandes arcades du chœur prennent directement appui contre les piles du clocher, et disposent seulement de minces piliers engagés. Pour venir à la voûte, elle présente les mêmes caractéristiques que ses homologues de la nef et du collatéral, et la clé de voûte est analogue à la dernière travée de la nef. Des formerets existent tout autour. Dans chacun des angles, les ogives et formerets sont reçus ensemble sur un cul-de-lampe, dont le tailloir polygonal est mouluré d'un tore, et dont la corbeille est sculptée de feuilles de chou frisées, ainsi que d'une petite tête humaine dans l'angle nord-est. En résumé, l'exécution est soignée, et le résultat est assez heureux, sans évidemment atteindre le niveau de bases de clocher entièrement reprises en sous-œuvre, comme à Jaux, Rully ou Sarcelles.

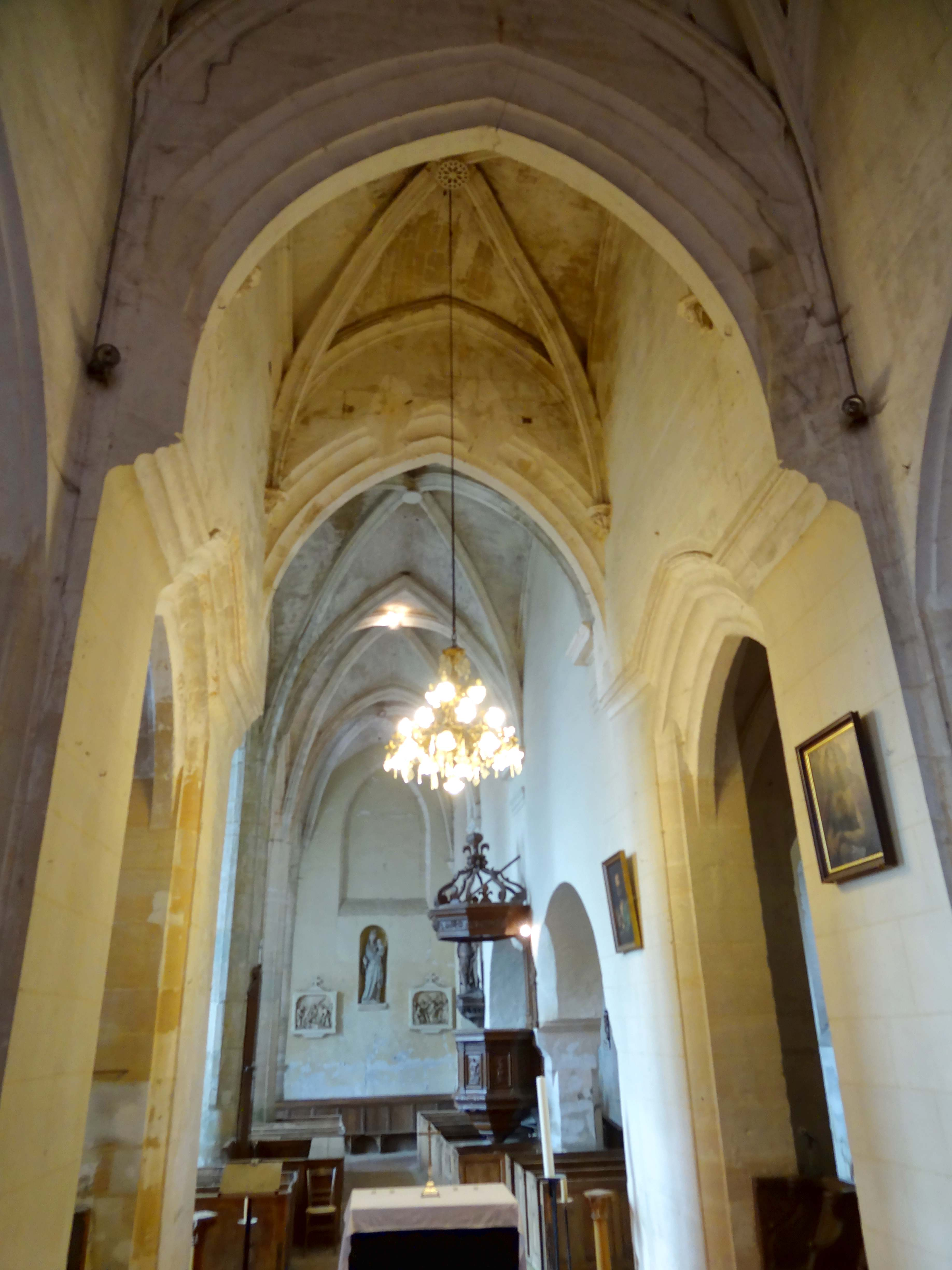
Vue depuis le chœur.
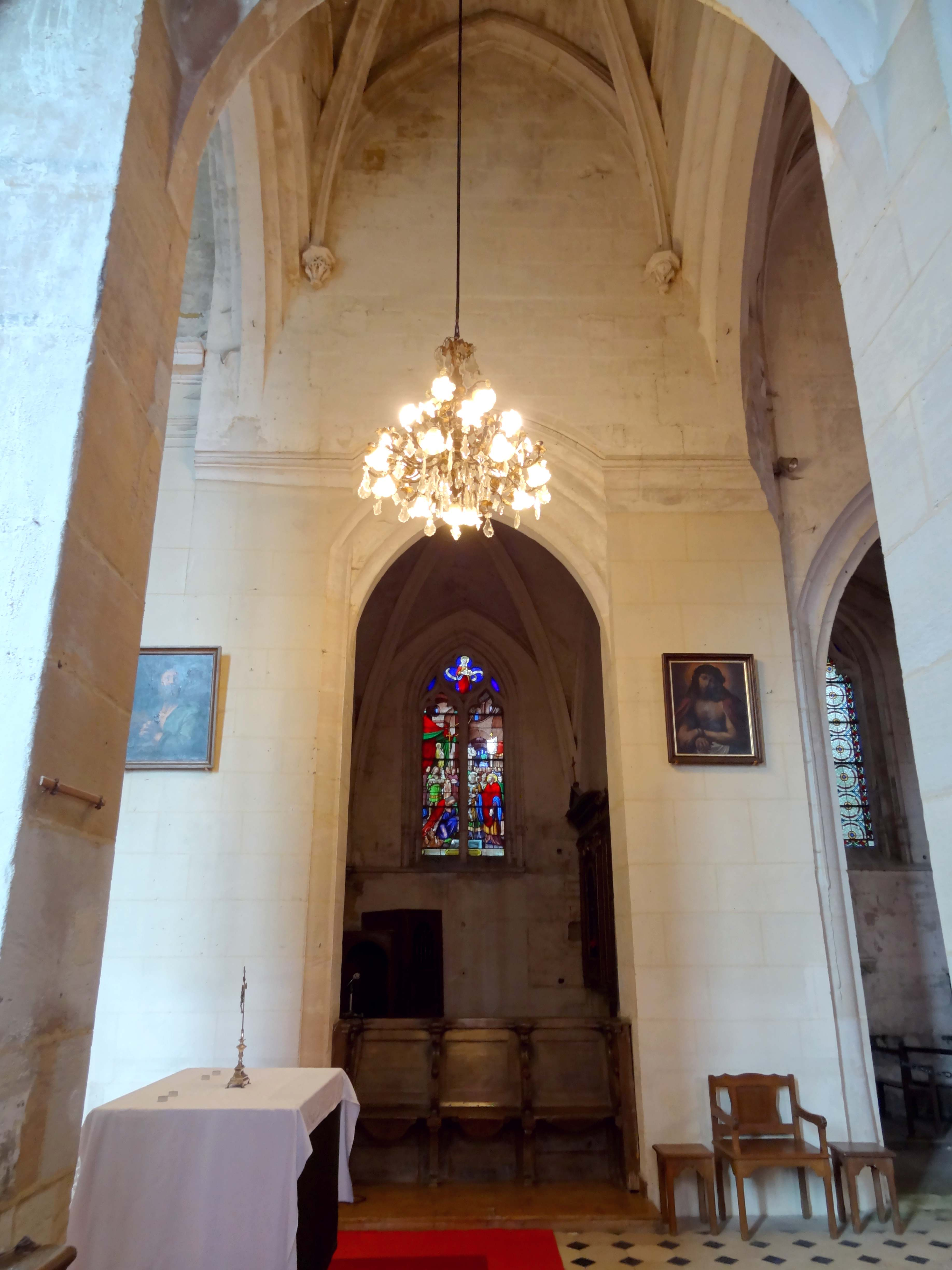
Vue vers le nord.
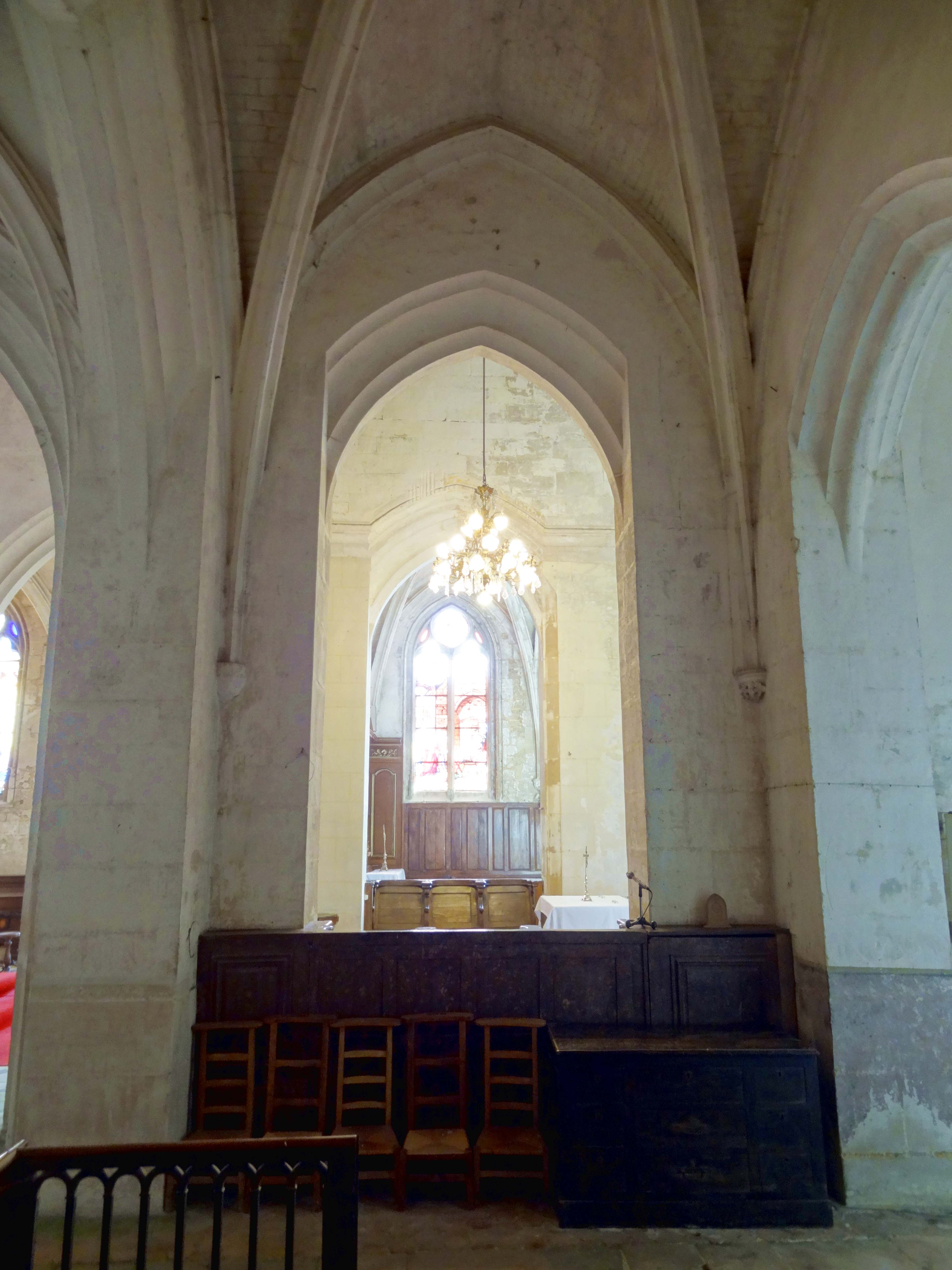
Vue vers le sud.
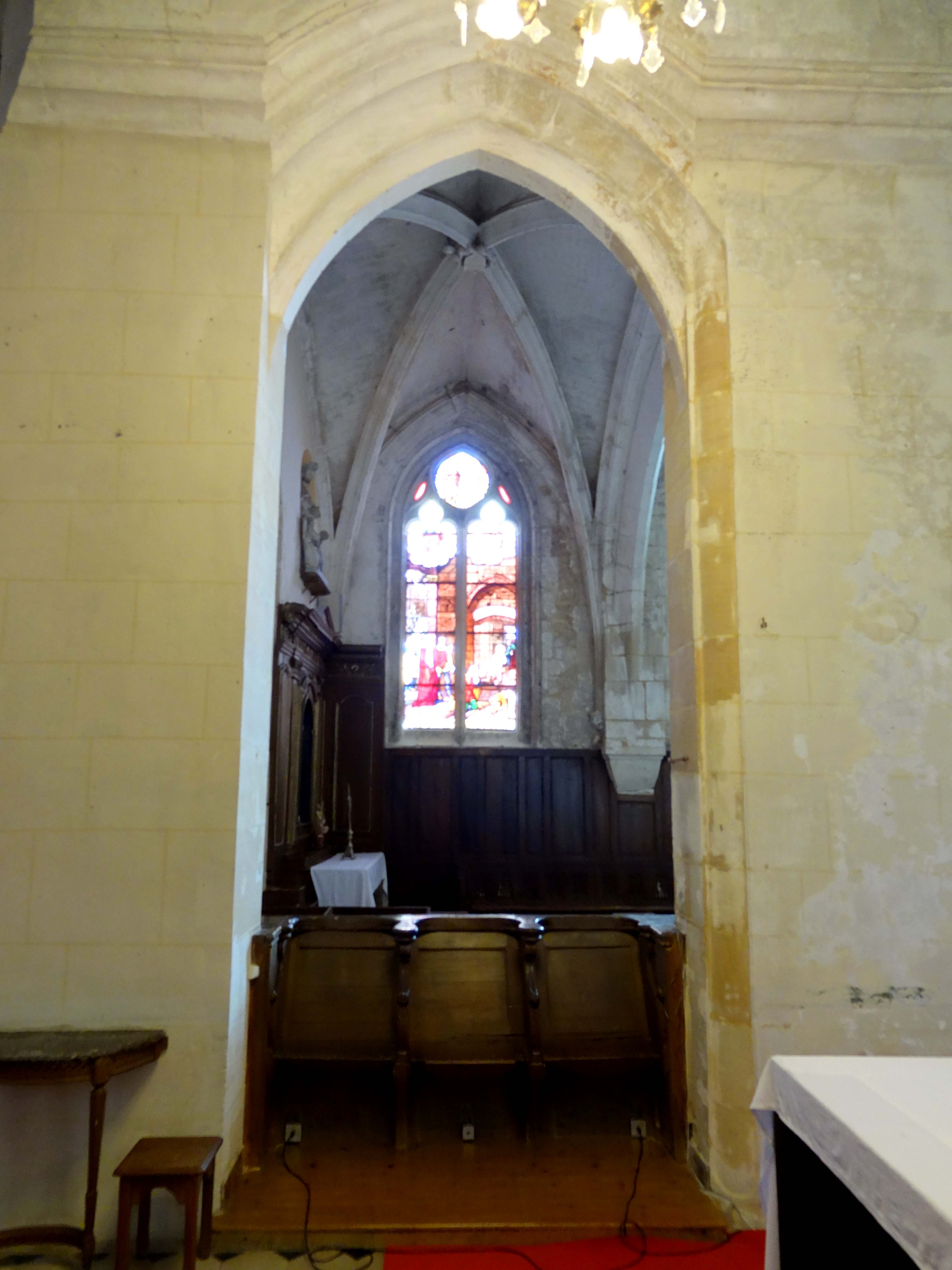
Vue vers le sud.
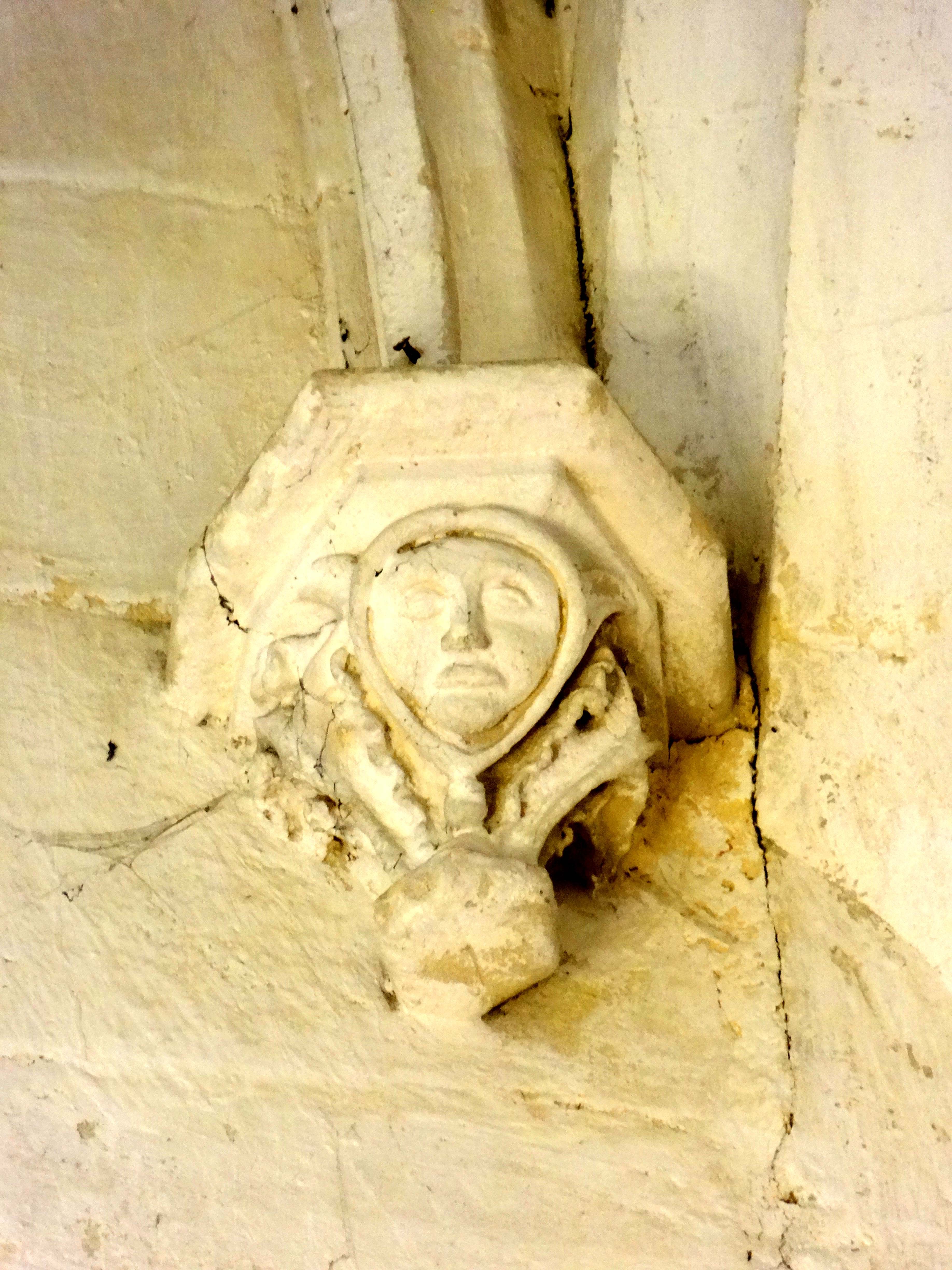
Cul-de-lampe.
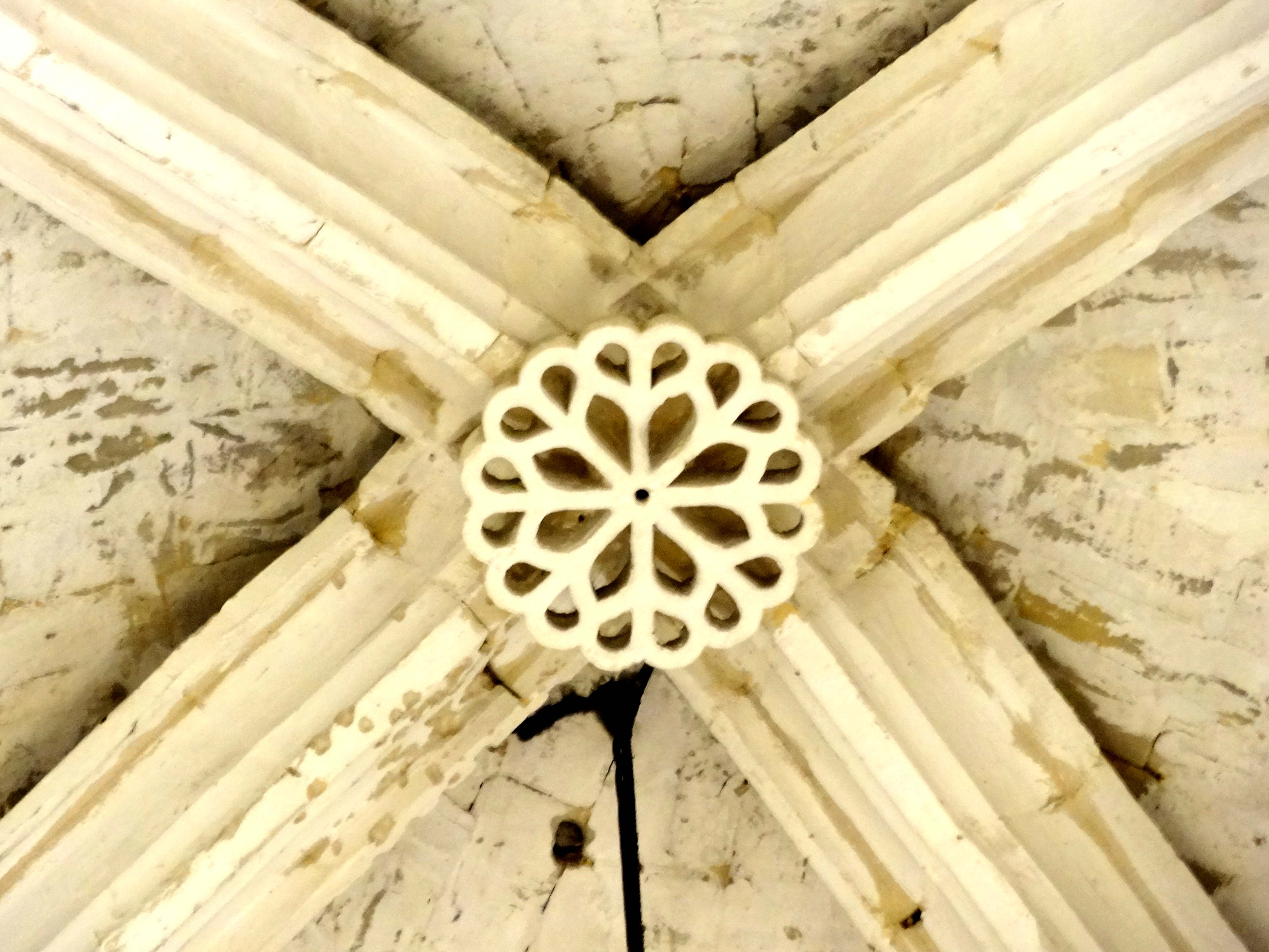
Clé de voûte.

#### Croisillons du transept

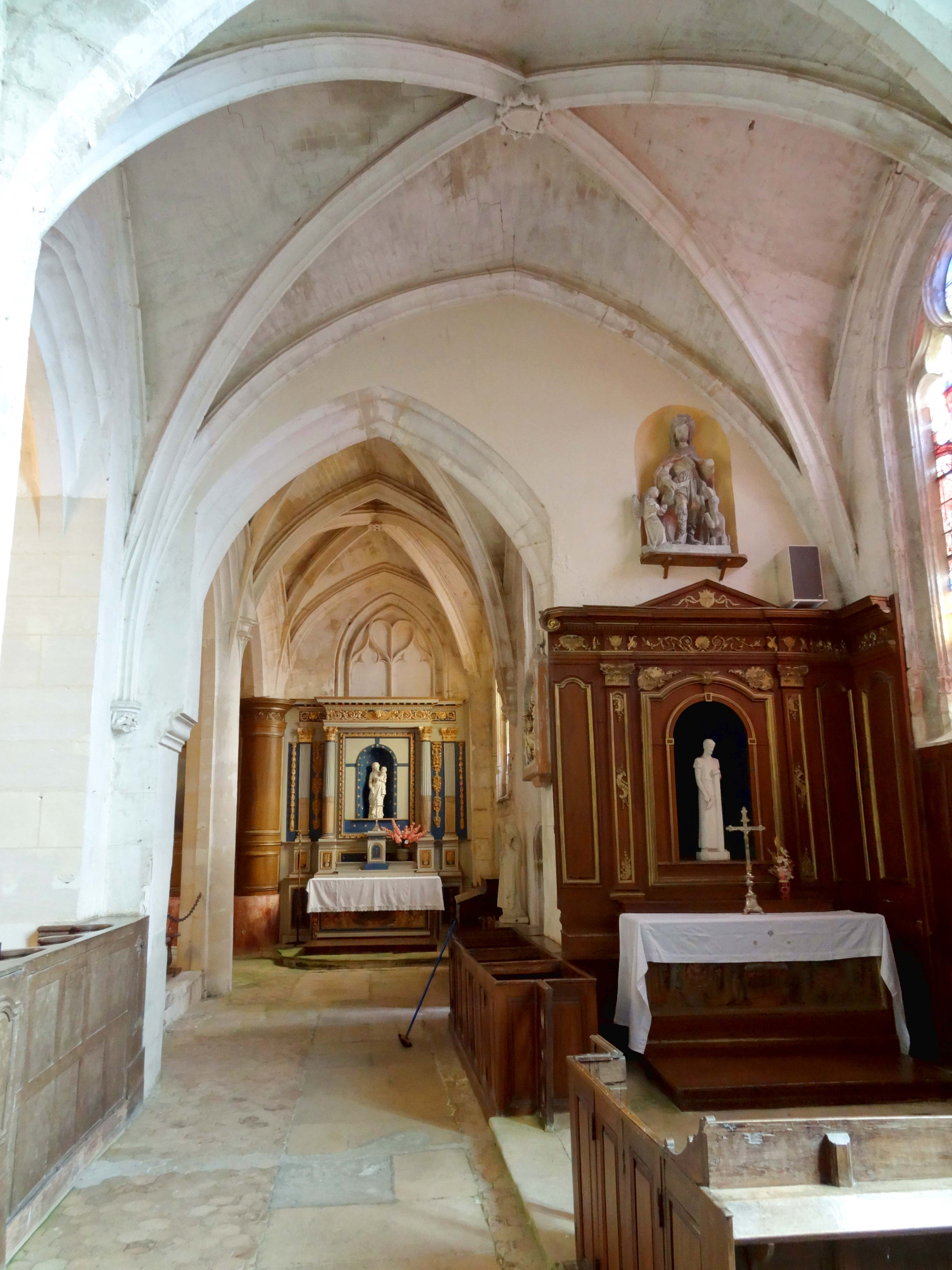
Croisillon sud, vue vers l'est.

Les deux croisillons sont barlongus dans le sens nord-sud, et débordent nettement par rapport au bas-côté nord de la nef et aux collatéraux du chœur, comme à Catenoy, à la fin du XIe siècle, où ils ne sont pas voûtés ; à Moussy au début du XIIe siècle, où ils sont voûtés en berceau ; et à Santeuil au milieu du XIIe siècle, où ils sont également voûtés en berceau. Comme déjà signalé, aucun élément bien caractérisé visible en élévation ne rappelle l'état antérieur à la reconstruction flamboyante, mais le plan ne concorde pas avec les collatéraux étroits du chœur eux aussi flamboyants, et la hauteur est nettement inférieure à celle du vaisseau central. Des croisillons aussi bas ne sont pas usuels à la période flamboyante, sauf en tant que faux croisillons non débordants, qui ne diffèrent des bas-côtés que par quelques petits détails et des pignons, comme à Vineuil-Saint-Firmin. Il cadre pas non plus avec l'architecture flamboyante que les piédroits soit à arêtes vives. La seule exception est formée par le piédroit nord de l'arcade orientale du croisillon sud, qui a été traité de la même manière que la dernière grande arcade de la nef. La seule arcade qui soit aussi large que les croisillons ne soient profonds est l'arcade occidentale du croisillon sud. C'est aussi l'arcade la plus sommaire : elle a simplement les arêtes chanfreinés. Du côté est, s'ajoutent un rouleau supérieur, des mêmes caractéristiques, et un formeret mouluré. Les autres arcades sont à facettes concaves, à l'instar des doubleaux de la base du clocher. L'intrados est méplat à l'est du croisillon nord. À l'ouest du même croisillon et à l'est du croisillon sud, l'intrados est formé par un gros boudin, ce qui est exceptionnel pour des arcades retaillées, si bien qu'il faut considérer qu'elles ont plutôt été réappareillées. Le boudin en forme de double doucine dans l'intrados est en principe une caractéristique qui n'apparaît qu'au début du XVIe siècle, et constitue la règle pendant les dernières décennies de la période gothique.
Les autres éléments des croisillons, à savoir les fenêtres et les voûtes, offrent peu de particularités. Les fenêtres sont de la même largeur que dans le collatéral sud de la nef, mais moins élevées. Elles sont à deux lancettes à têtes trilobées, avec un lobe central aigu et aux trois quarts fermé. Au sud, un soufflet sans redents entre deux étroites mouchettes figure au tympan. Au nord, un quatre-feuilles prend la place du soufflet. Les meneaux et l'arête saillante qui entoure l'ébrasement sont pourvus de bases. Les ogives et formerets sont au même profil que dans la nef et la croisée du transept. La clé de voûte du croisillon sud est un écusson vierge entouré de festons formés par onze têtes trilobées. Le chiffre d'onze et l'existence de festons tant vers l'intérieur que vers l'extérieur sont quand même assez extraordinaires. La clé de voûte du croisillon sud est une rose assez fruste, qui va dans le même sens que les découpages flamboyants dans la dernière travée de la net et le carré du transept. Dans les angles, les ogives et formerets retombent ensemble sur des culs-de-lampe, qui sont implantés assez bas. Les tailloirs sont en segment de cercle, mais accusent le même profil que dans l'ancienne base de clocher, sauf au nord-ouest du croisillon sud, où le tailloir est de plan polygonal, et se présente comme une tablette dont l'arête inférieure est creusée d'une gorge. Les corbeilles sont sculptés de feuilles de chou frisées ou d'autres feuilles polylobées, à l'exception d'une tête humaine un peu fruste dans l'angle nord-ouest du croisillon nord, et un personnage en buste d'une facture plutôt élégante dans l'angle nord-ouest du croisillon sud, dont la figure est malheureusement abîmée. Avec tous ces supports sculptés, on peut difficilement souscrire à l'affirmation de Bernard Duhamel, « sur le mur gouttereau nord de la nef, et au niveau de la croisée il y a quelques culots ».

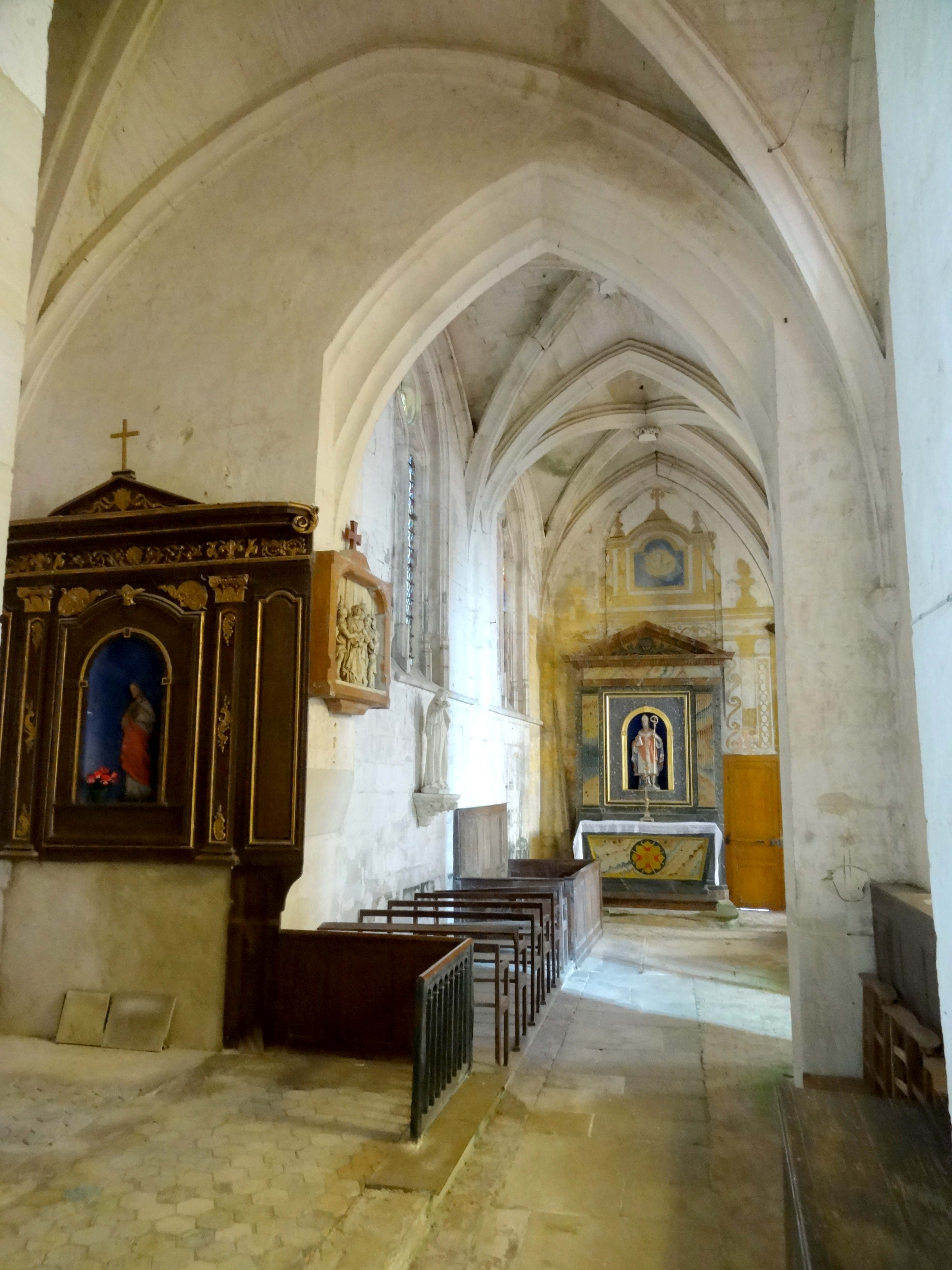
Croisillon nord, vue vers l'est.
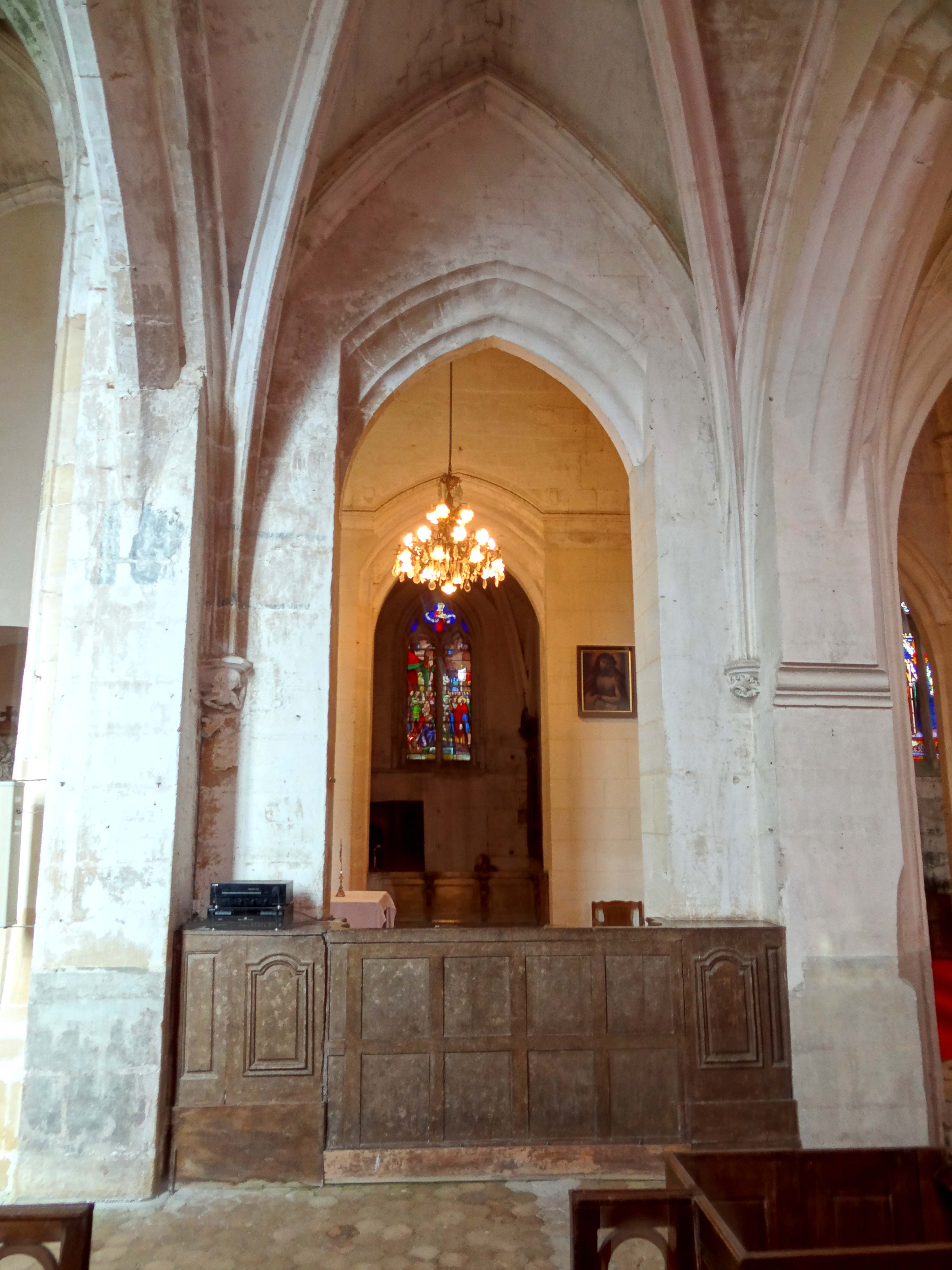
Croisillon sud, vue vers le nord.
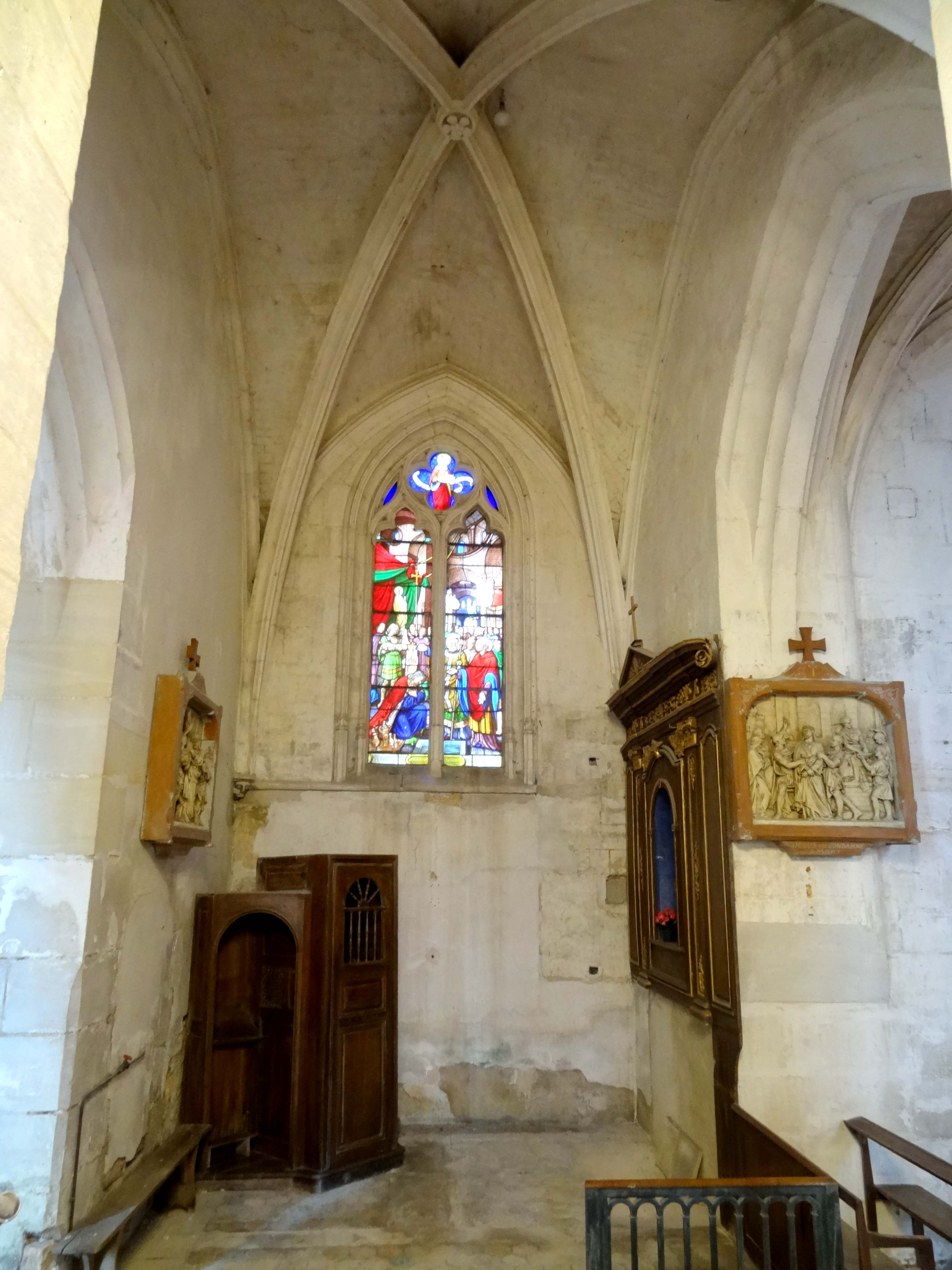
Croisillon nord, vue vers le nord.
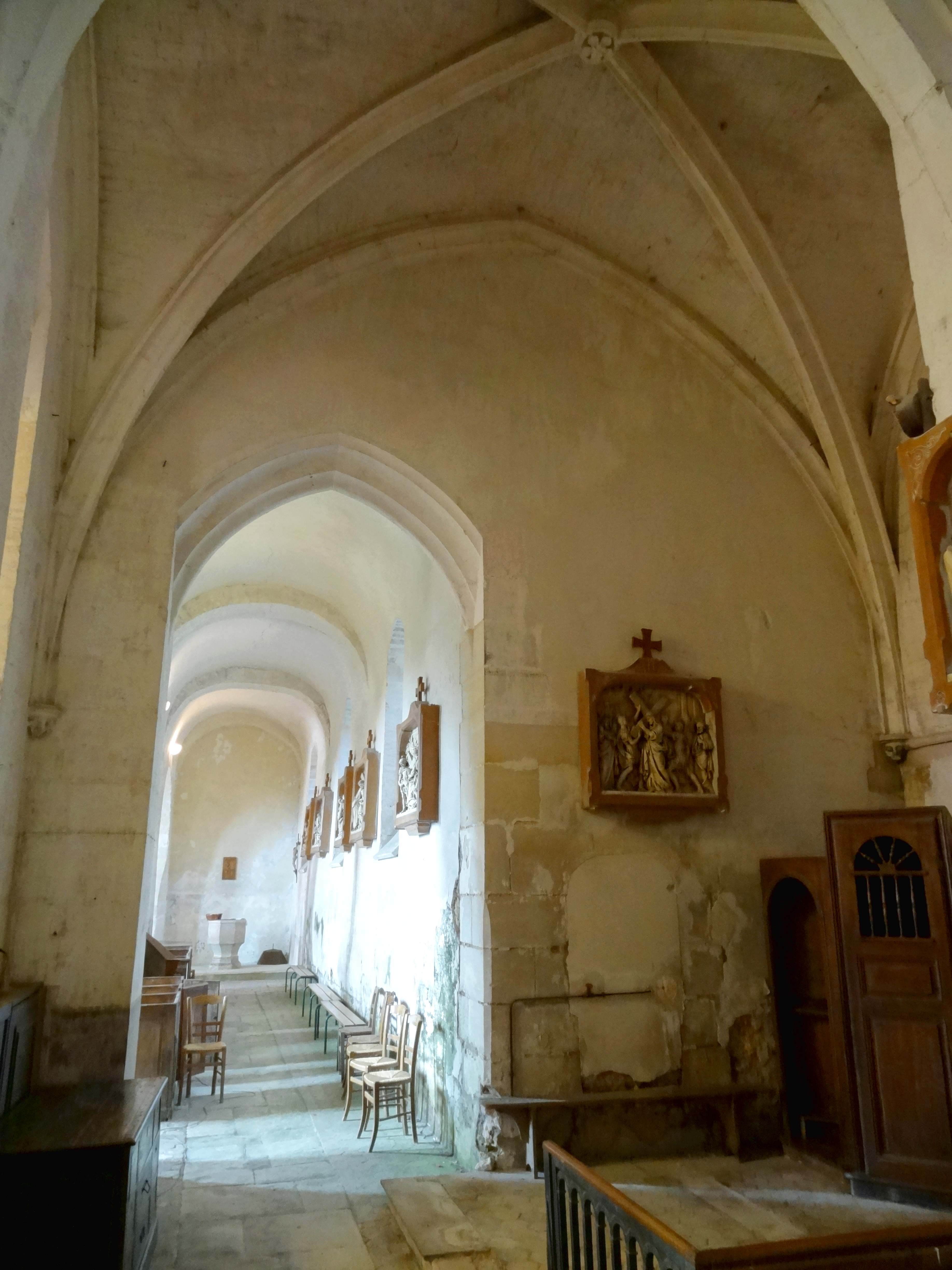
Croisillon nord, vue vers l'ouest.
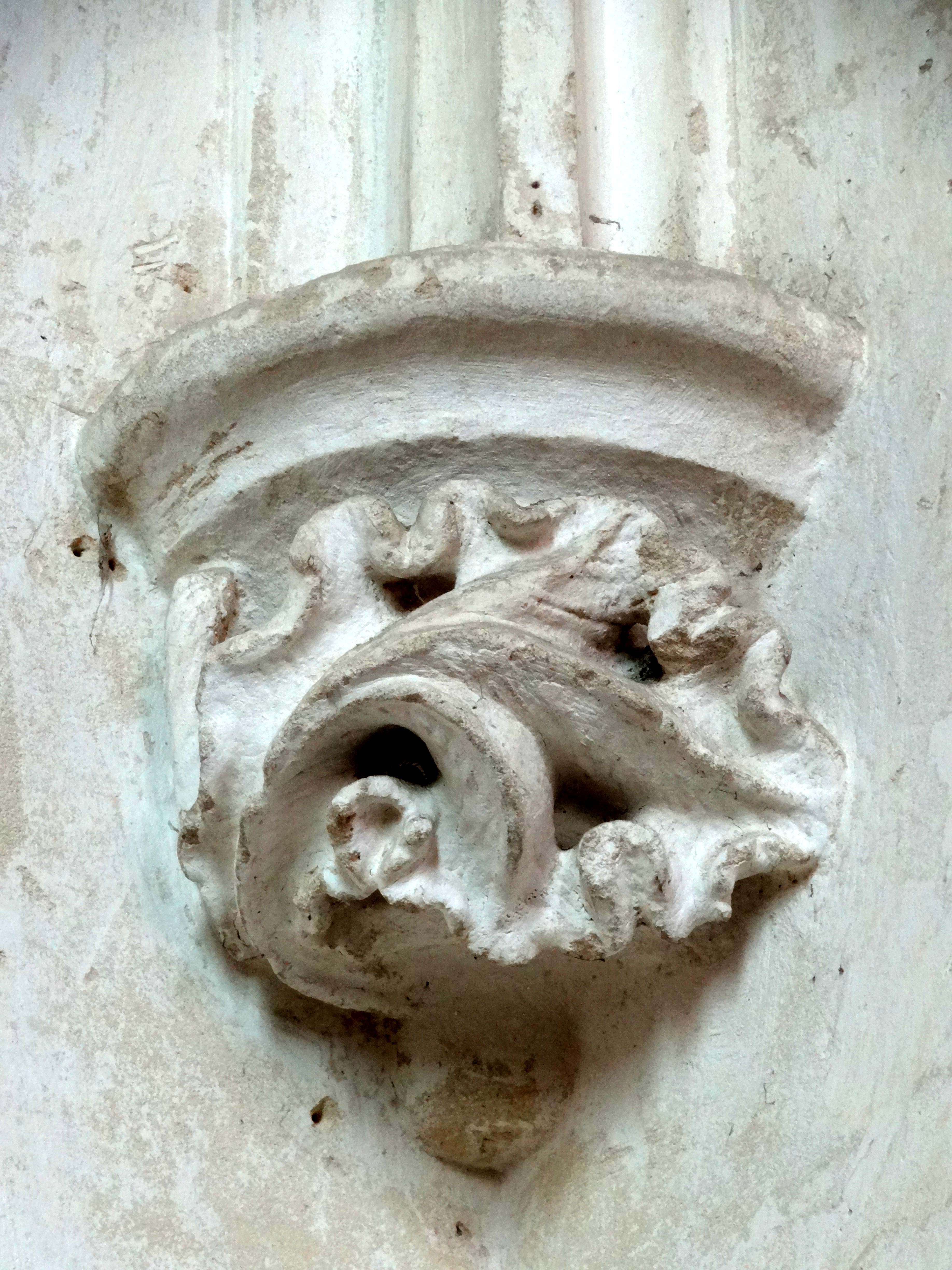
Croisillon sud, cul-de-lampe au sud-ouest.
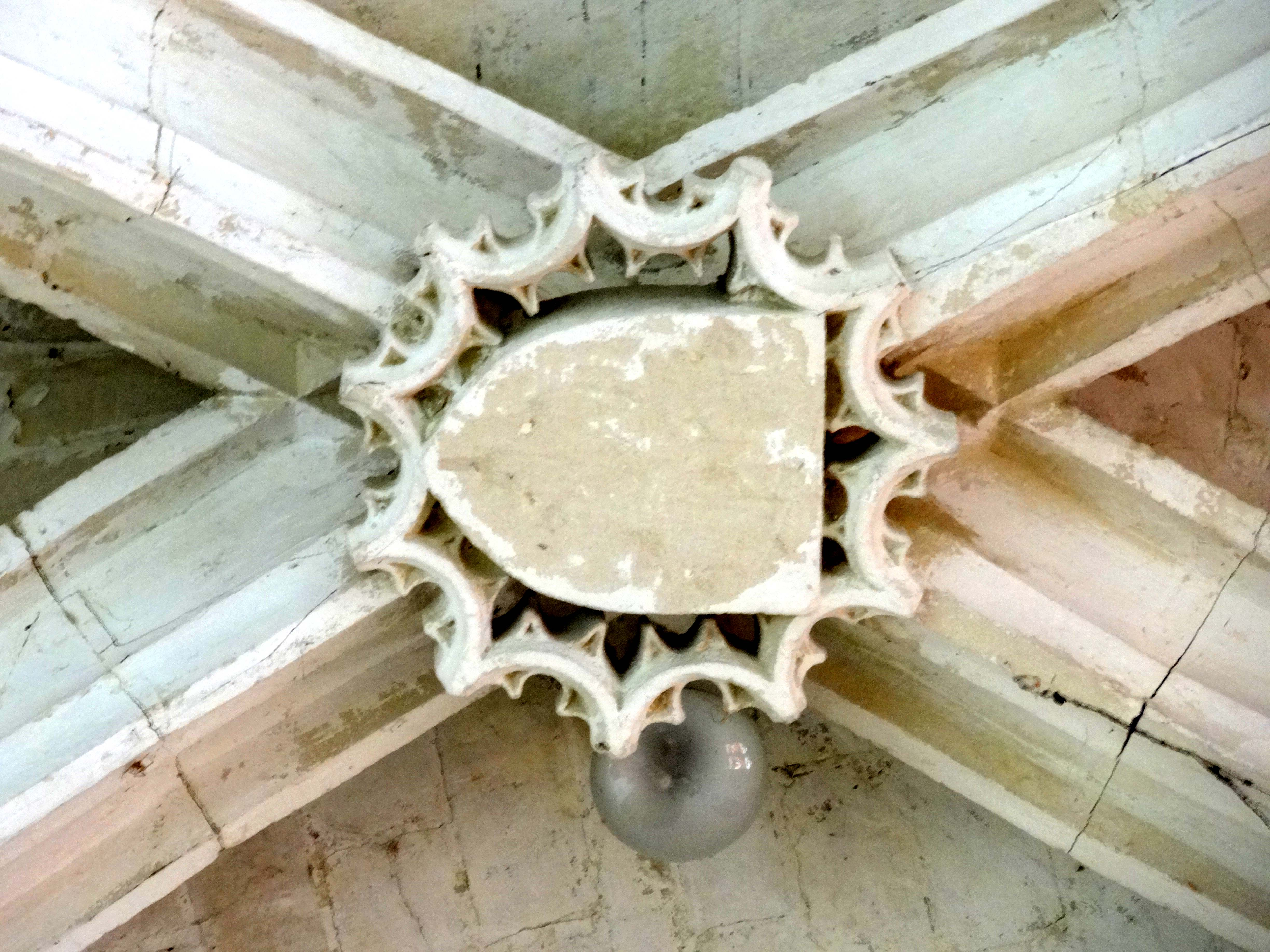
Croisillon sud, clé de voûte.

#### Chœur et collatéraux

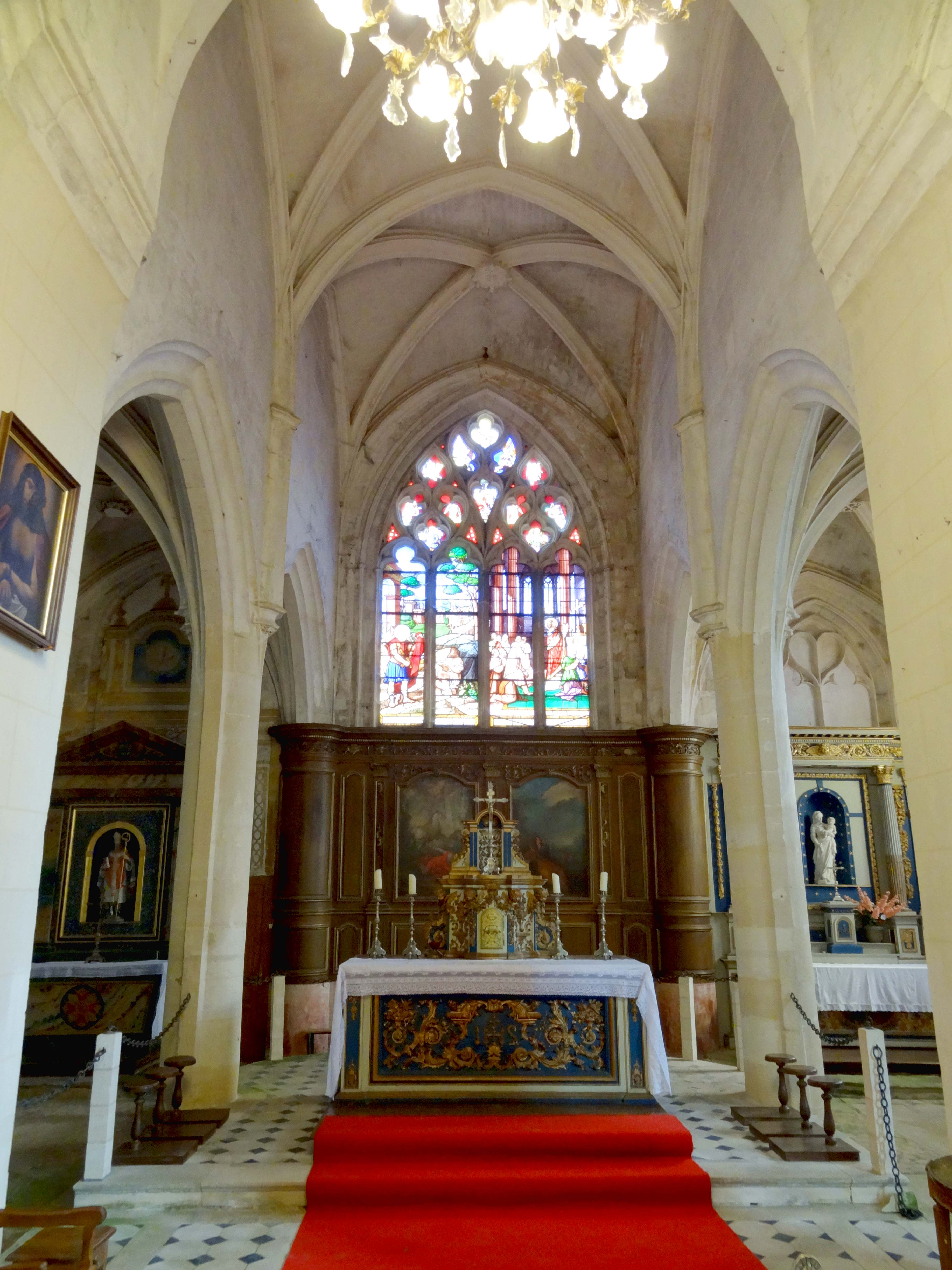
Chœur, vue vers l'est.

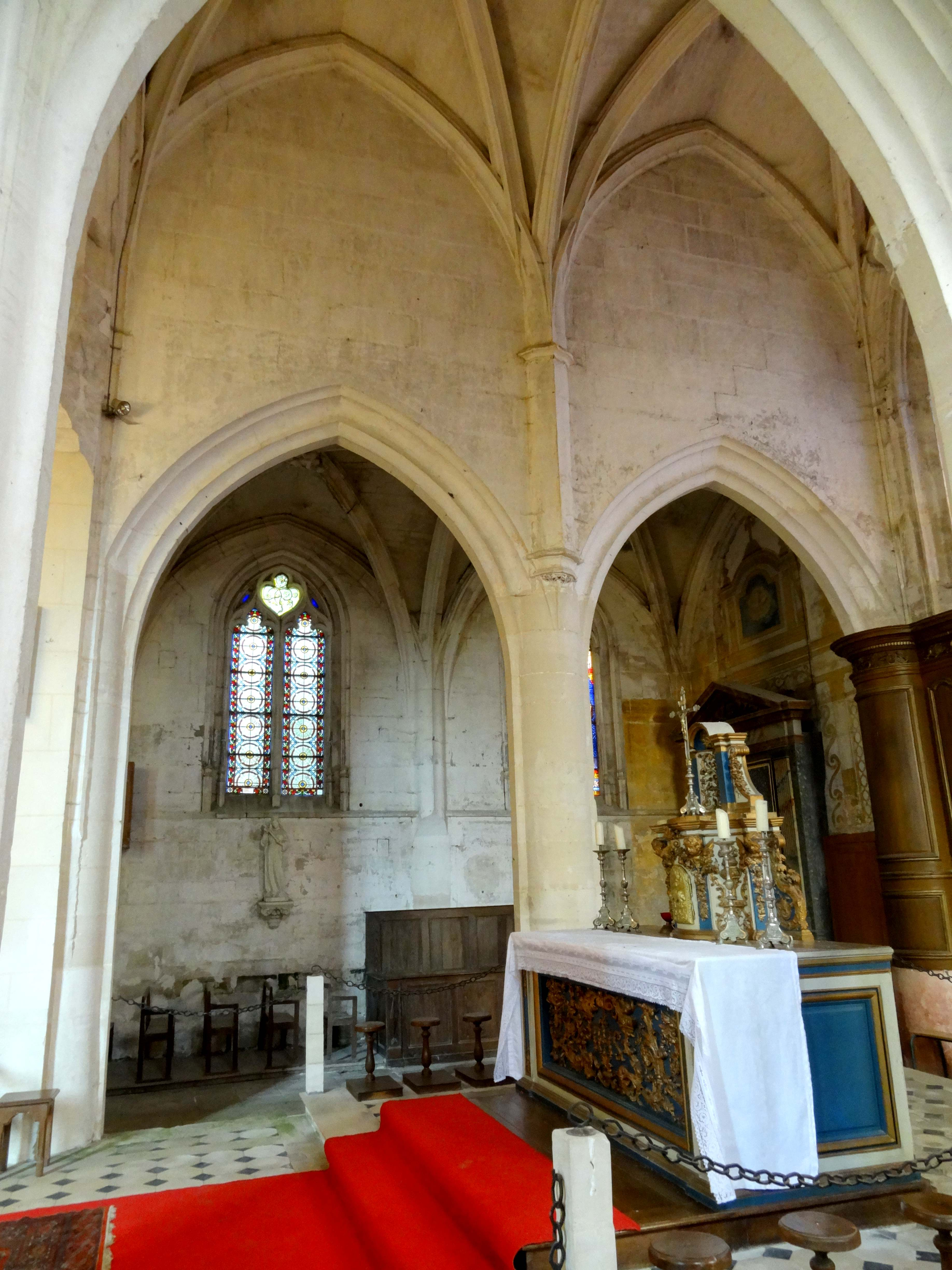
Chœur, vue vers le nord.

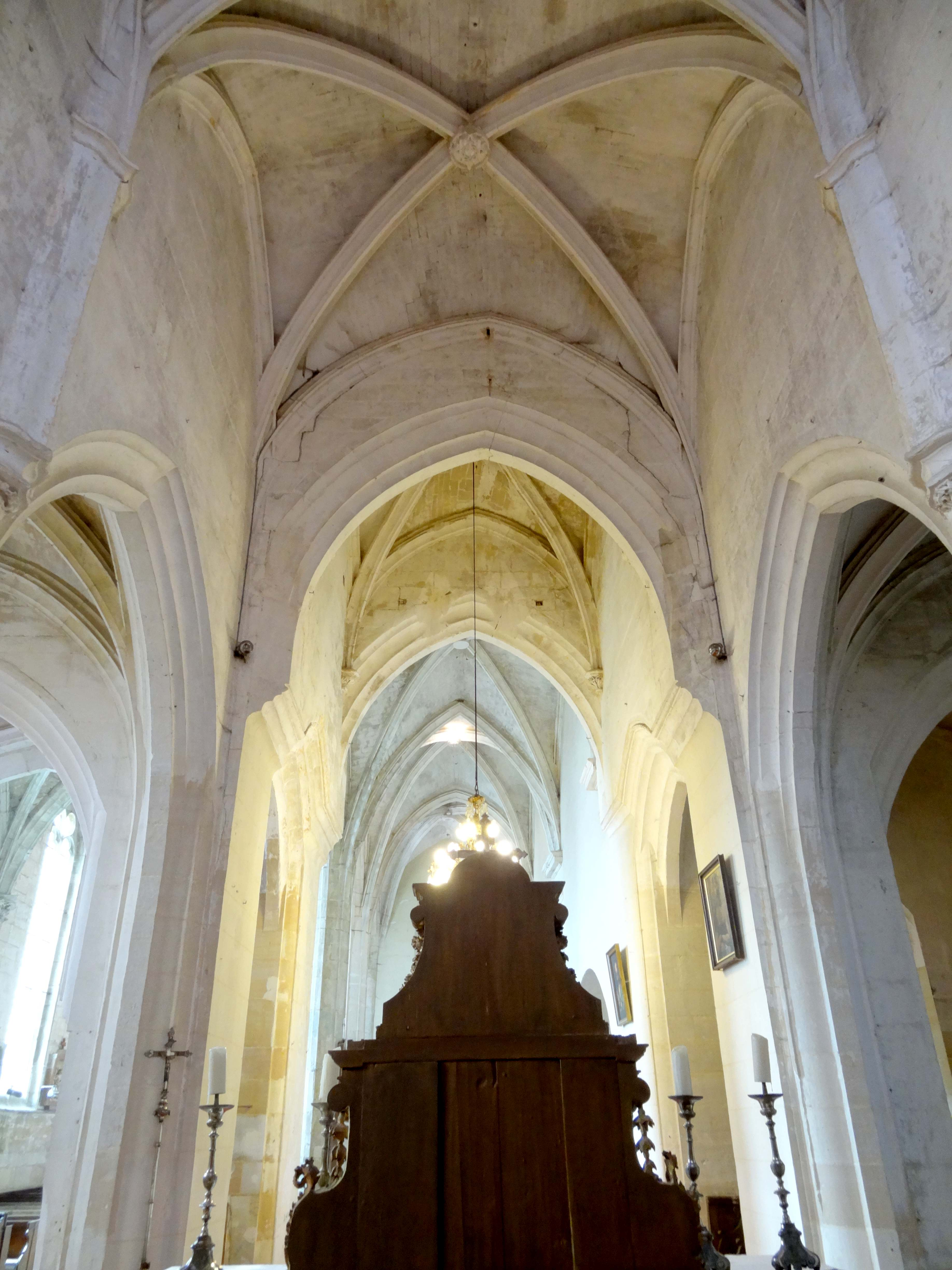
Chœur, vue vers l'ouest.

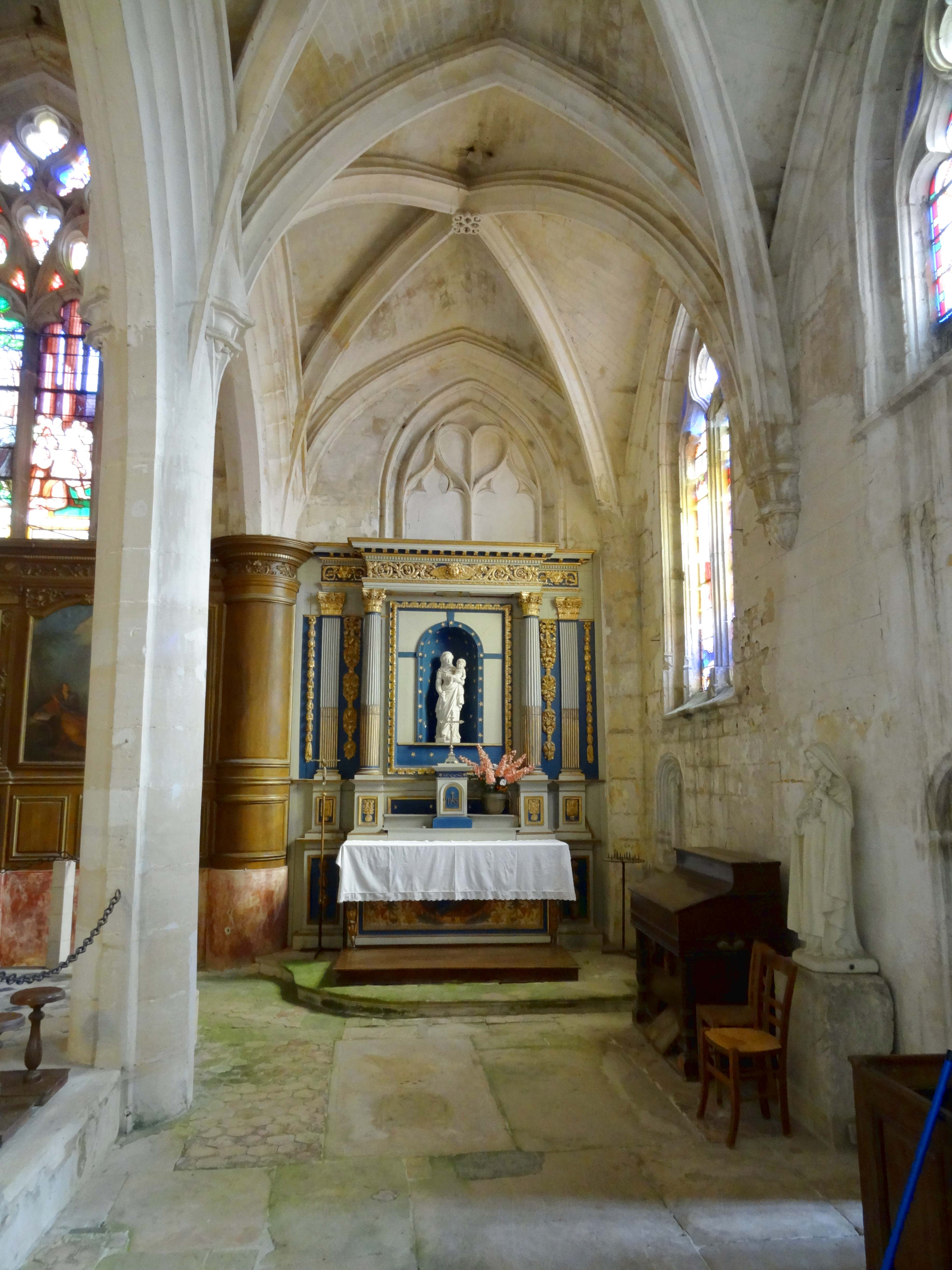
Collatéral sud.

C'est le lot des églises à clocher central que le sanctuaire soit assez mal visible depuis la nef des fidèles, et la construction du clocher Renaissance à l'ouest et la démolition de l'ancien n'y change évidemment rien. Aussi, l'autel de célébration a-t-il été avancé dans la croisée du transept, et le chœur reste ainsi sans fonction, puisqu'il n'y a plus de réserve eucharistique. Il est parfaitement homogène avec ses deux collatéraux, et atteint la même hauteur que la nef, contrairement à ce que suggère la toiture descendant assez bas en regardant depuis le sud. Avec l'absence d'un collatéral voûté à la même hauteur, le vaisseau paraît encore plus étroit que la nef. Les piliers des grandes arcades ont la moitié de la hauteur des piliers des hautes-voûtes, et l'étage de murs aveugles qui les surmonte occupe ainsi les deux cinquièmes des élévations latérales. Les fenêtres hautes constituent en effet l'exception à la période flamboyante, et sont réservées aux édifices les plus prestigieux, tels que Saint-Étienne de Beauvais, Chaumont-en-Vexin, Gisors, Saint-Maclou de Pontoise. Les quelques exceptions que l'on trouve dans le milieu rural, telles que Bessancourt, La Roche-Guyon, Précy-sur-Oise, Serans, Vétheuil, reproduisent généralement les dispositions des prédécesseurs du XIIIe siècle, dont elles reprennent les fondations. C'est probablement aussi le cas à Montjavoult, abstraction faite des fenêtres hautes. Ainsi, le jour entre uniquement par le chevet, où l'on trouve une baie de grandes dimensions au remplage flamboyant, comme à Cléry-en-Vexin, où la baie est toutefois bouchée, et Le Mesnil-en-Thelle. Le remplage est à quatre lancettes à têtes trilobées, qui sont du même type que dans les croisillons. Le dessin du tympan est très original, et multiplie les formes. Chaque paire de deux lancettes est surmontée d'un soufflet ordinaire ; de deux soufflets dissymétriques infléchis le long de leur axe, blottis contre les flancs du soufflet inférieur ; et d'un autre soufflet symétrique, qui est inversé. Entre les deux groupes, se coince un soufflet symétrique, qui est surmonté de deux soufflets dissymétriques analogues aux précédents, mais placés à l'envers, et dont les flancs encadrent un quatrième soufflet placé au sommet. Malencontreusement, la fenêtre est légèrement désaxée vers la gauche, et est plus aigüe que le formeret oriental de la voûte.
Pour le reste, l'architecture n'offre rien d'exceptionnel, mais présente, dans les détails, de nombreux partis originaux. Les grandes arcades sont du même profil que celles autour de la croisée du transept et à l'intersection du croisillon nord et du collatéral nord du chœur. Elles présentent donc un large filet dans l'intrados. Celui-ci se prolonge sur les piliers cylindriques assez minces (dont le premier et le dernier sont engagés). Ce même parti a déjà été observé sur les piédroits occidentaux des arcades latérales de la croisée du transept, et il s'impose la conclusion que le remaniement du transept et la construction du chœur eurent lieu sous une même campagne, et sous la direction du même maître d'œuvre. Aucune autre église du Vexin ne possède des piliers de ce type, pourtant assez simple, mais les larges filets apparaissent aussi sur les piliers de la nef de Parnes, qui sont en plus garnis des minces filets que l'on trouve sur les piliers de la nef de Montjavoult. Il y a une certaine continuité dans l'évolution de la modénature dans un sens bien particulier. Bien que la nef et son collatéral soient plus tardifs que les parties orientales, celles-ci ont donc peut-être déjà été bâties par le même atelier. Cette impression est renforcée par les piliers engagés qui reçoivent le doubleau intermédiaire et les formerets au-dessus des piliers libres des grandes arcades. Ils épousent en effet le plan en accolade que l'on trouve au sud du collatéral de la nef. Le choix de faire retomber les hautes-voûtes sur des piliers engagés totalement dissociés du plan et du concept des piliers des grandes arcades peut surprendre. Le résultat sont des culs-de-lampe au niveau de la retombée des grandes arcades. Plus évident auraient été des culs-de-lampe au niveau de la retombée des hautes-voûtes, ce qui aurait rendu superflus les piliers engagés, ou bien des piliers ondulés d'un type quelconque, ce qui aurait apporté davantage de cohérence aux élévations latérales du chœur. Les culs-de-lampe se composent d'un haut tailloir du même plan que les piliers, mouluré d'un tore en haut et d'un filet en bas, et d'une petite corbeille. Au nord, elle est sculptée de feuilles de chou frisées, et au sud, de deux chiens affrontés. Pour répondre au tore des culs-de-lampe, les piliers engagés sont bagués en haut. Les ogives s'interpénètrent avec les formerets avant de se fondre dans les murs. Cette solution est qualifiée de « fantaisie très habile » par Monique Richard-Rivoire. Dans les angles, la solution est tout sauf original, car les ogives et formerets se fondent simplement dans les murs. Les voûtes elles-mêmes sont analogues aux autres travées ; restent seulement à signaler les clés de voûte, qui sont ici de belle facture. Dans la deuxième travée, une étoile à quatre branches formée par quatre têtes trilobées, aux extrémités fleuronnées, inscrit un quatre-feuilles, au milieu de laquelle une fleurette, et se superpose à un disque à bordure torsadée, les intervalles étant remplis de pétales.
Les deux étroits collatéraux, moitié moins larges que le vaisseau central, et presque moitié moins élevés, ne font que reprendre des partis déjà mis en application dans les autres parties de l'église. Ainsi, les voûtes répondent toujours aux mêmes dispositions. Au nord, les clés sont des écussons entourés d'une couronne de feuillages, ou d'une étoile à dix branches sans grâce. Au sud, ce sont des découpages flamboyants un peu frustes, comme dans la dernière travée de la nef et l'ancienne base de clocher. Le motif de la deuxième clé est toutefois assez original. Quatre soufflets inscrivant des têtes trilobées alternent avec autant de cœurs inscrivant un petit fleuron. Au droit des piliers libres au milieu des grandes arcades, les ogives s'interpénètrent avec les formerets avant de se fondre dans les piliers, de la même manière que les nervures des hautes-voûtes dans le vaisseau central. Il n'y a ici pas de piliers engagés au-dessus des piliers des grandes arcades, mais l'architecte a néanmoins tenu à placer des culs-de-lampe pour recevoir les doubleaux et formerets, qui sont toujours du même type que dans le vaisseau central. Les corbeilles sont sculptées de petites chimères. Il y a de légères différences au niveau des murs gouttereaux. Au nord, le doubleaux et les formerets se fondent directement dans un pilier engagé analogue au vaisseau central et au collatéral sud de la nef. Les ogives passent ici devant les formerets, puis se fondent dans les murs à côté du pilier. Au sud, l'on ne trouve au même emplacement qu'un vulgaire culot. Dans le collatéral nord uniquement, la limite des allèges est soulignée par un discret bandeau, ce dont il reste des traces dans les croisillons. Dans le collatéral sud, le soubassement de la première fenêtre est beaucoup plus élevé, et en dessous, quelques marches d'escalier descendent vers la porte de la sacristie, dont la mouluration du pourtour suggère qu'elle date d'origine. Une belle piscine liturgique subsiste au sud de la deuxième travée. Sa niche est entourée de deux arêtes saillantes pourvues de bases, et surmontée d'une tête trilobée. Toutes les fenêtres sont à deux lancettes à têtes trilobées, surmontées d'un soufflet, de deux soufflets dissymétriques avec ou sans redents, ou d'un quatre-feuilles. Les fenêtres du chevet sont entièrement bouchées, mais leurs réseaux demeurent néanmoins visibles.

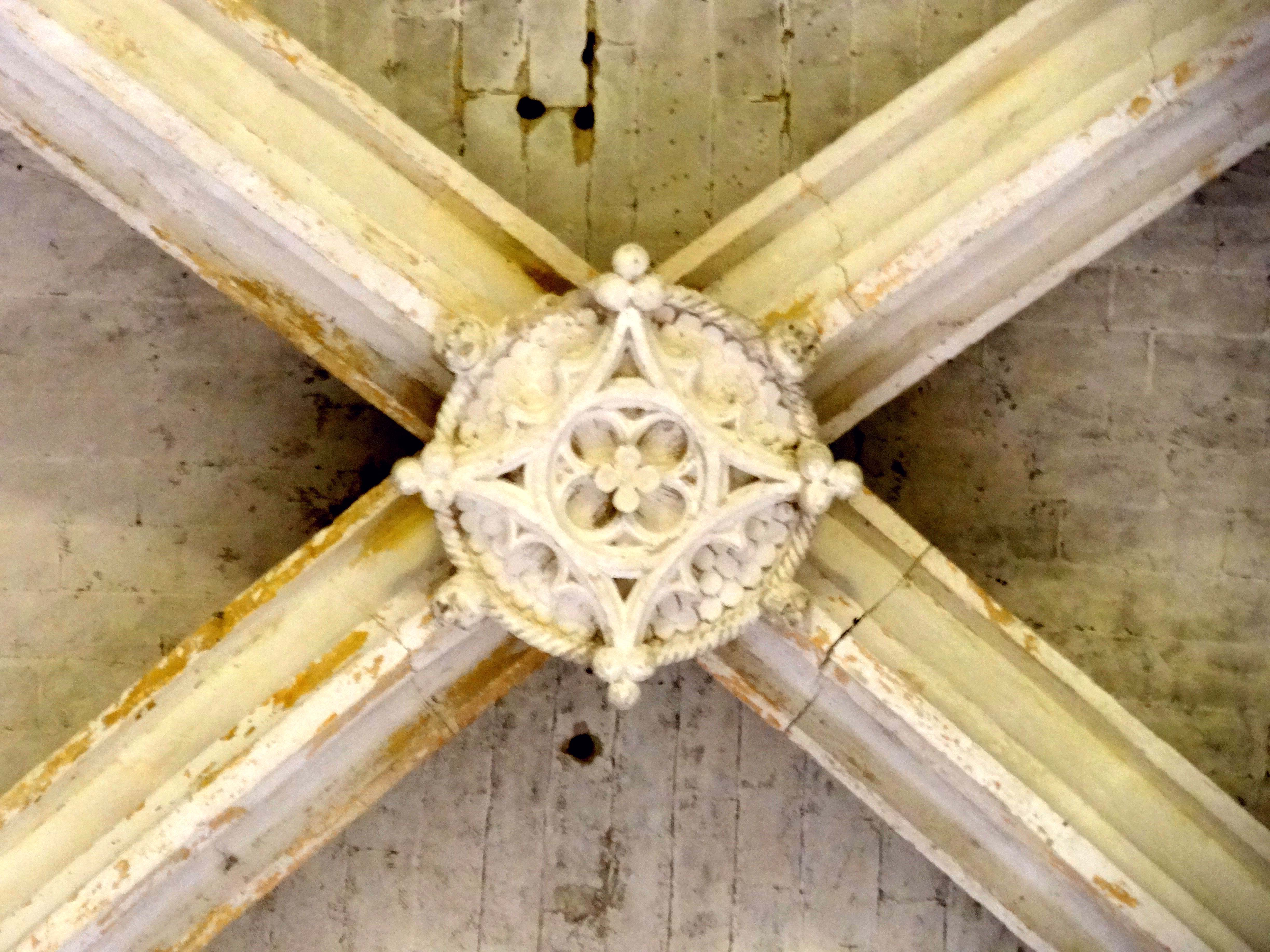
Chœur, clé de voûte de la 2e travée.
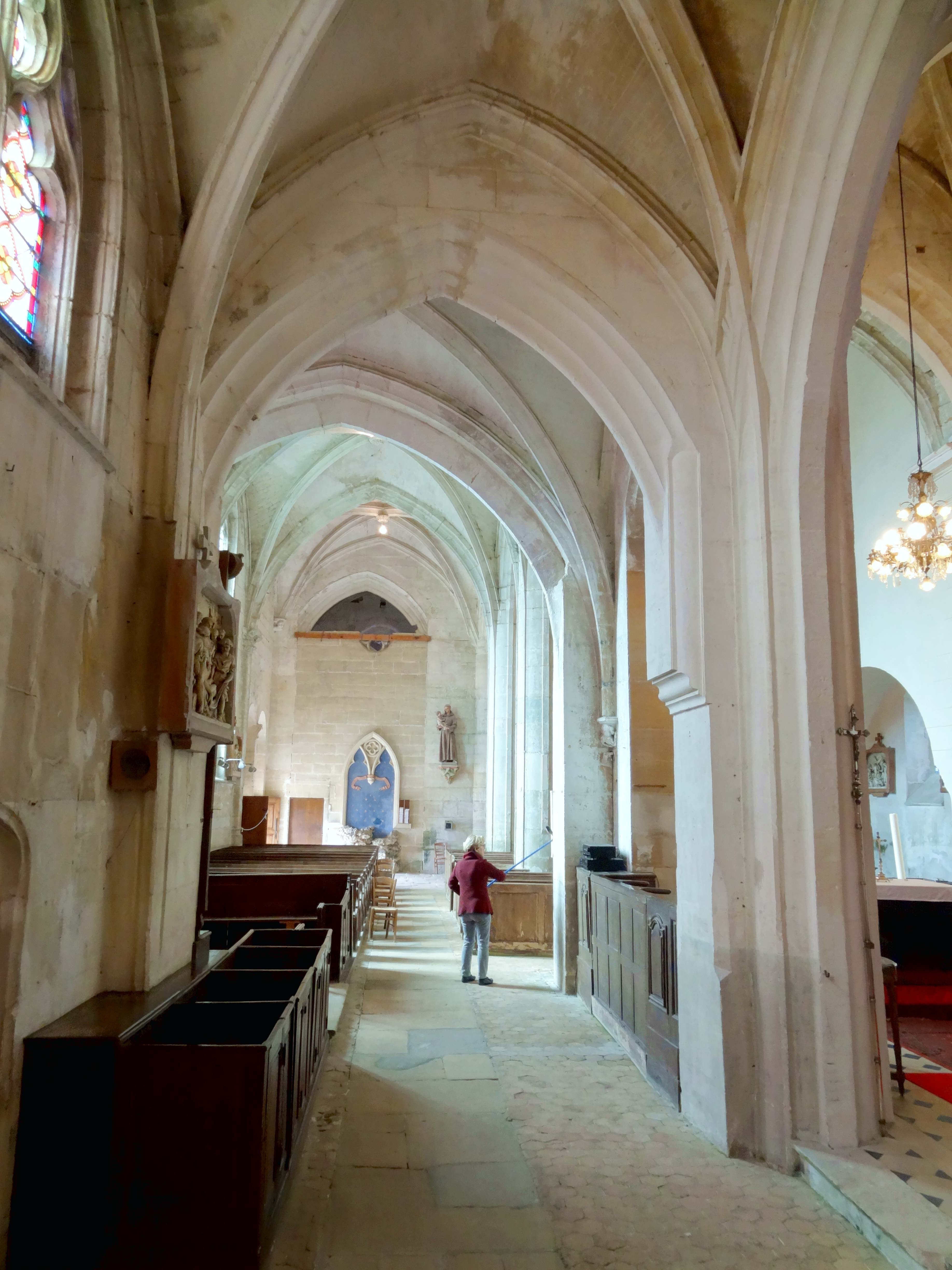
Collatéral sud, vue vers l'ouest.
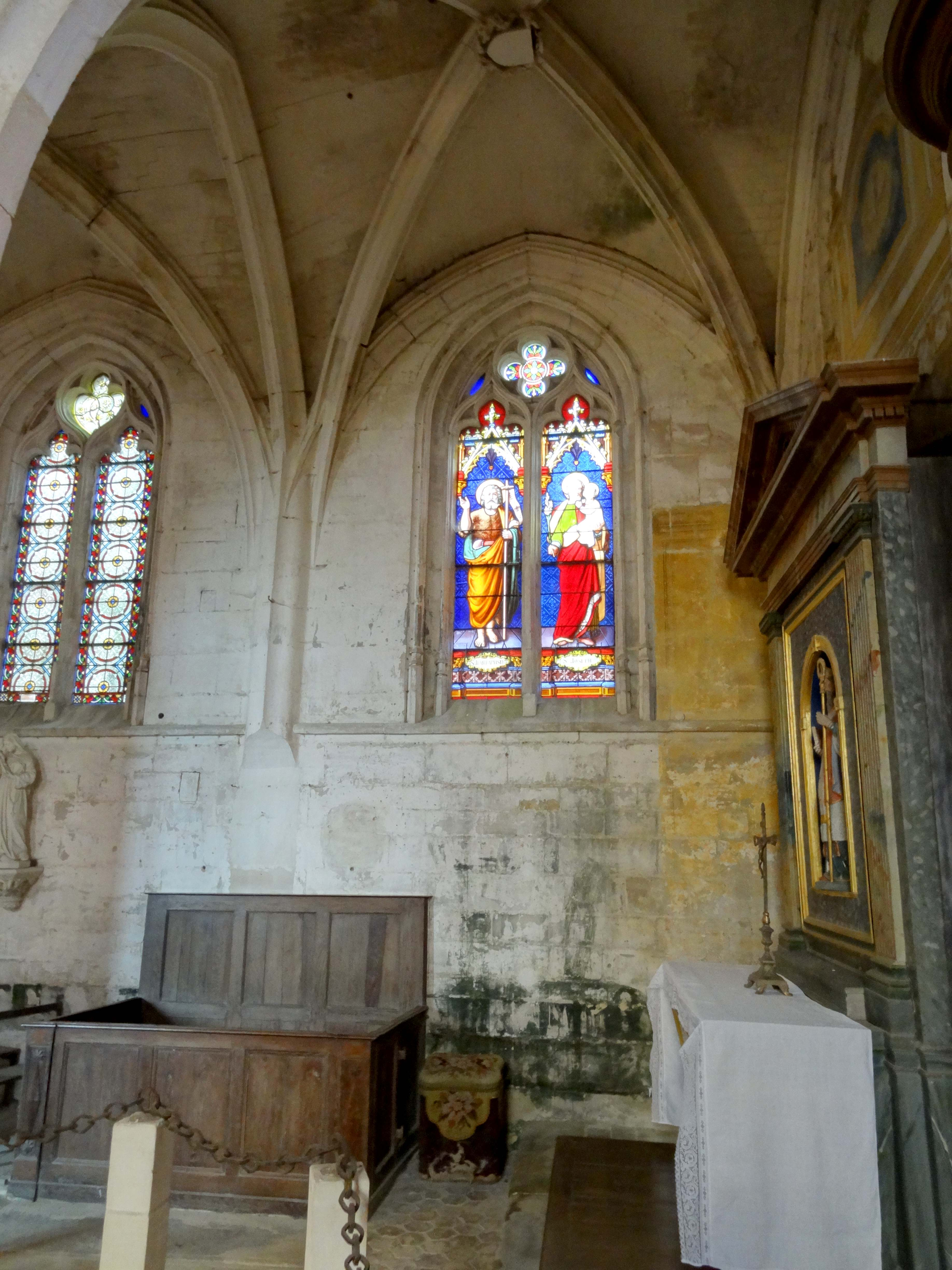
Collatéral nord, vue vers le nord.
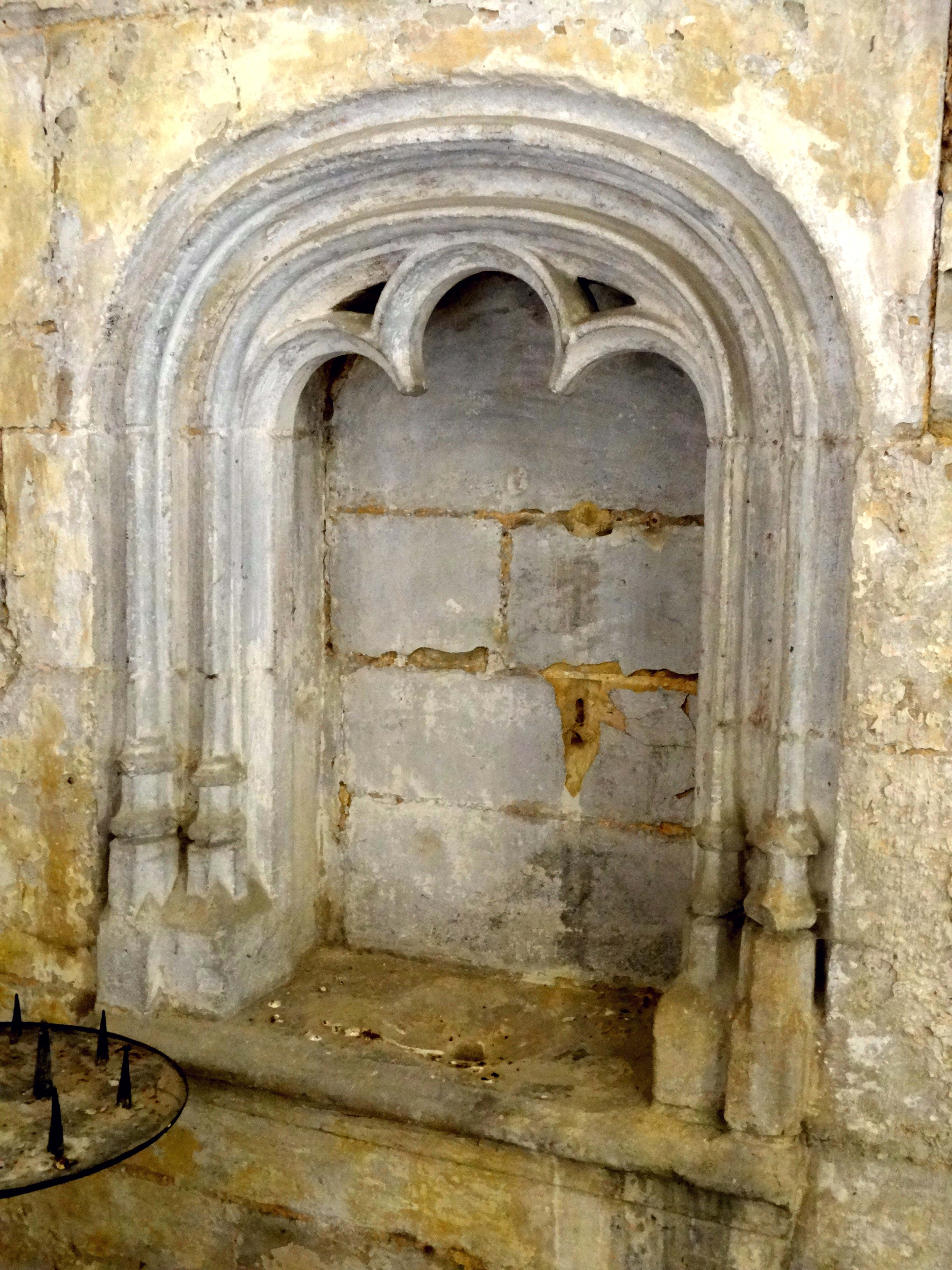
Collatéral sud, piscine liturgique.
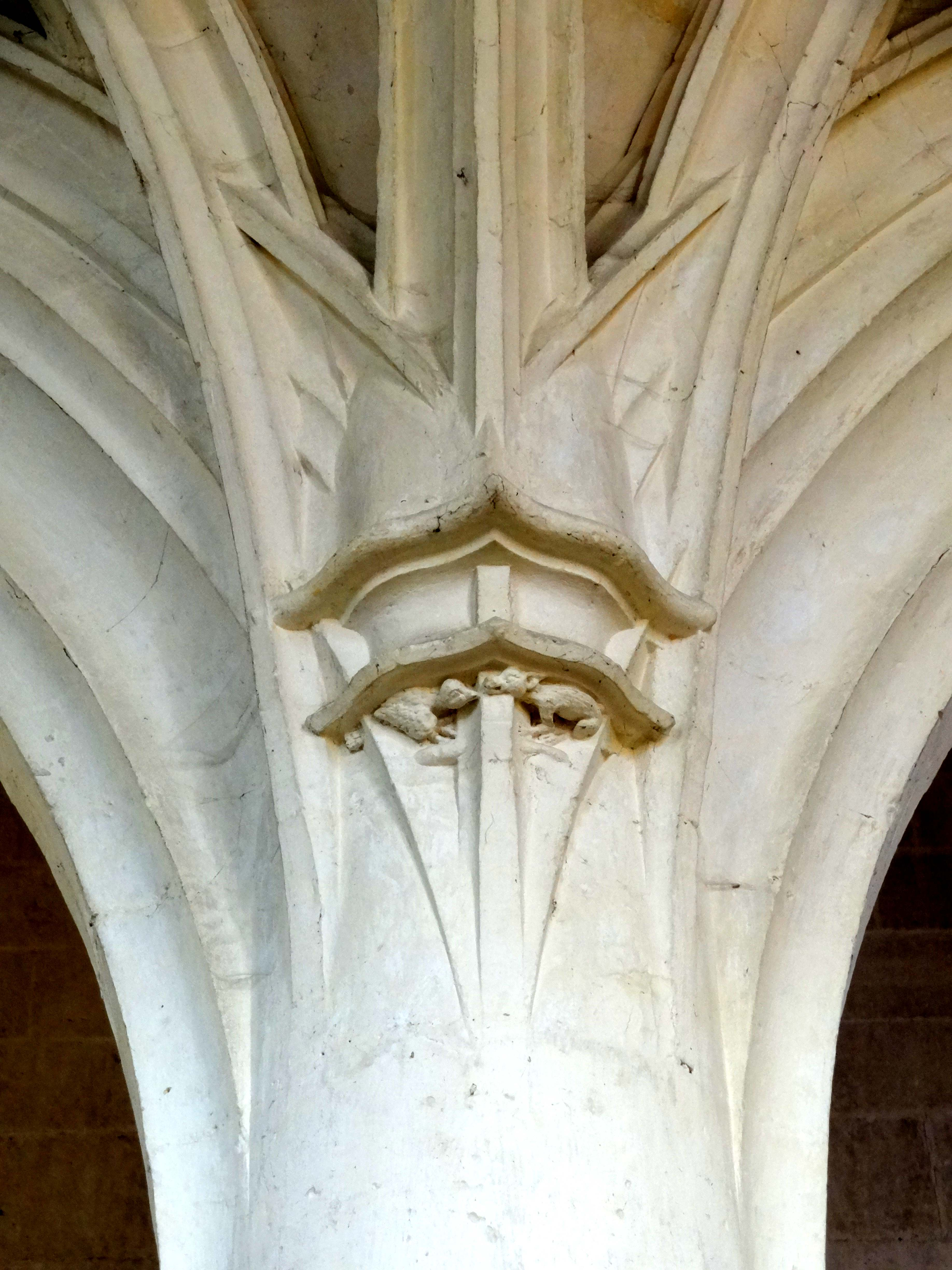
Collatéral sud, cul-de-lampe côté nord.
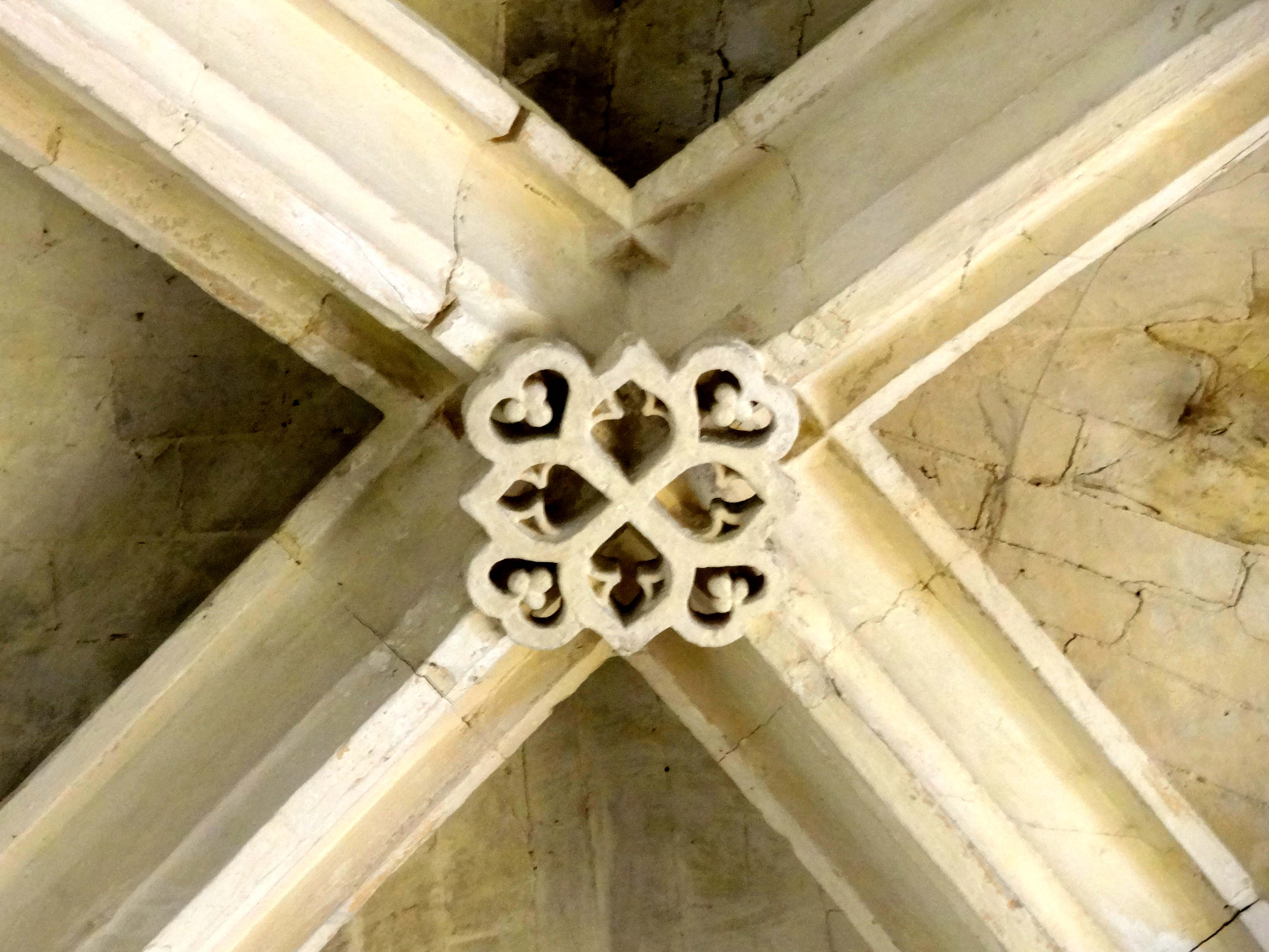
Collatéral sud, clé de voûte de la 2e travée.

### Extérieur

#### Portail

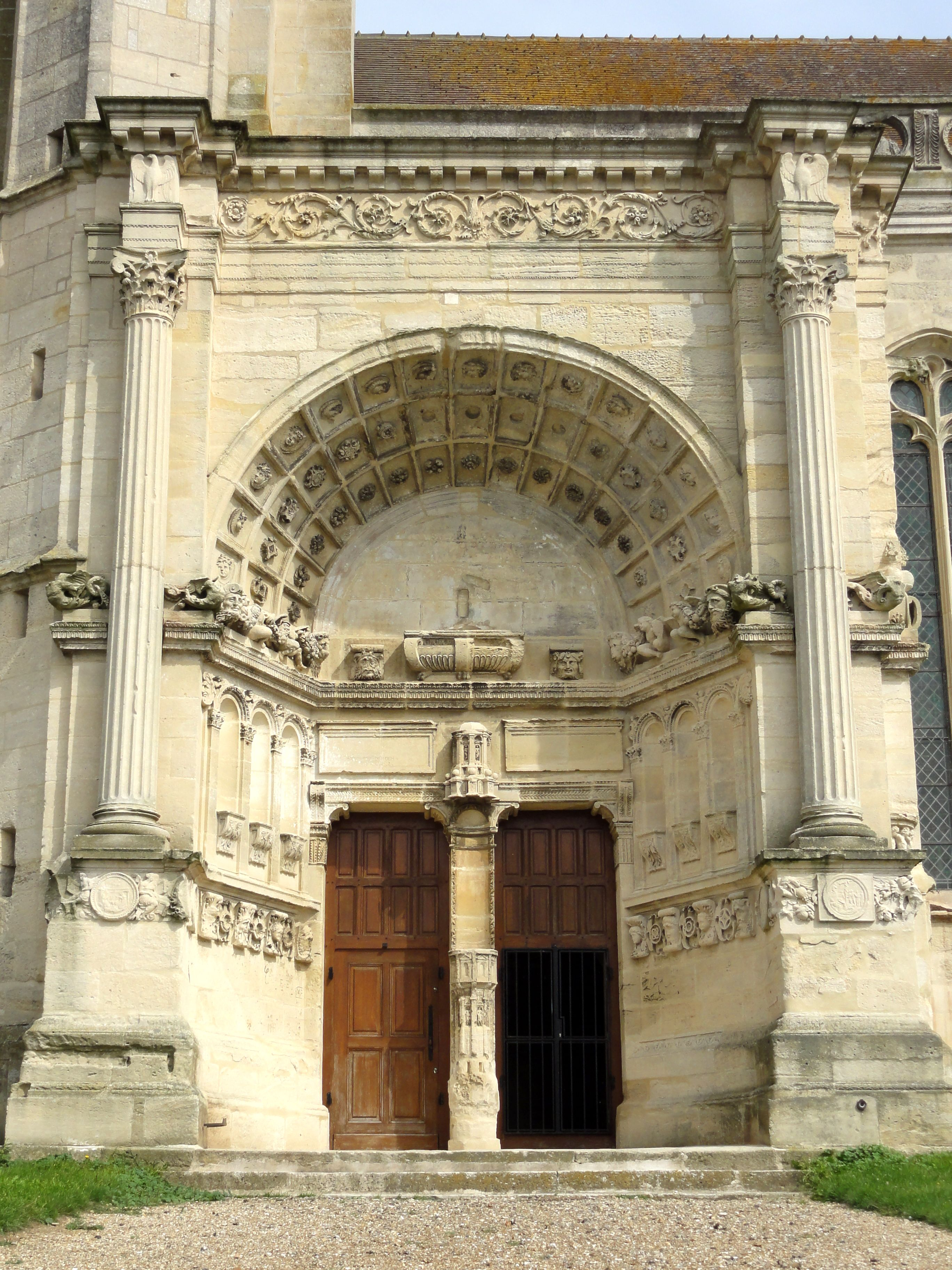
Portail Renaissance.

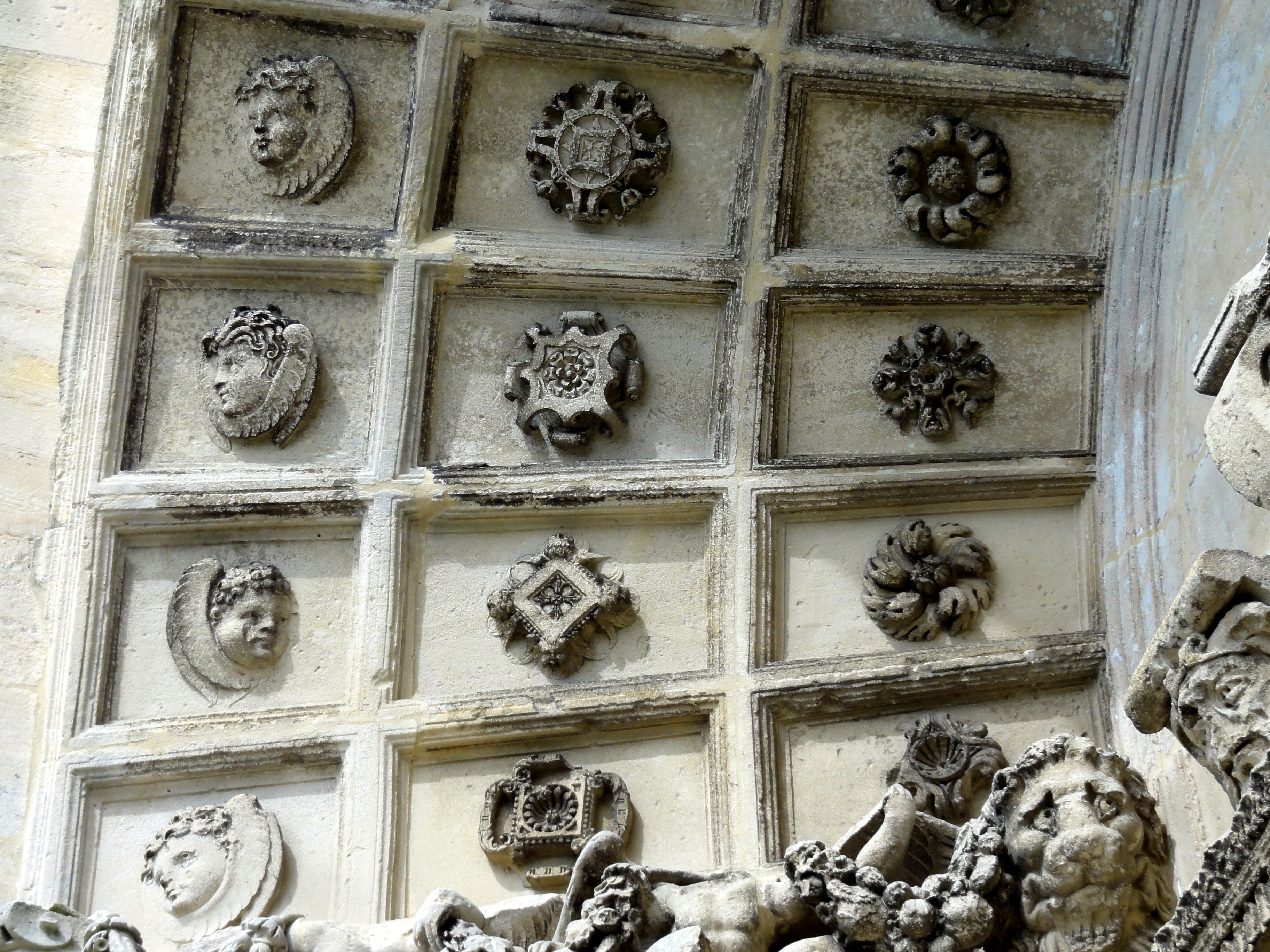
Plafond à caissons.

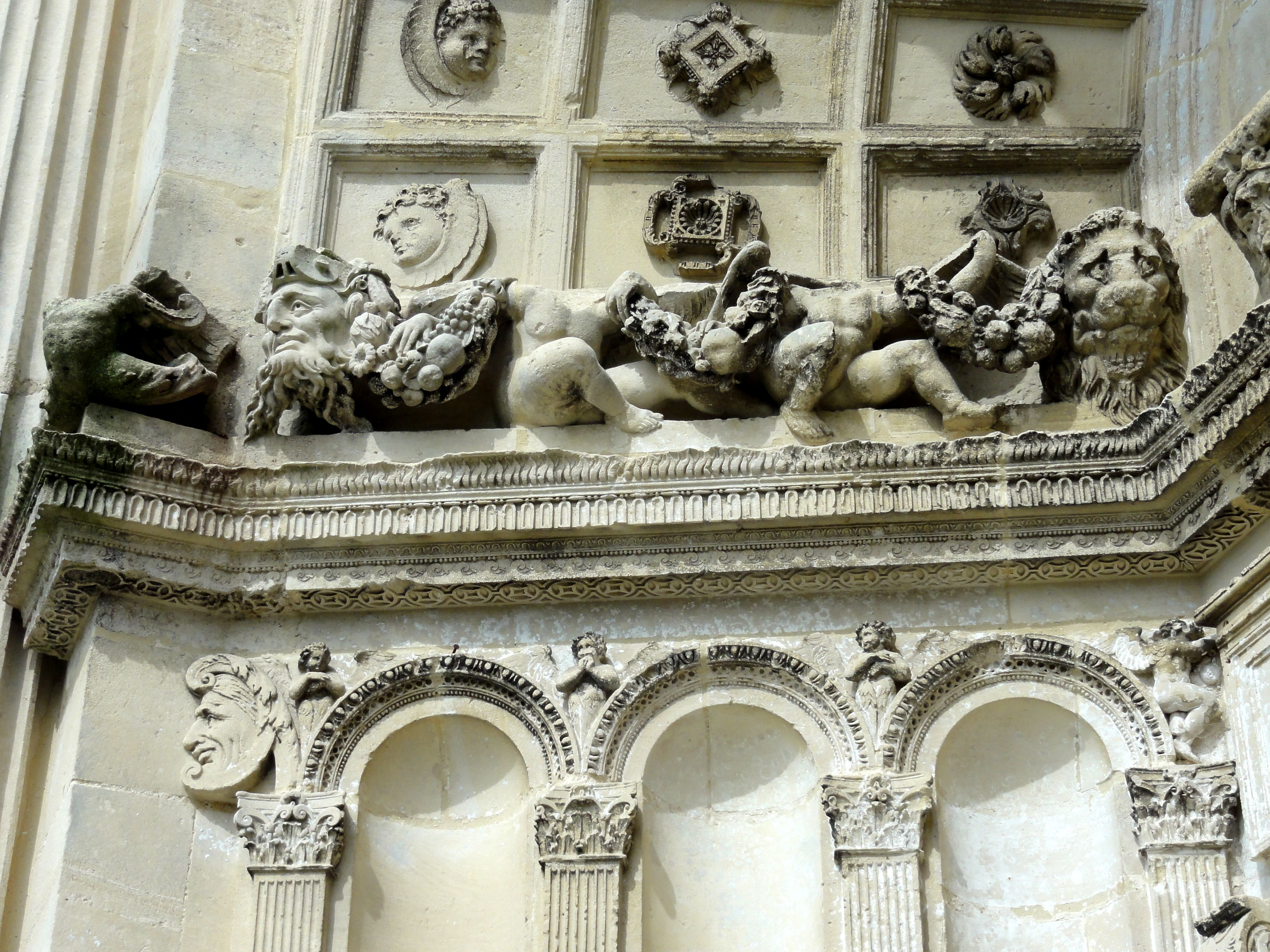
Corniche du montant gauche et sommet des niches à statues.

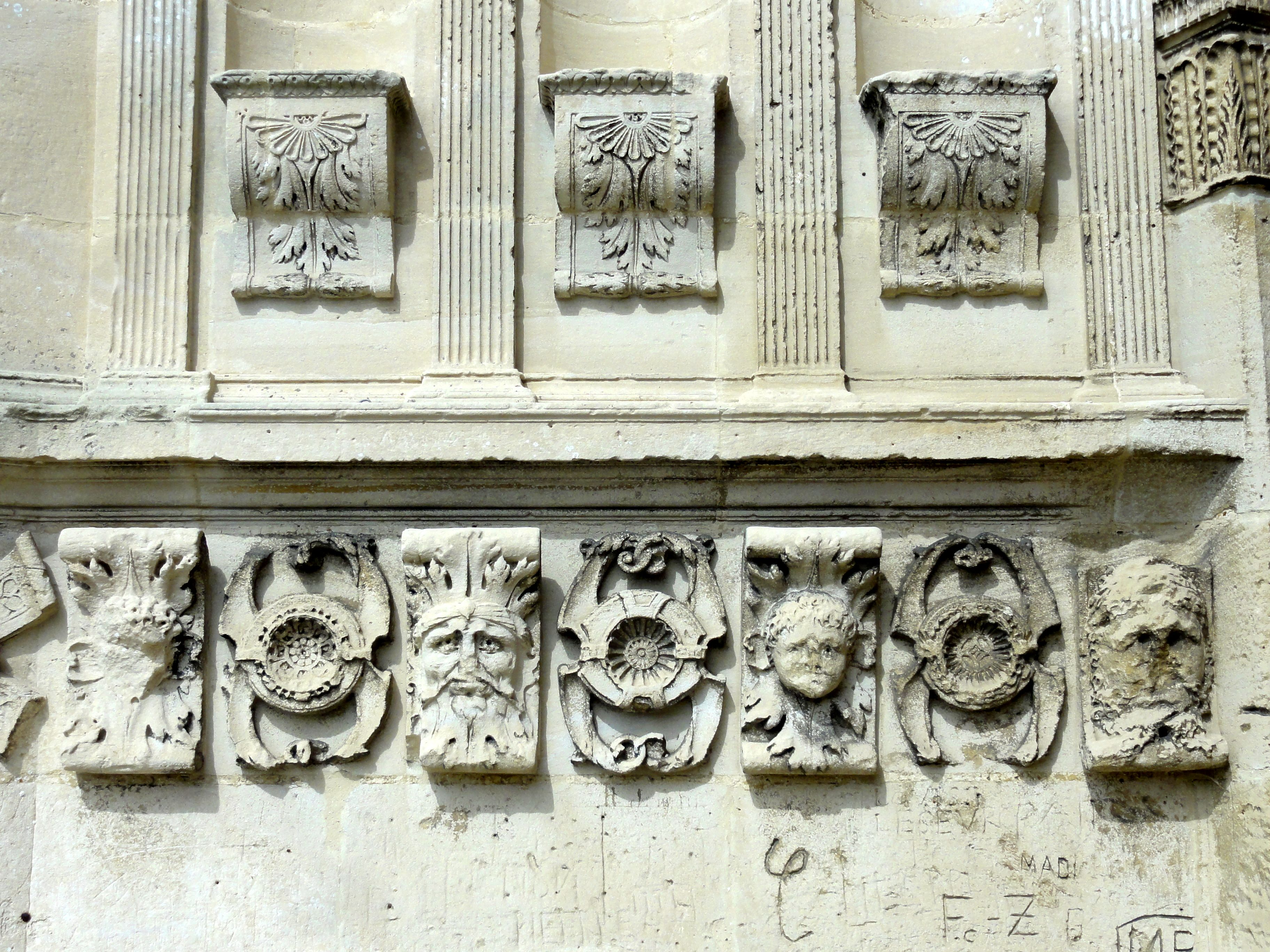
Consoles et décor en bas du montant gauche.

L'église est bâtie d'une pierre calcaire tendre, à graine fin et non gélive, qui a été extrait de la carrière des Boves, sur la grande cote au nord-est de Magny-en-Vexin. Cette même carrière a fourni la pierre pour les églises de Magny-en-Vexin et Parnes. Le portail Renaissance fait la principale attraction de l'église, et justifie son classement parmi les principaux monuments du vaste canton de Chaumont-en-Vexin par Jean-Baptiste Frion, sentiment partagé par l'abbé Le Blévenec. Ses dimensions inhabituelles pour un portail latéral sont rendus possibles par le voûtement du collatéral à la même hauteur que le vaisseau central, raison pour laquelle il dépasse ses homologues de Magny-en-Vexin, Livilliers, Marines, Moussy, Nucourt, Parnes, Saint-Gervais et Vétheuil. En effet, il arrive jusqu'en bas de la balustrade qui couronne le mur du collatéral, et qui a été ajouté après le portail, afin de conférer un aspect Renaissance à l'ensemble de l'édifice. Le portail est ainsi trois fois plus élevé que les portes, et aussi large que son avant-corps dépasse la ligne de la façade à l'ouest, et atteint le montant de la fenêtre voisine à l'est. Ses portes sont ainsi désaxées vers la gauche par rapport à la première travée du collatéral. La profondeur relativement considérable de l'avant-corps justifie de qualifier le portail de porche, même si ce n'est pas sa destination, contrairement à Liviliers, où l'intérieur abrite des bancs de pierre, et Magny-en-Vexin, où l'intérieur sert de dégagement. La profondeur est visuellement exagérée par le procédé de la perspective forcée : les montants sont nettement obliques, et le plafond à caissons est par conséquent incliné, et rattrape ainsi l'importante différence entre la circonférence du tympan et la circonférence à l'ouverture du porche. Ce procédé caractérise aussi le portail occidental central de la collégiale de Gisors, qui est considéré comme le modèle pour Montjavoult, bien qu'il soit difficile de trouver des analogies allant au-delà des dispositions générales et des proportions.
Il serait fastidieux d'évoquer tous les motifs ornementaux employés par Jean Grappin, et de décrire un par un les différents éléments sculptés ; du reste, aucun auteur n'a encore publié une étude détaillé du portail de Montjavoult. Globalement, le portail de 1565 s'organise ainsi. Au fond, les deux portes rectangulaires sont séparés par un trumeau, dont la partie inférieure forme le socle d'une niche à statue aujourd'hui vide, suggérée par le léger évidemment de la partie supérieure. Des petites consoles portent le haut linteau, qui est garni de deux panneaux vierges, séparés par le dais architecturé de la niche, dont la partie supérieure évoque un petit temple de plan semi-circulaire, dont les quatre niches formées par les colonnades abritent des statuettes. Au-dessus court une corniche, qui constitue l'élément fédérateur entre le fond du portail, les montants, la face frontale et l'élévation extérieure est (à l'ouest), l'avant-corps est attenant à la tourelle d'escalier du clocher). La corniche, qui se rattache fonctionnellement au linteau, sert de support au tympan en plein cintre, qui est appareillé et pratiquement nu. Une sorte de formeret mouluré le délimite du plafond à caissons. Devant la dernière assise, se détachent une large console godronnée évoquant un bac à fleurs, et de part et d'autre, deux têtes d'homme barbues. Le plafond à caissons se compose de trois rangs de quinze compartiments chacun. Les compartiments du rang arrière arborent chacune une rosette ou patère à ombilic. Le rang médian est décoré de petites rosettes au milieu de plastrons de cuir découpé ou de polygones entourés de feuillages ; de losanges ornés de motifs de la Renaissance ; de roses des vents ; et de compositions complexes plus originales. Le rang antérieur présente des têtes de chérubin en profil, regardant vers la gauche ou vers la droite, au-dessus d'un collier d'ailes. La retombée de la voûte s'effectue un peu à l'arrière de la corniche, qui peut ainsi accueillir des têtes d'homme, des anges et des cornes d'abondance sculptées en ronde-bosse. Du côté extérieur, ces enfilades sont inaugurées par une petite sirène, et une autre sirène est placée sur la corniche aux angles sud-ouest et sud-est de l'avant-corps. S'agissant de motifs païens, un curé zélé a dû commander que leurs têtes soient bûchées.
Pour revenir vers les montants à l'intérieur du porche, ils ne sont décorés que sur leur partie supérieure, où l'on voit trois petites niches entre quatre pilastres corinthiens cannelés, et des angelots debout dans les écoinçons. S'y ajoutent, près de l'angle avec la face frontale, le soleil et la lune se faisant face. Chaque niche comporte en bas une console revêtue de feuilles d'acanthe. Les pilastres retombent sur une deuxième corniche, non sculptée contrairement à celle du haut, qui se poursuit également sur le devant de l'avant-corps. Elle ne marque pas encore tout à fait la limite inférieure du décor sculpté. En dessous, suit en effet un rang d'homme verts et de plastrons arborant au milieu une rosette. Comme déjà observé à propos des sirènes, le motif retenu pour la face frontale est différent. Il s'agit ici de médaillons, dont l'une affiche un temple, et est flanquée de deux figures féminines, et dont l'autre affiche un groupe de soldats, et se superpose à un cuir découpé. Un troisième médaillon, devenu illisible, existe du côté est. On ne saura dire comment l'abbé Le Blévenec est arrivé à distinguer trois motifs différents de chaque côté, puisqu'il n'y a que trois médaillons au total. Il dénombre Joseph descendu dans la citerne, le serpent d'airain et Élie élevé au ciel sur son char, à droite ; ainsi que la Nativité de Jésus-Christ, la Présentation de Jésus au Temple, et sa Résurrection, à gauche. Le niveau du portail qui accueille ces médaillons correspond, sur le devant, à la partie supérieure de stylobates, qui reçoivent chacun une colonne corinthienne cannelée, séparant les deux sirènes déjà signalées. Les chapiteaux de ces colonnes se situent au-dessus du niveau du sommet du plafond à caissons, et elles sont, pour Léon Palustre, mal proportionnées. L'auteur aurait préféré voir ici une superposition des ordres, et explique cette maladresse de Jean Grappin par l'étude insuffisante des modèles de l'architecture antique, que les architectes de la Renaissance prétendent imiter. Les colonnes sont adossés à des dosserets. Elles supportent chacune une section d'entablement, et les dosserets, aussi. Ces courtes sections motivent des ressauts devant l'entablement principal qui court sur les hauteurs de l'avant-corps, et évitent la monotonie. L'architrave se compose, du haut vers le bas, d'une baguette et de trois hauts bandeaux plats, séparés par des rangs de perles. La métope arbore un aigle aux ailes déployées au-dessus des colonnes, et une frise de rinceaux végétaux sur l'entablement principal, y compris du côté est. La corniche repose sur des corbeaux galbés en doucine. Trois particularités sont à signaler à propos de la face est de l'avant-corps. Une console portée par trois atlante occupe l'angle rentrant entre le dosseret et le mur oriental. Cinq, initialement six volutes, sommés de pots-à-feu sculptés en demi-relief, sont logées sur la corniche qui court au niveau des impostes du portail. Une gargouille caractéristique de l'époque jaillit une assise en dessous de la corniche de l'entablement.

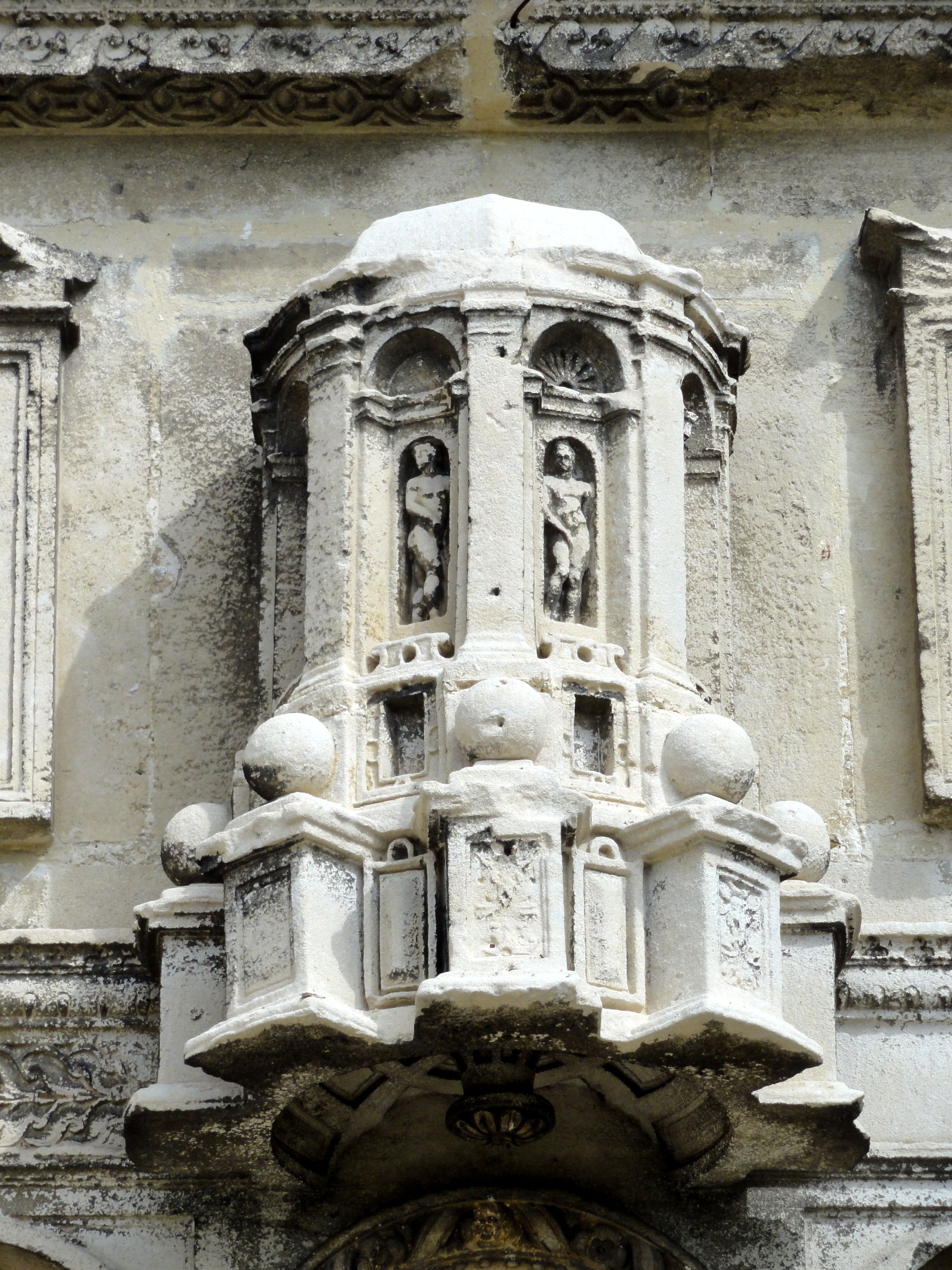
Dais au-dessus du trumeau.
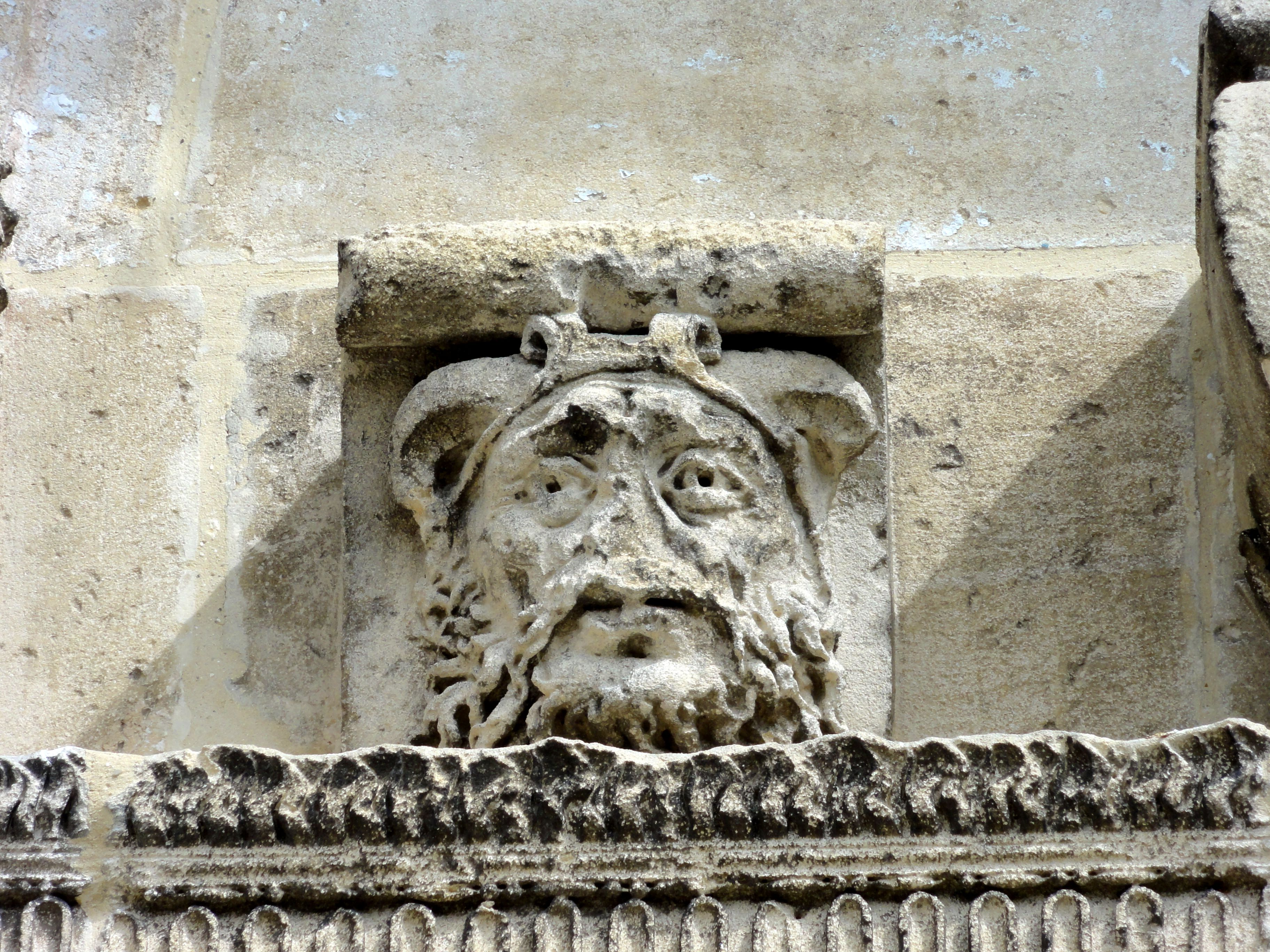
Tête sculpté en bas du tympan.
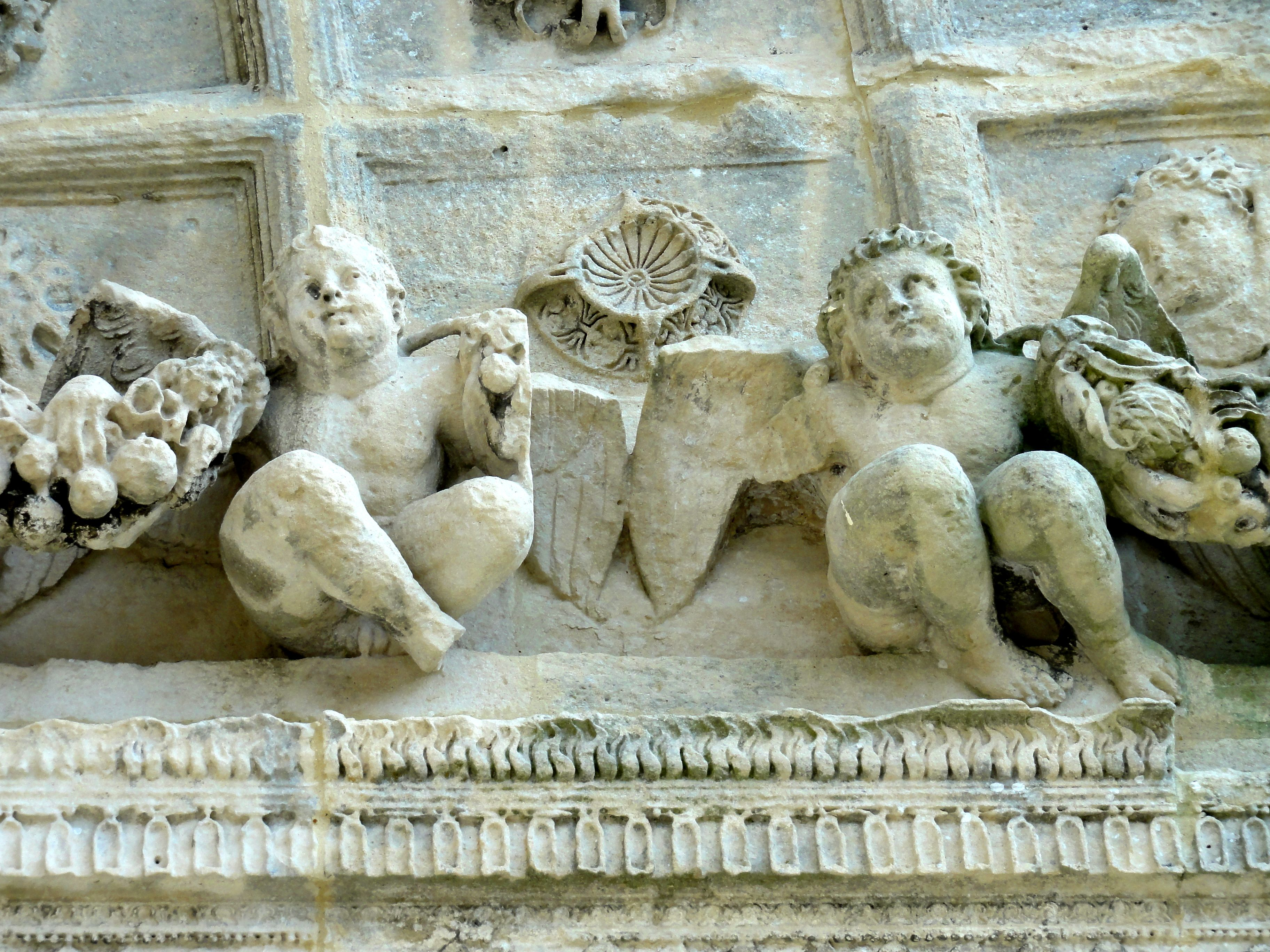
Angelots sur la corniche des montants.
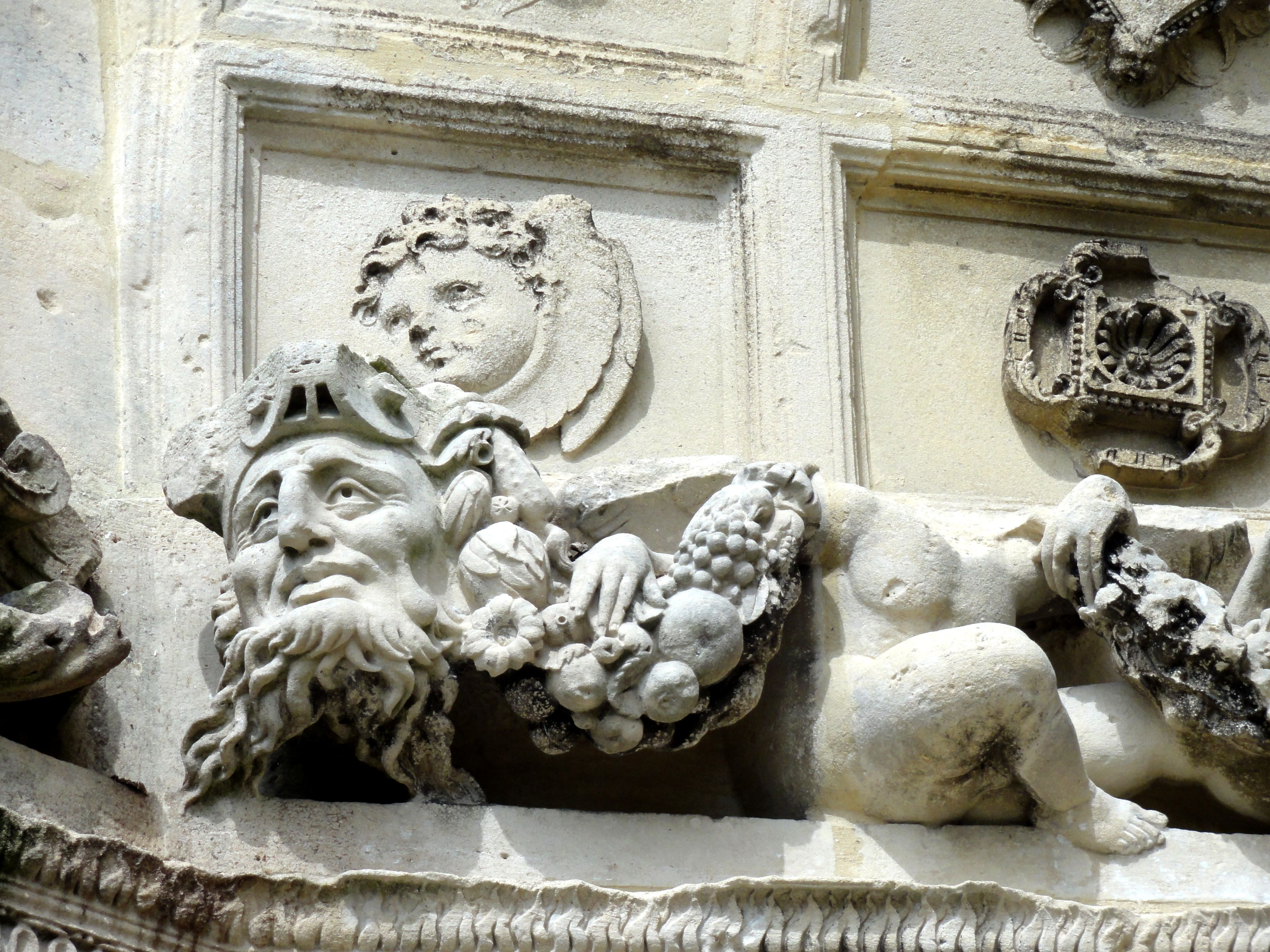
Sculptures sur la corniche des montants.
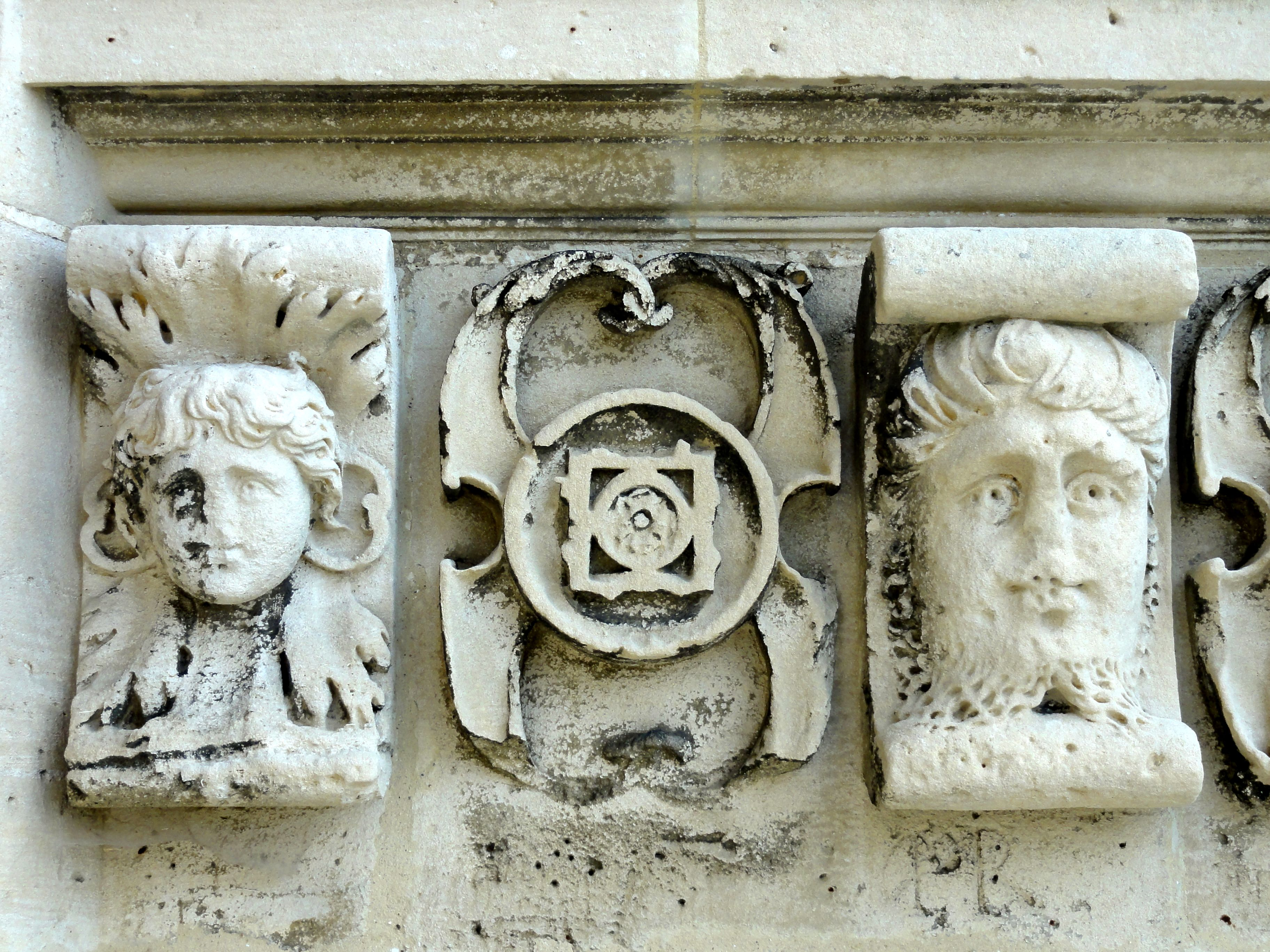
Décor sculpté en dessous de la corniche.
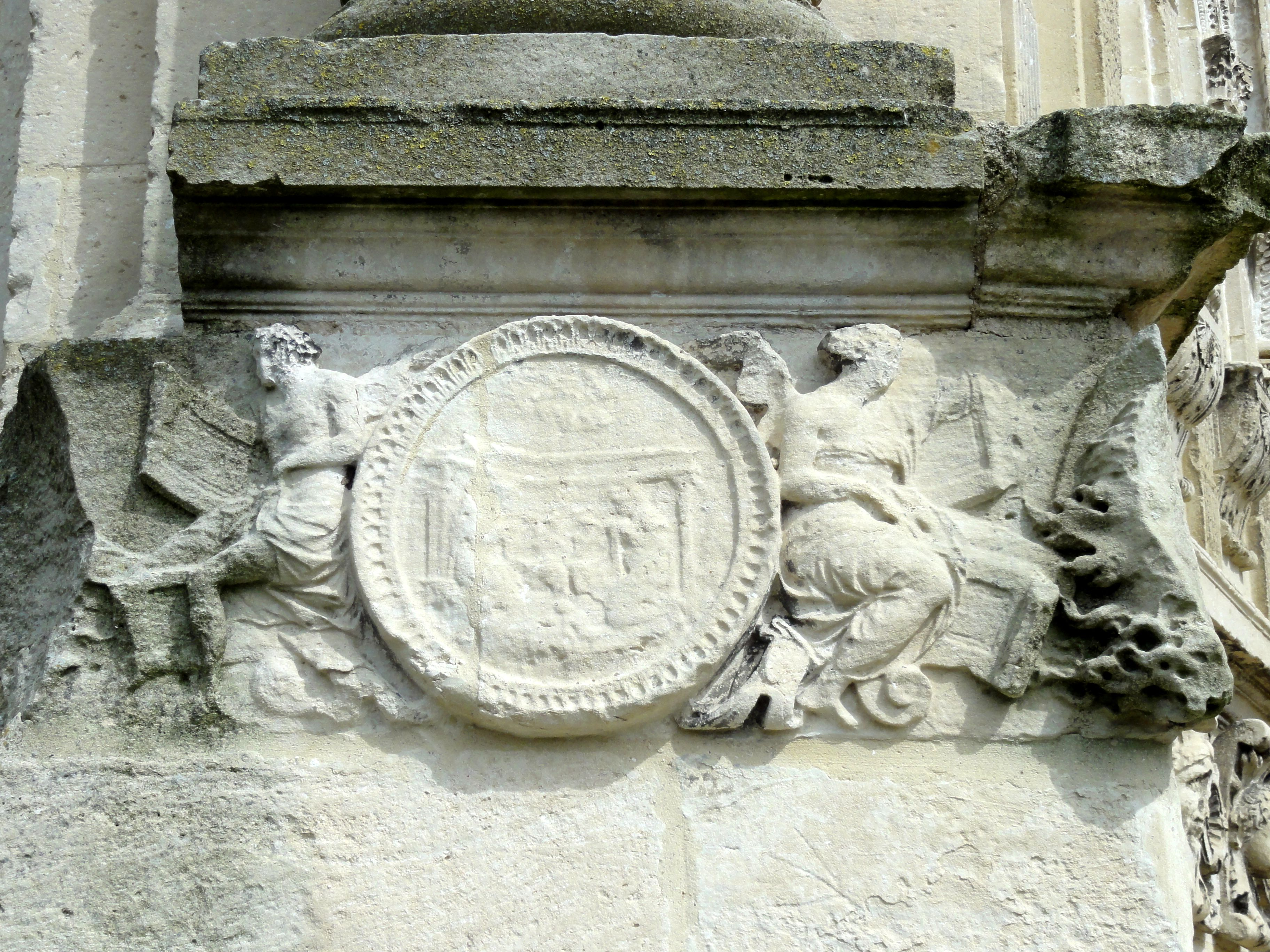
Médaillon sur le devant de l'avant-corps.

#### Clocher

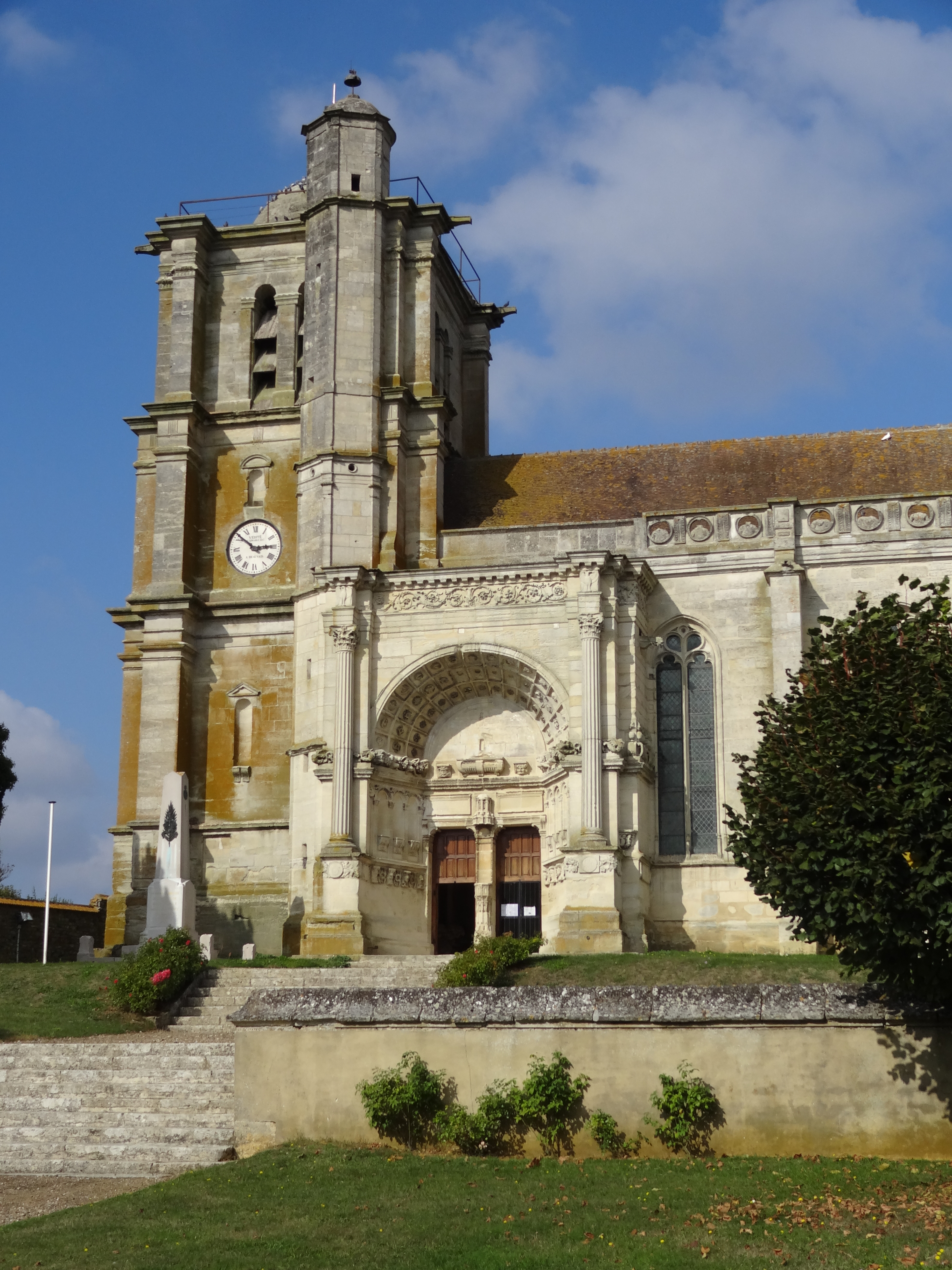
Clocher et portail.

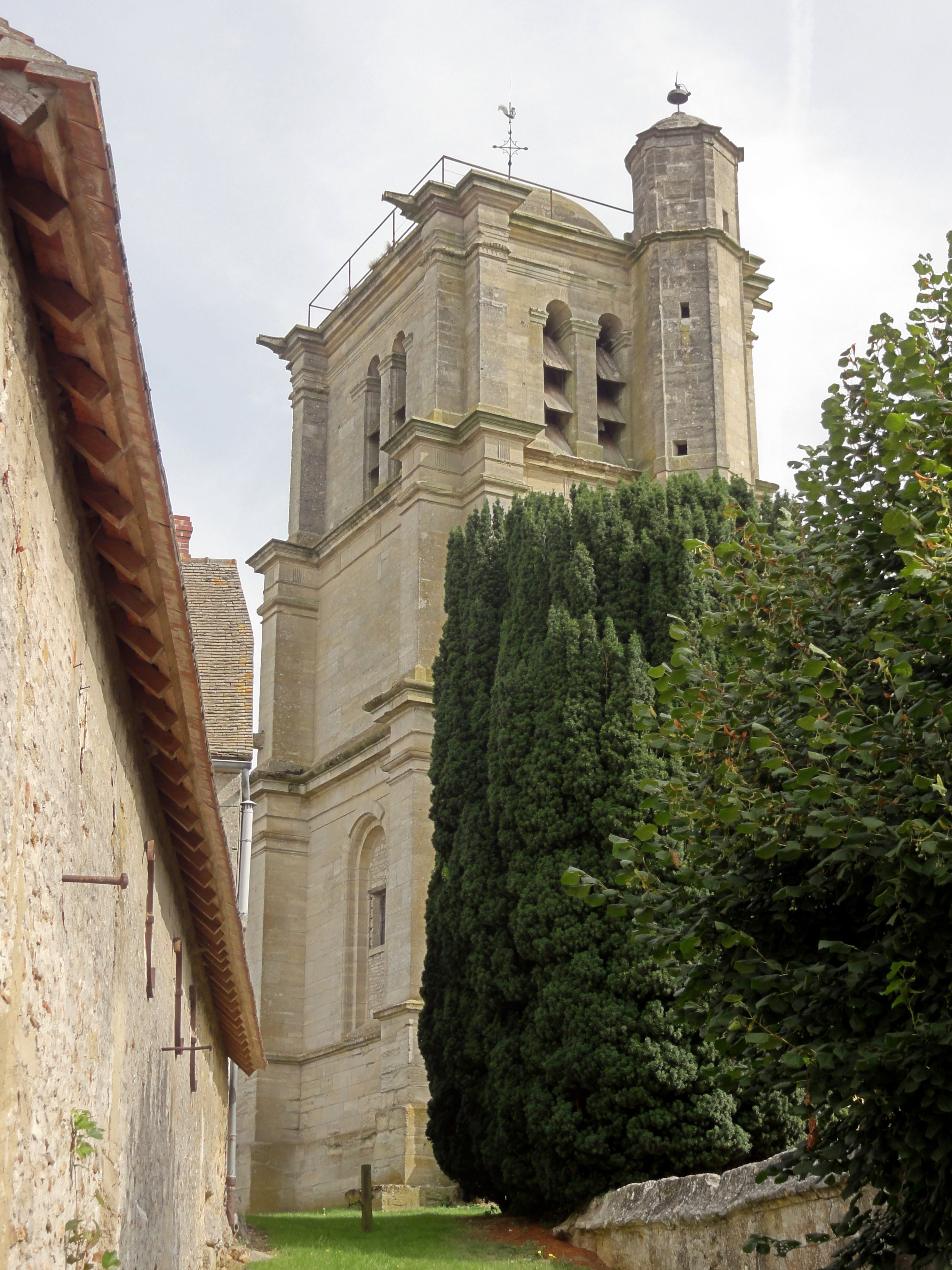
Vue depuis le sud-ouest.

Par ses proportions, le clocher est à la hauteur du portail, et annonce, comme lui, une église beaucoup plus importante que ce n'est le cas. Son architecture est d'une grande sobriété, qui est plus proche de l'architecture classique du XVIIe siècle que de l'esprit de la Renaissance, mais les clochers flamboyants de la région sont déjà bien souvent assez austères, et il ne faut pas y voir une justification pour le dater après la fin du XVIe siècle. La tour se compose de seulement trois niveaux d'élévation, qui se terminent chacun par un entablement. Le premier niveau est le plus important, et atteint exactement la hauteur du porche. Il est donc légèrement dépassé par la corniche du collatéral sud de la nef et sa balustrade. Les deux autres niveaux sont de hauteur égale. Le deuxième niveau compense la hauteur de la balustrade du collatéral sud et de sa toiture, et le troisième niveau, en l'occurrence l'étage de beffroi, dépasse ainsi de justesse les combles. Chacun des angles est flanqué de deux contreforts orthogonaux strictement verticaux, dont la saillie est réduite au niveau du dernier étage. La limite des allèges est soulignée par un bandeau saillant. À l'ouest, une grande baie à double ressaut, dont le dernier adouci par un quart-de-rond, prend appui sur ce bandeau. Cette baie est toutefois bouchée par un mur, dans lequel on a épargné une petite baie rectangulaire. Au sud, le rez-de-chaussée est dépourvu de fenêtre. Pour éviter la nudité, l'architecte y a place une étroite niche à statue, dont le socle est formé par deux agrafes, et qui a pour couronnement un simple fronton triangulaire. Au nord, la base comporte une grande arcade en arc brisé bouchée. Elle n'est pas moulurée. Puisqu'une travée de nef devait être construite ici, il n'y a pas d'entablement, mais on trouve, un peu plus haut, une série de corbeaux qui soutiennent une tablette. Le sens de cette disposition n'est pas clair. De la voûte, on n'a construit qu'un départ d'ogive dans l'angle rentrant avec le mur occidental de la nef, ainsi qu'un départ de formeret. De la nouvelle façade, on a réalisé uniquement un très court pan de mur avec montant sud de la fenêtre, au droit du contrefort nord de la tour.
Le premier entablement du clocher se caractérise par une modénature un peu rudimentaire. On note, en haut de l'architrave, un quart-de-rond relié à un bandeau ; une frise restée nue ; et, en haut de la corniche, un gros tore. Du reste, l'architrave n'est présente que sur les contreforts, et manque sur les murs de la tour. Par une maladresse des bâtisseurs, l'archivolte de la fenêtre occidentale empiète légèrement sur la frise. Le deuxième niveau de la tour, ou autrement dit, son premier étage, est aveugle, conformément à l'usage. Il comporte seulement une petite niche du côté sud. Elle est dominée par un fronton en arc de cercle. Le deuxième entablement adopte une modénature plus élaboré, surtout en ce qui concerne la corniche. L'architrave est analogue à celle du premier entablement. La frise est décorée d'un nombre restreint de séries de rudentures, inspirées sans doute par les triglyphes de l'architecture antique. L'on relève trois éléments par mur, et un sur chacune des faces de chaque contrefort. Une fois de plus, l'architrave n'est présente que sur les contreforts, et le fronton de la petite niche se situe au niveau de l'architrave, ce qui constitue une autre maladresse. Le troisième niveau, ou autrement dit, le deuxième étage, est l'étage de beffroi. Chacune de ses faces est ajourée de deux très étroites baies en plein cintre géminées. Les arêtes de leurs piédroits sont moulurées, mais leurs archivoltes sont à arêtes vives. Elles reposent sur des impostes moulurées de la même manière que l'architrave du troisième entablement. Celui-ci est encore différent. L'architrave est ici conforme aux modèles de l'Antiquité, et passe tout autour. Sur les contreforts, elle repose sur des chapiteaux ioniques, qui, en raison de la minceur de leurs coussinets, sont presque méconnaissables. La frise est convexe, mais sinon nue. La corniche est fortement saillante. Des gargouilles très stylisées y sont intégrées à l'est et à l'ouest. La tour se termine par une plate-forme sans balustrade. La calotte en pierre qui remplace la flèche emportée par la foudre est de diamètre réduit, et placé en retrait.
La tourelle d'escalier octogonale n'est pas structurée de la même manière, et se continue encore d'un étage au-dessus de la plate-forme sommitale du clocher. Elle est accolée à la tour au sud, à gauche du contrefort de droite. Ses angles sont coupés, et traités à la manière de pilastres, mais ce n'est qu'en haut du troisième niveau (soit au milieu du deuxième niveau du clocher) qu'ils portent des chapiteaux ioniques, et que le niveau se termine par un entablement. Sinon, les niveaux de la tourelle sont séparées les uns des autres par des corniches qui comportent en haut un larmier. La toiture est en forme de calotte.

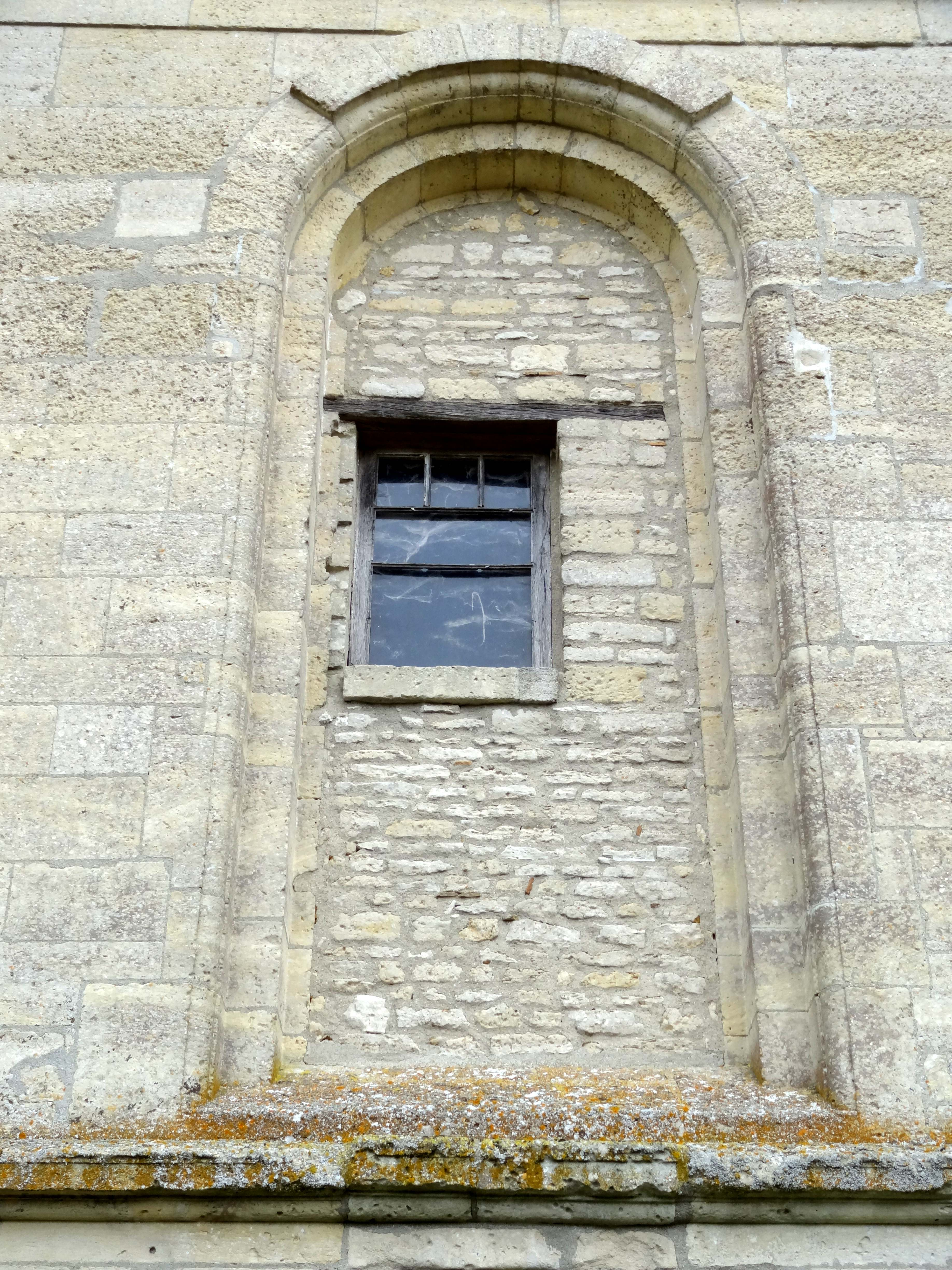
Base du clocher, baie occidentale.
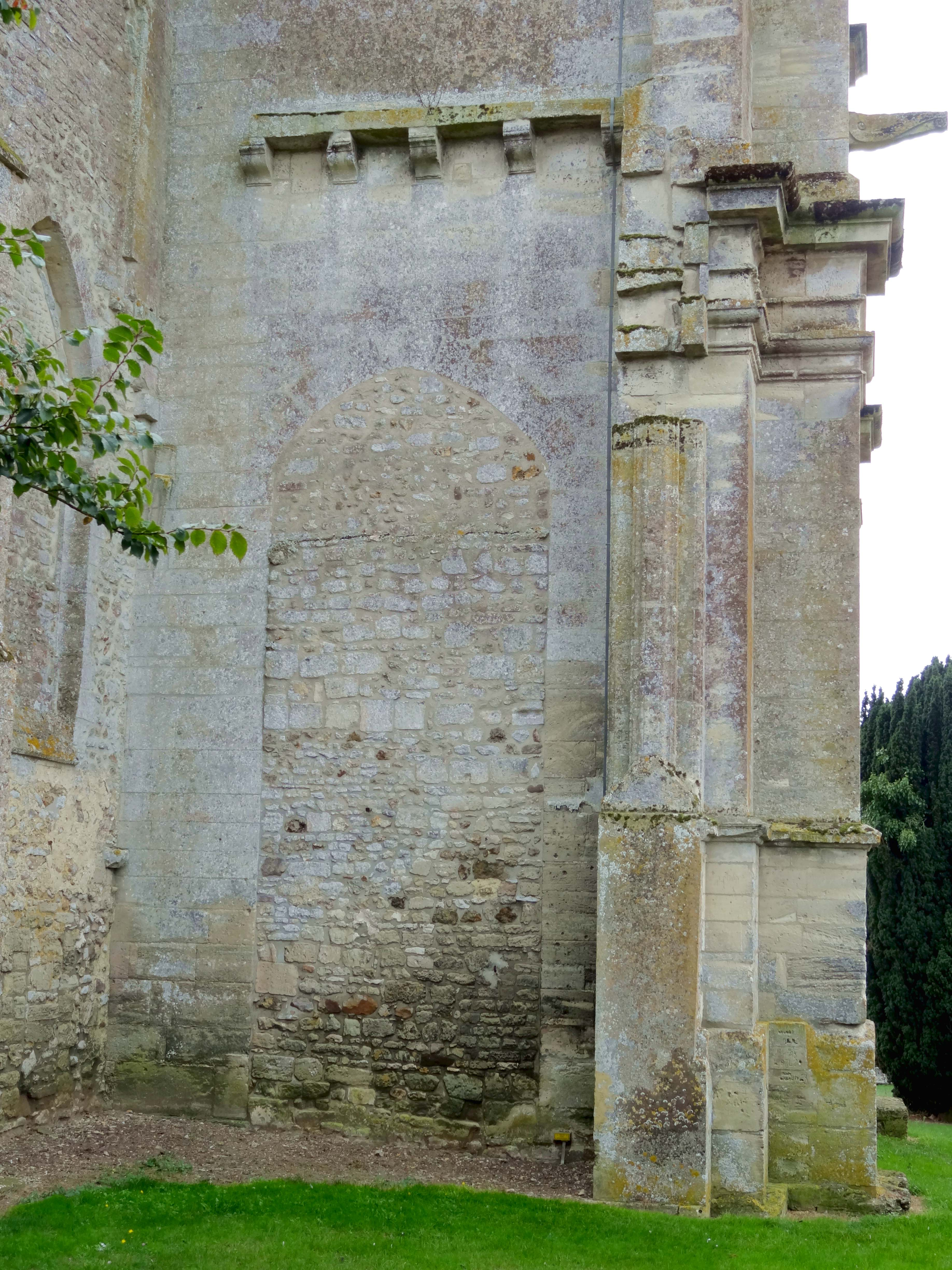
Base du clocher, côté nord.
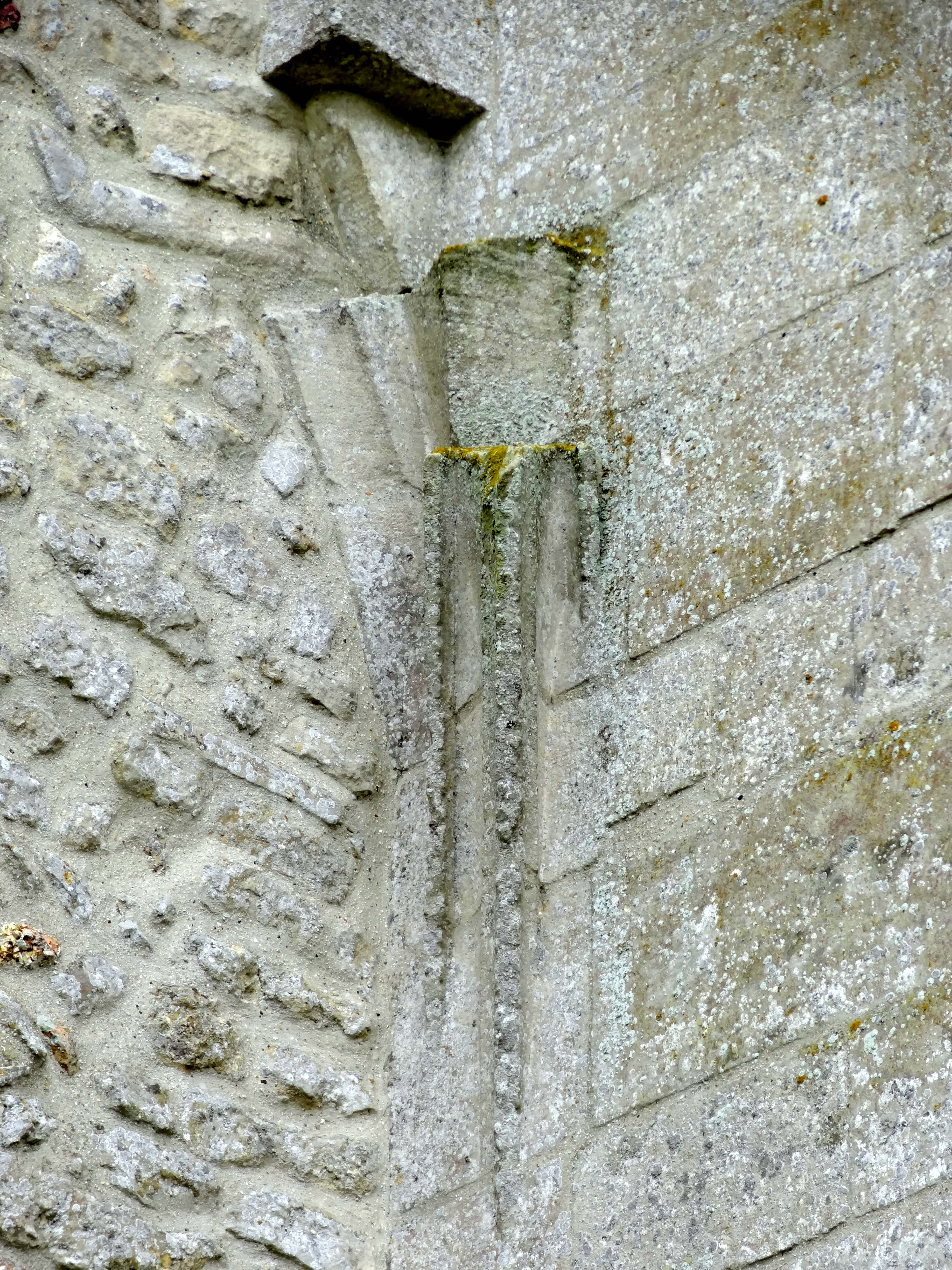
Départ d'ogive dans l'angle rentrant.
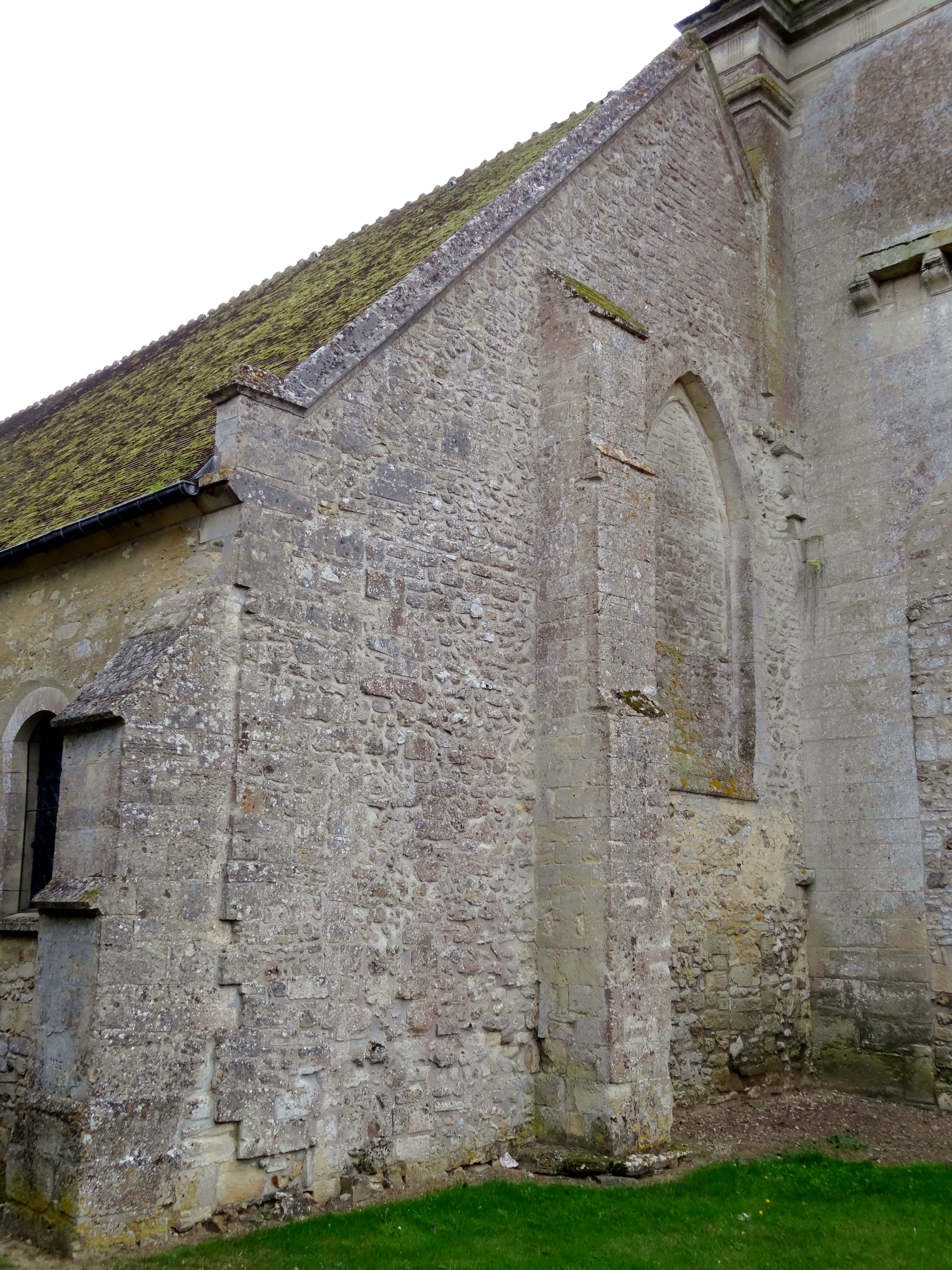
Mur occidental de la nef et du bas-côté.
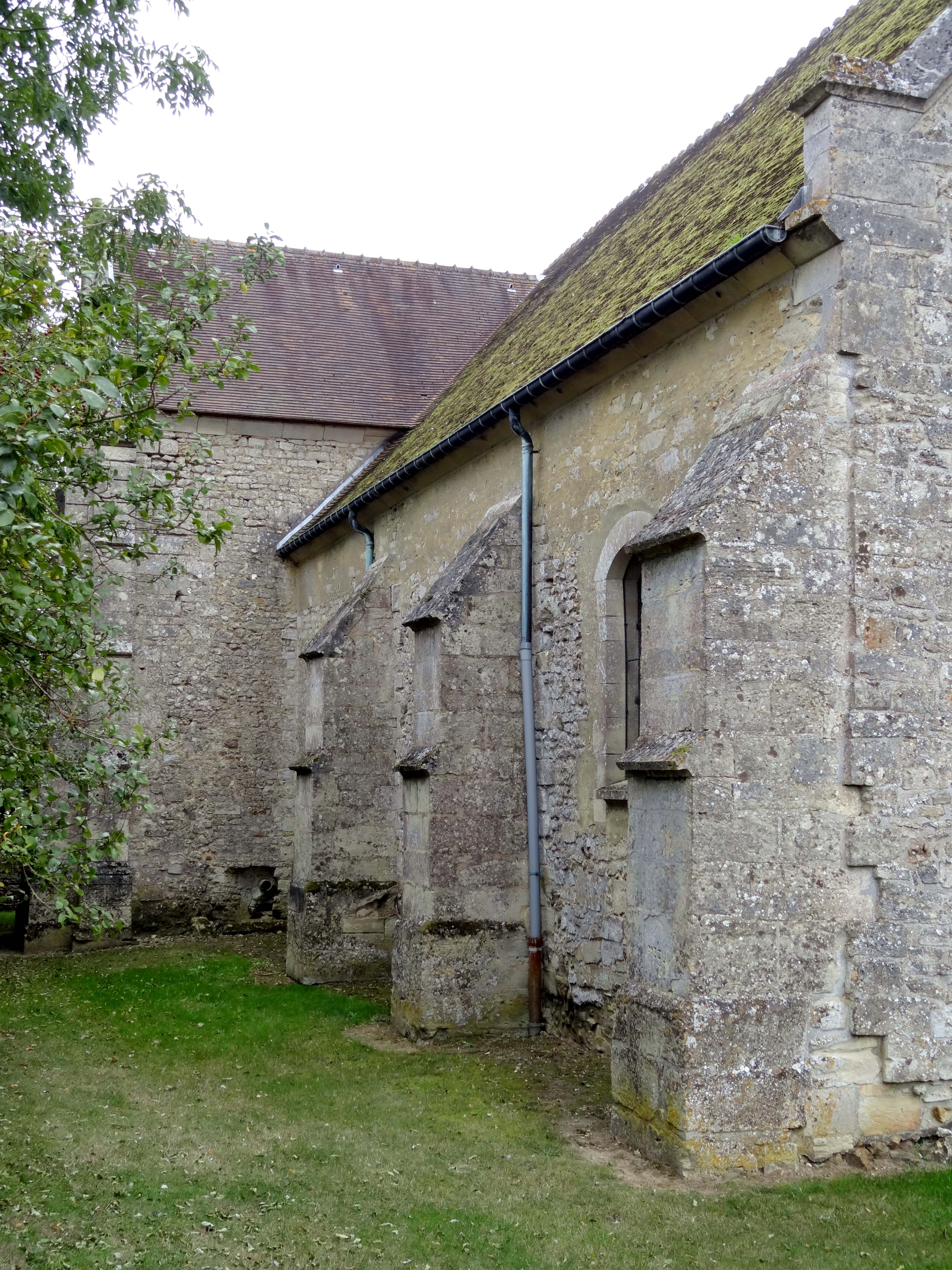
Bas-côté nord.
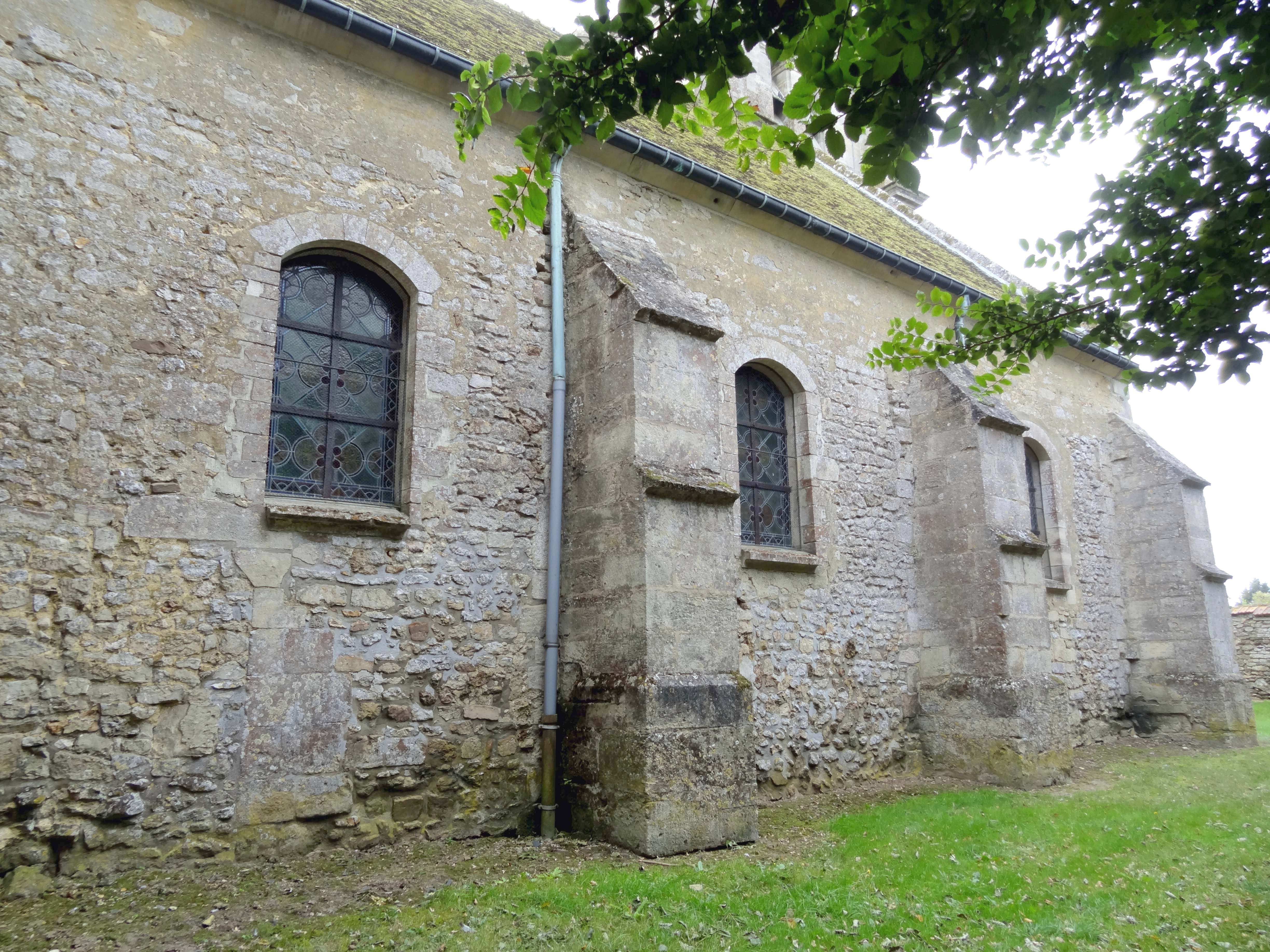
Bas-côté nord.

#### Élévations latérales et chevet

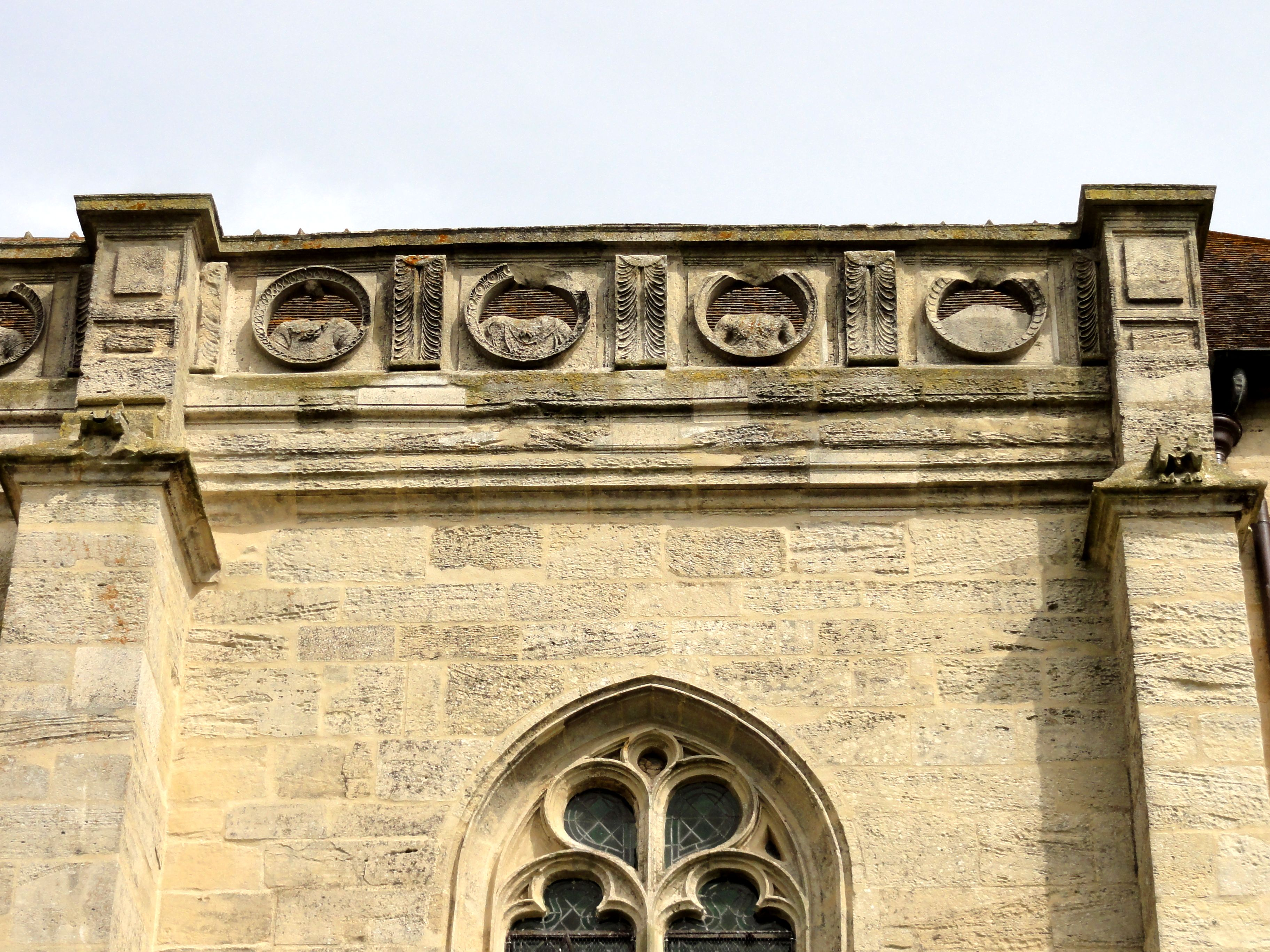
Balustrade du collatéral.

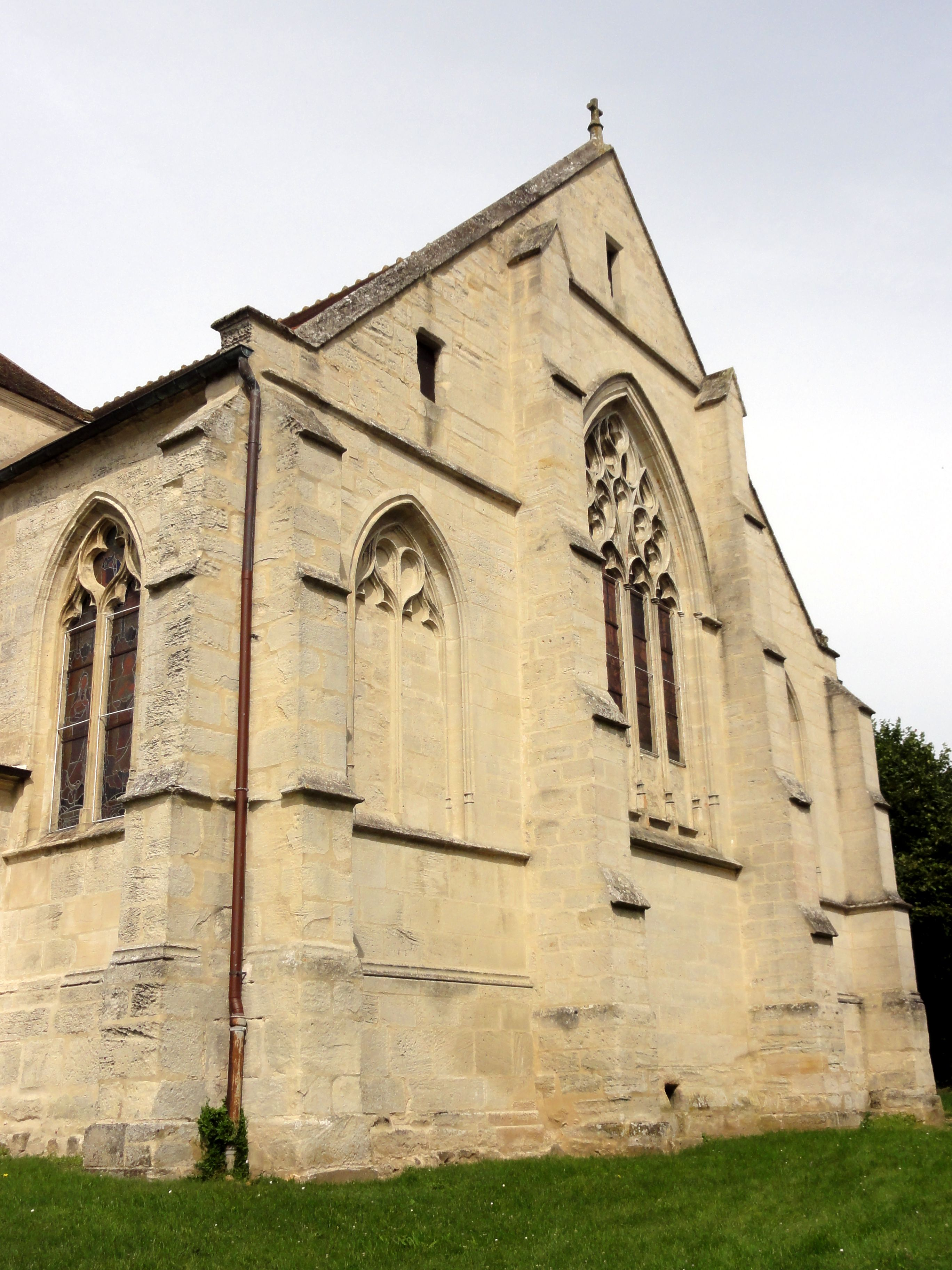
Chevet, vue depuis le sud-est.

Sur le mur du collatéral sud de la nef, la corniche, composée d'un large et de deux plus étroits bandeaux plats, et la balustrade Renaissance, sont destinées à faire harmoniser ce complexe de style flamboyant avec le portail Renaissance. La balustrade est pleine au-dessus du portail. Il s'agit ici, à vrai dire, d'un simple mur couronnée d'une tablette. Ensuite, l'on trouve trois segments au-dessus de la deuxième travée, et quatre segments au-dessus de la troisième travée. Ce nombre plus élevé s'explique par l'extension du portail au-delà de la première travée. La balustrade de la troisième travée est délimitée par des piliers positionnés sur les glacis sommitaux des contreforts. Chaque segment de la balustrade est sinon cantonné de deux consoles peu saillants revêtues de feuilles d'acanthe. Les principaux composants sont des médaillons circulaires sculptés d'un personnage en buste, dont les têtes ont été bûchées à la Révolution. Les intervalles entre les bordures des médaillons et les bustes sont découpés à jour. Ce type de balustrade apparaît pour la première fois dans le Vexin Normand sur la collégiale Notre-Dame des Andelys. En l'occurrence, elle est toutefois inspirée par la tour septentrionale de la collégiale de Gisors, réalisée une génération plus tôt. Selon Léon Palustre, Jean Grappin a dû faire appel à son sculpteur, Nicolas Coulle, pour confectionner la balustrade de Montjavoult, car il devait être aisé pour lui de reproduire ainsi un motif déjà familier,.
Le reste du collatéral date du second quart du XVIe siècle. Les murs sont scandés horizontalement par une plinthe moulurée après les premières assises, et par un larmier à la limite des allèges. Ces éléments sont également présents sur les collatéraux du chœur, mais la plinthe manque sur les murs des croisillons, où le mur se retraite au même niveau grâce à un fruit. Elle figure en revanche sur la sacristie. Les deux contreforts du collatéral sont scandés par le larmier déjà signalé, qui passe tout autour, et par un deuxième larmier analogue, à mi-hauteur des fenêtres. Un tel larmier marque également la fin des contreforts. Une autre forme de couronnement lui a peut-être cédé la place lors de la construction de la balustrade. Le deuxième contrefort, à l'intersection avec le croisillon sud, porte encore, en dessous du deuxième larmier, un larmier simple, tel qu'on en trouve sur l'autre contrefort du même croisillon. Celui-ci s'amortit par un glacis formant larmier. Tel devait être le contrefort de gauche avant la construction du collatéral. En jugeant uniquement d'après les contreforts, ce croisillon pourrait remonter jusqu'au second quart du XIIIe siècle. Le croisillon nord et les collatéraux du chœur possèdent par ailleurs des contreforts analogues, mais plus élevés, avec donc un larmier simple supplémentaire. La partie centrale du chevet est en revanche épaulé par deux contreforts légèrement différents, sans plinthes, et avec quatre ressauts amortis par des larmiers. Le premier se situe en dessous du niveau des allèges, et la baie centrale du chevet est du reste implantée plus haut que les autres. Les deux contreforts médians sont coiffés de chaperons en bâtière. Ils sont reliés l'un à l'autre par un larmier, et un larmier marque également la naissance du pignon sur le chevet des deux collatéraux. Le pignon commun aux trois vaisseaux, parfaitement homogène, est muni de deux acrotères, sur lequel reposent des chimères. Il s'agit là de l'unique décor sculpté  des deux campagnes de construction de la période flamboyante à l'extérieur de l'église. Les rampants sont protégés par des chaperons en « chapeau de gendarme ». Une croix toute simple tient lieu d'antéfixe.

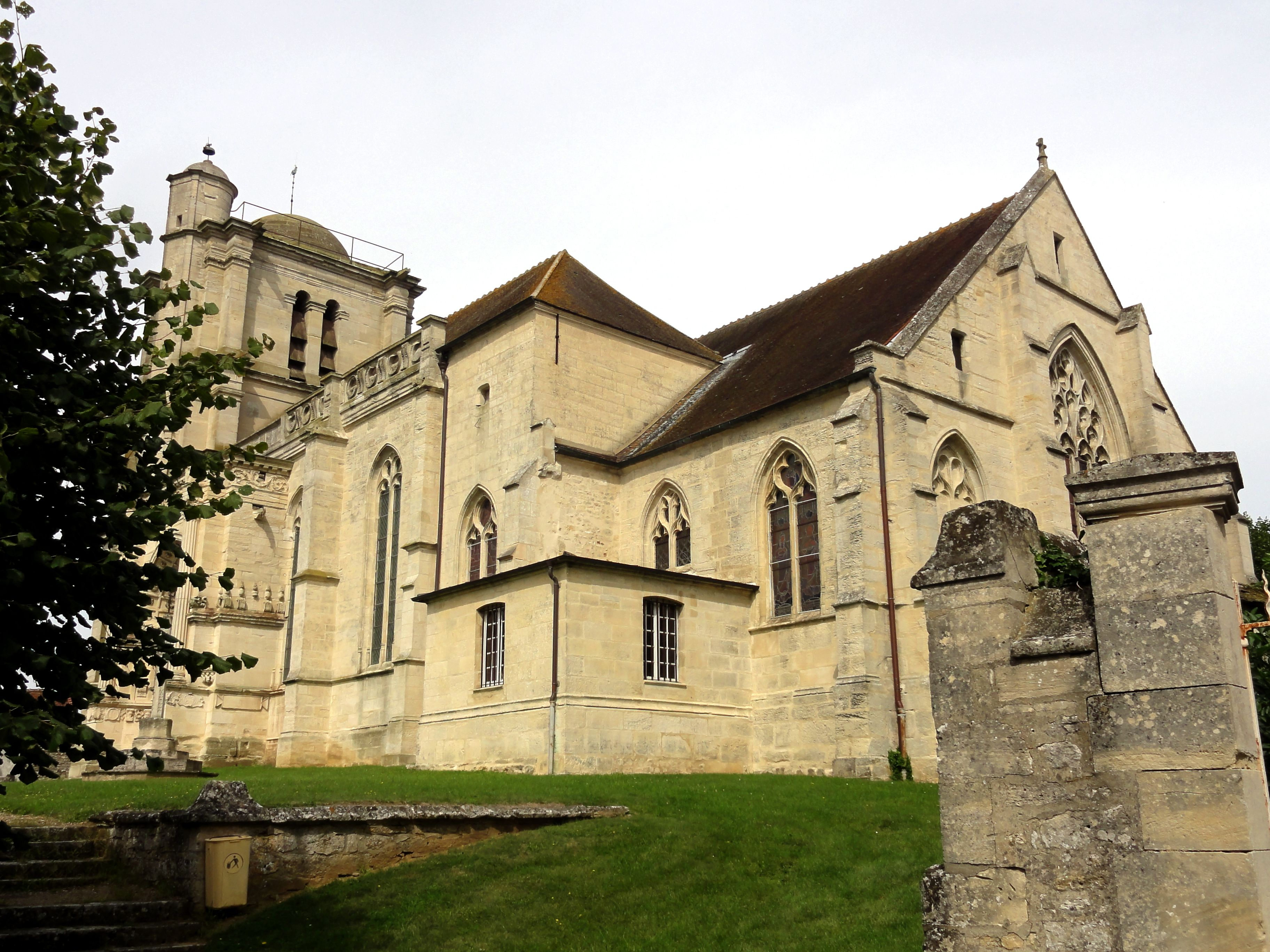
Vue générale depuis le sud-est.
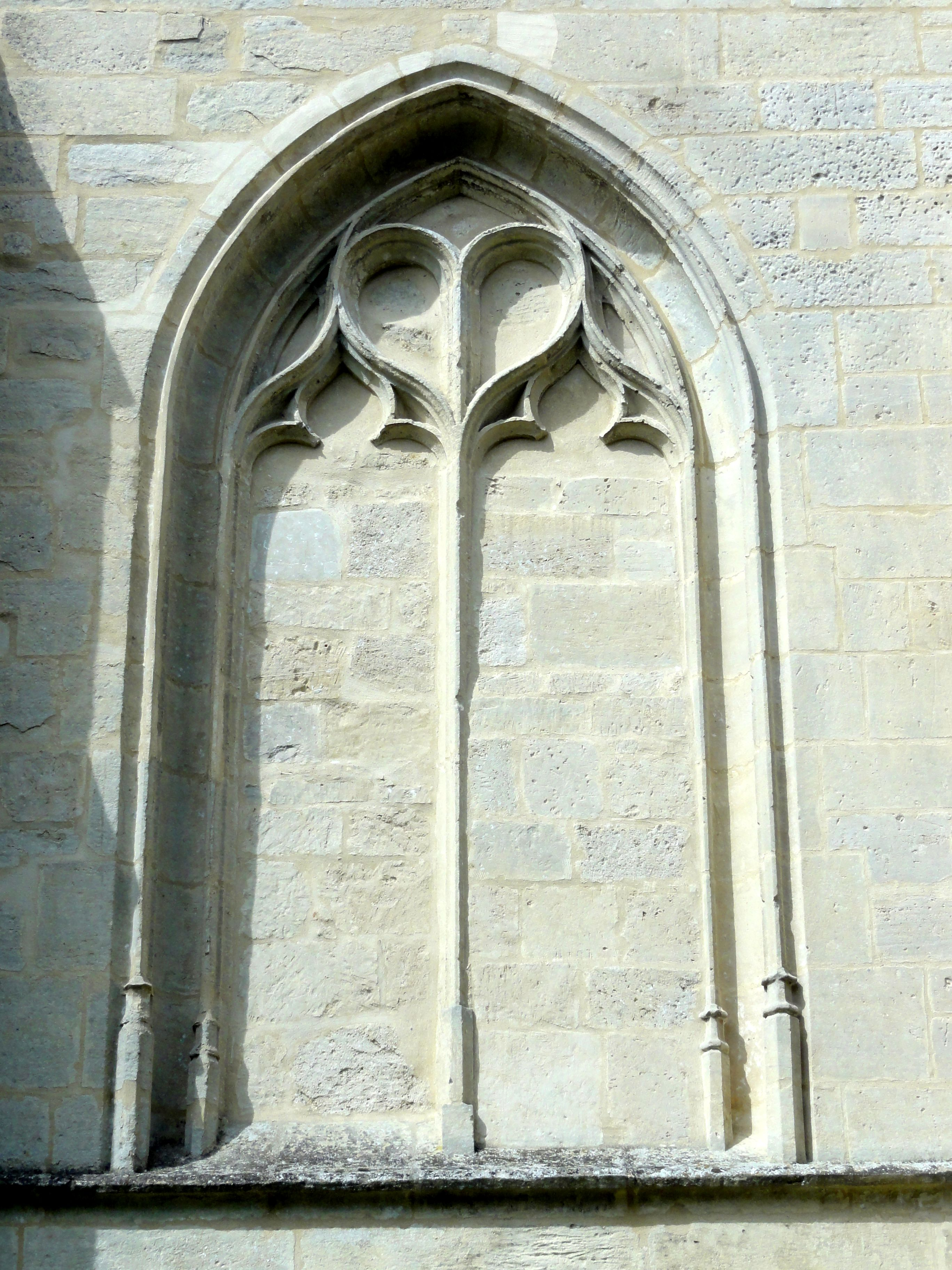
Chevet, fenêtre de gauche.
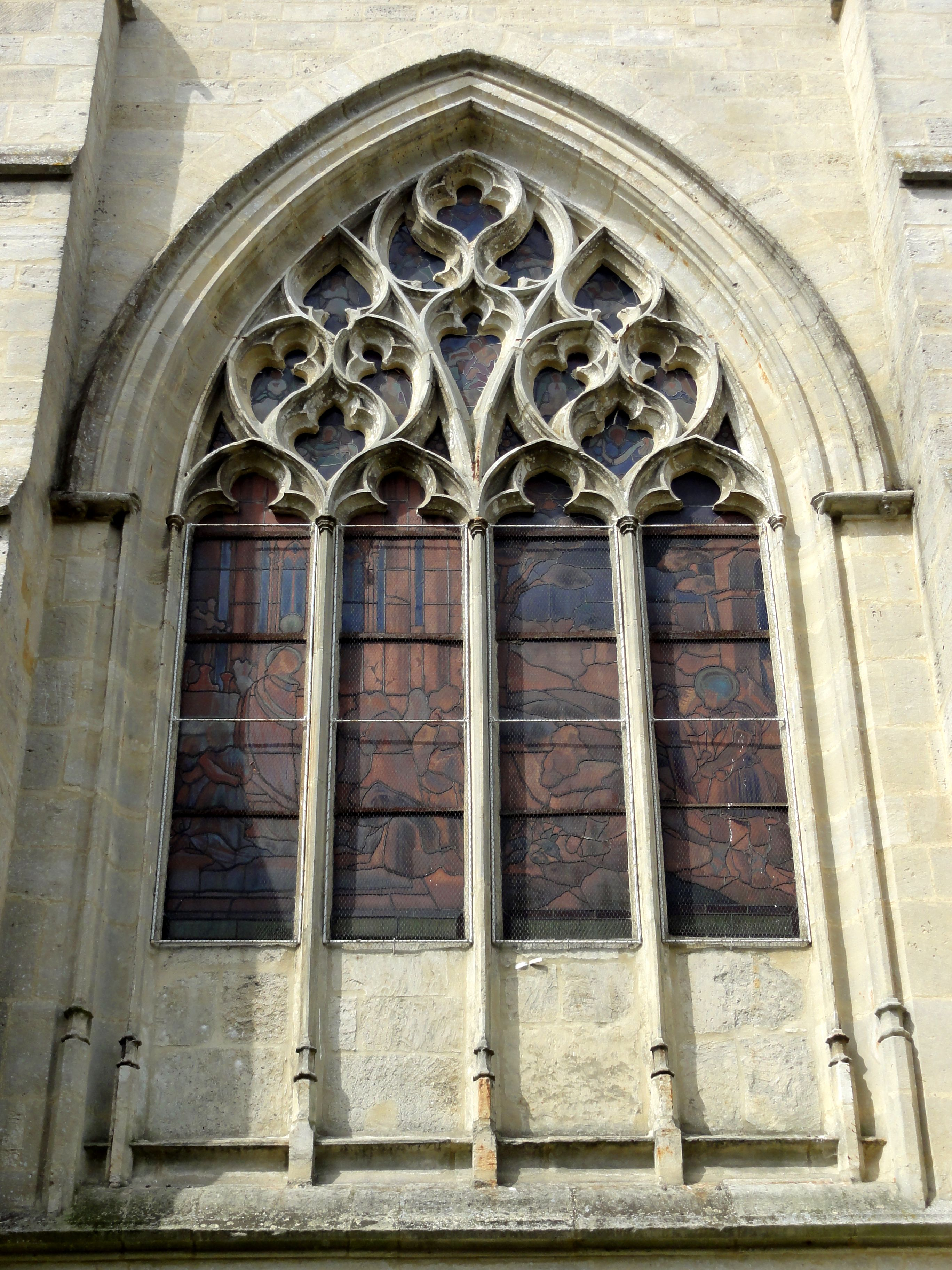
Chevet, fenêtre d'axe.
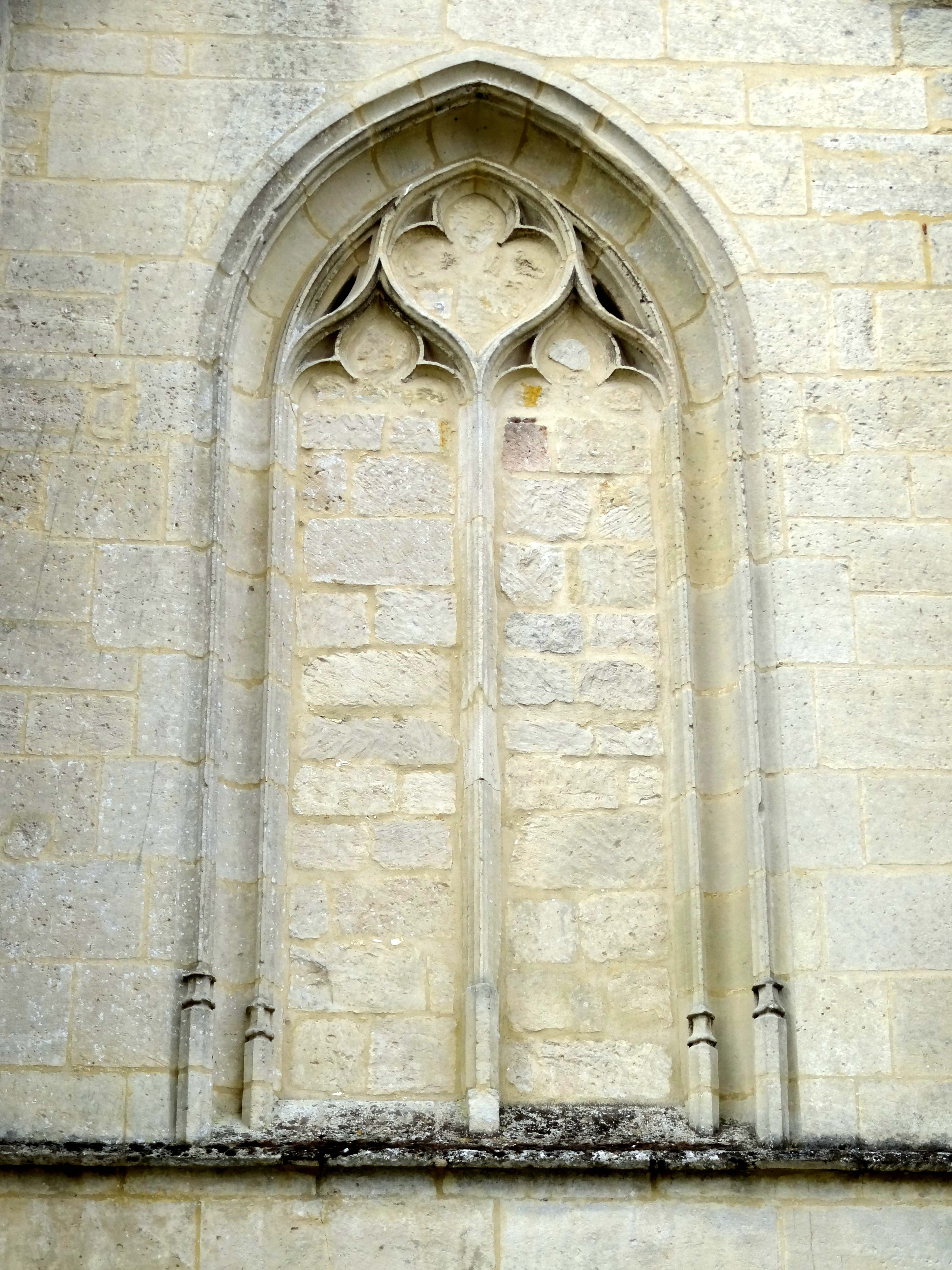
Chevet, fenêtre de droite.
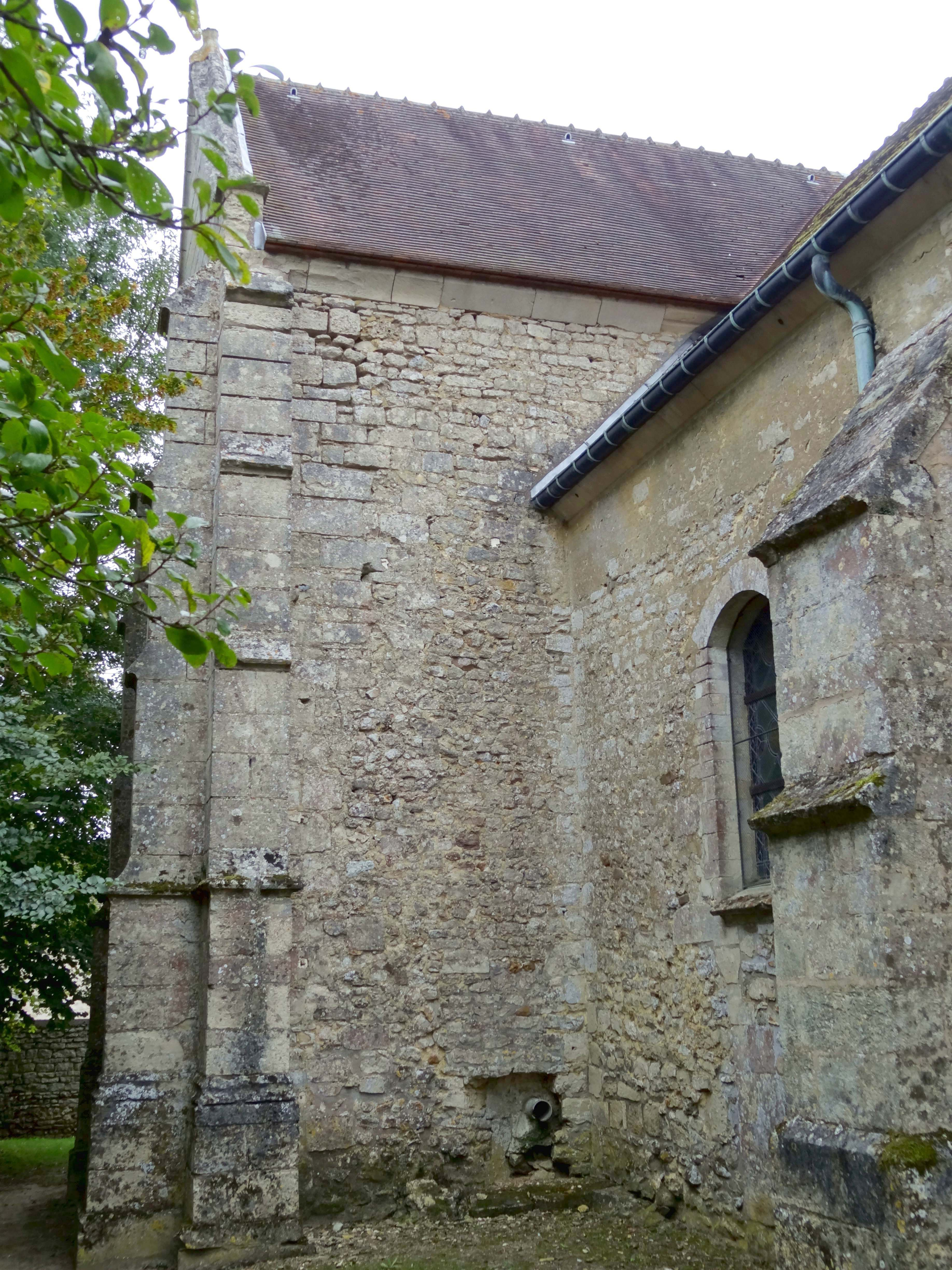
Croisillon nord, vue depuis l'ouest.
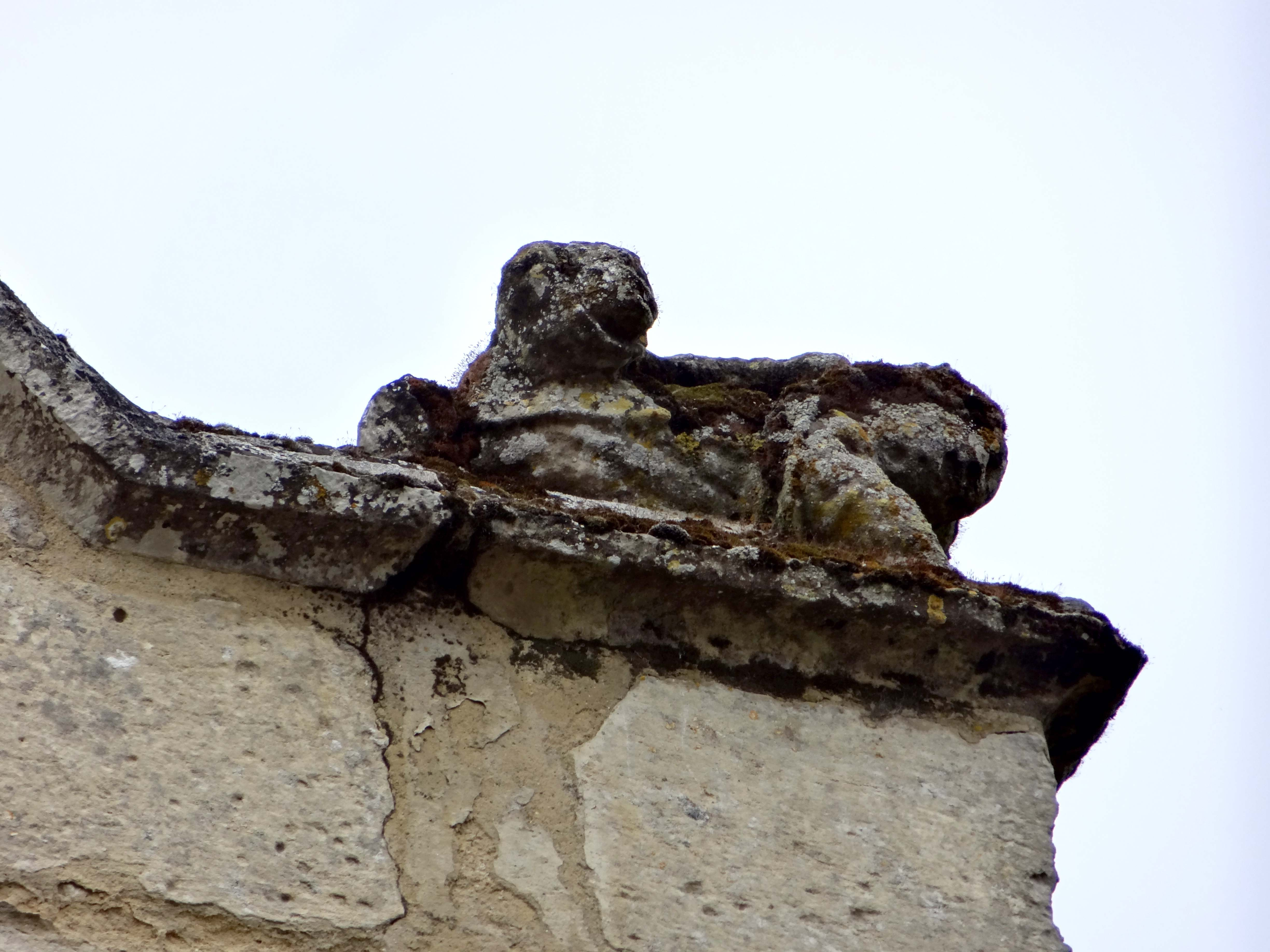
Chevet, chimère sur l'acrotère du pignon.

## Mobilier

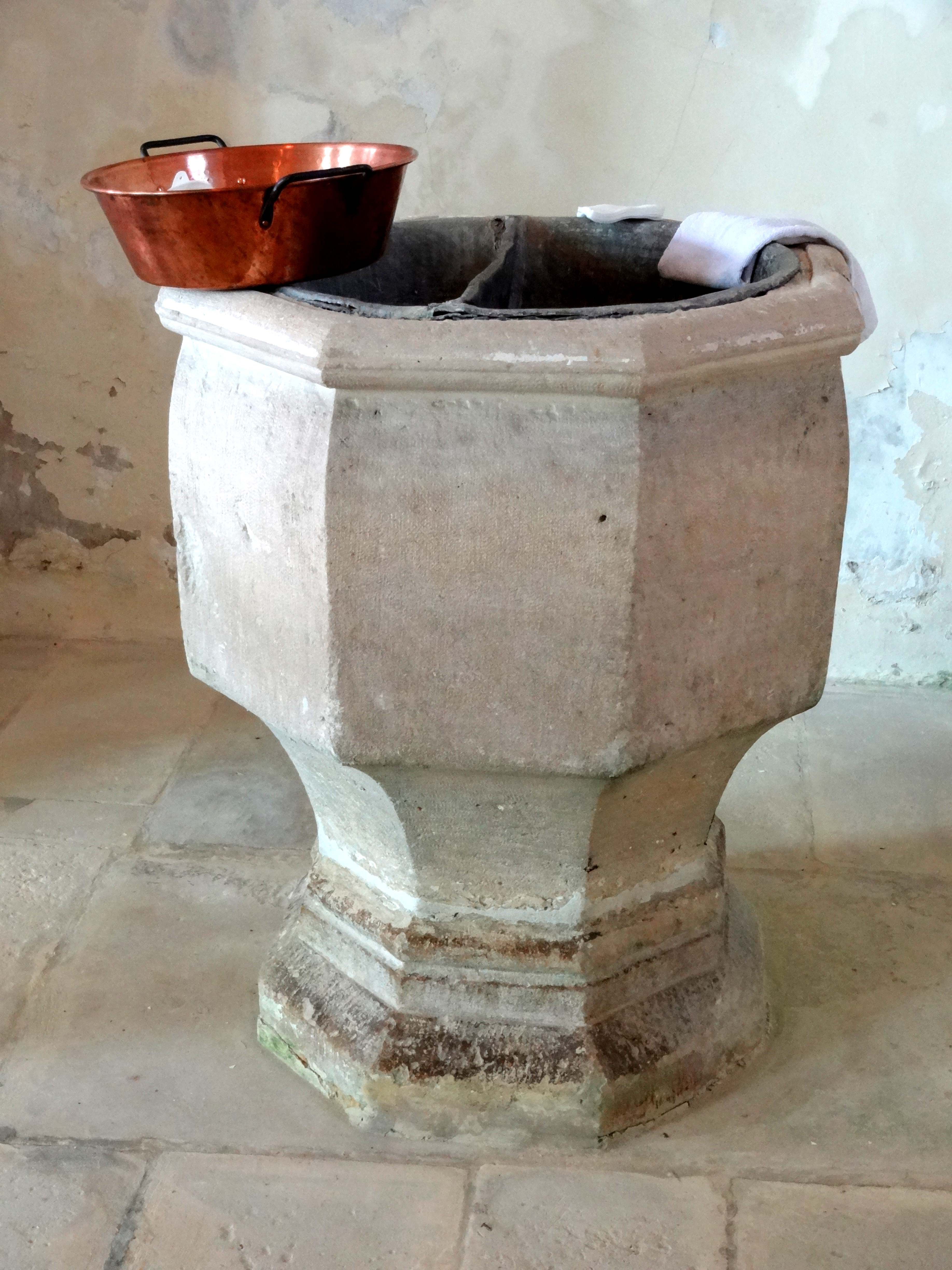
Fonts baptismaux.

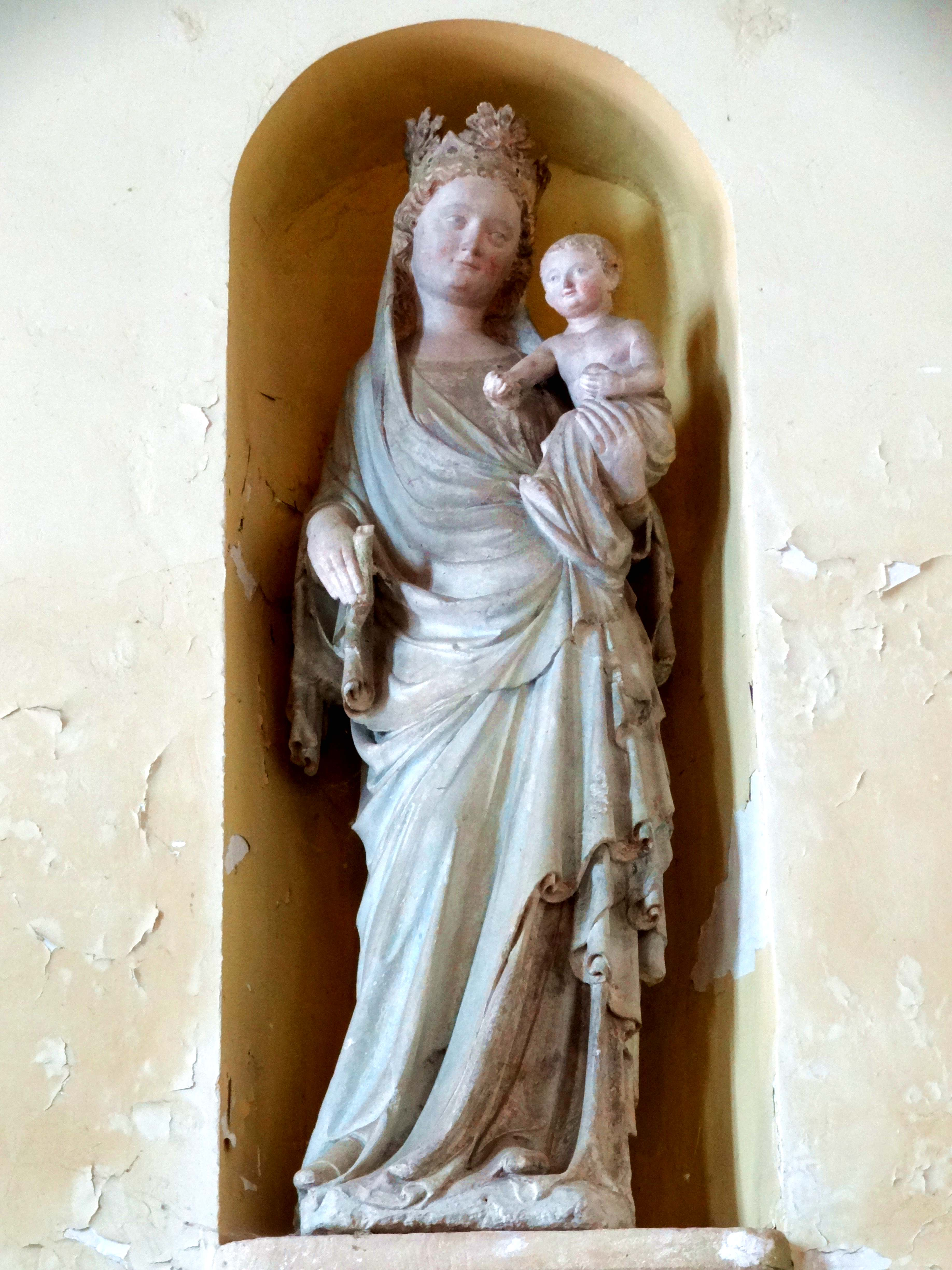
Vierge à l'Enfant XIVe.

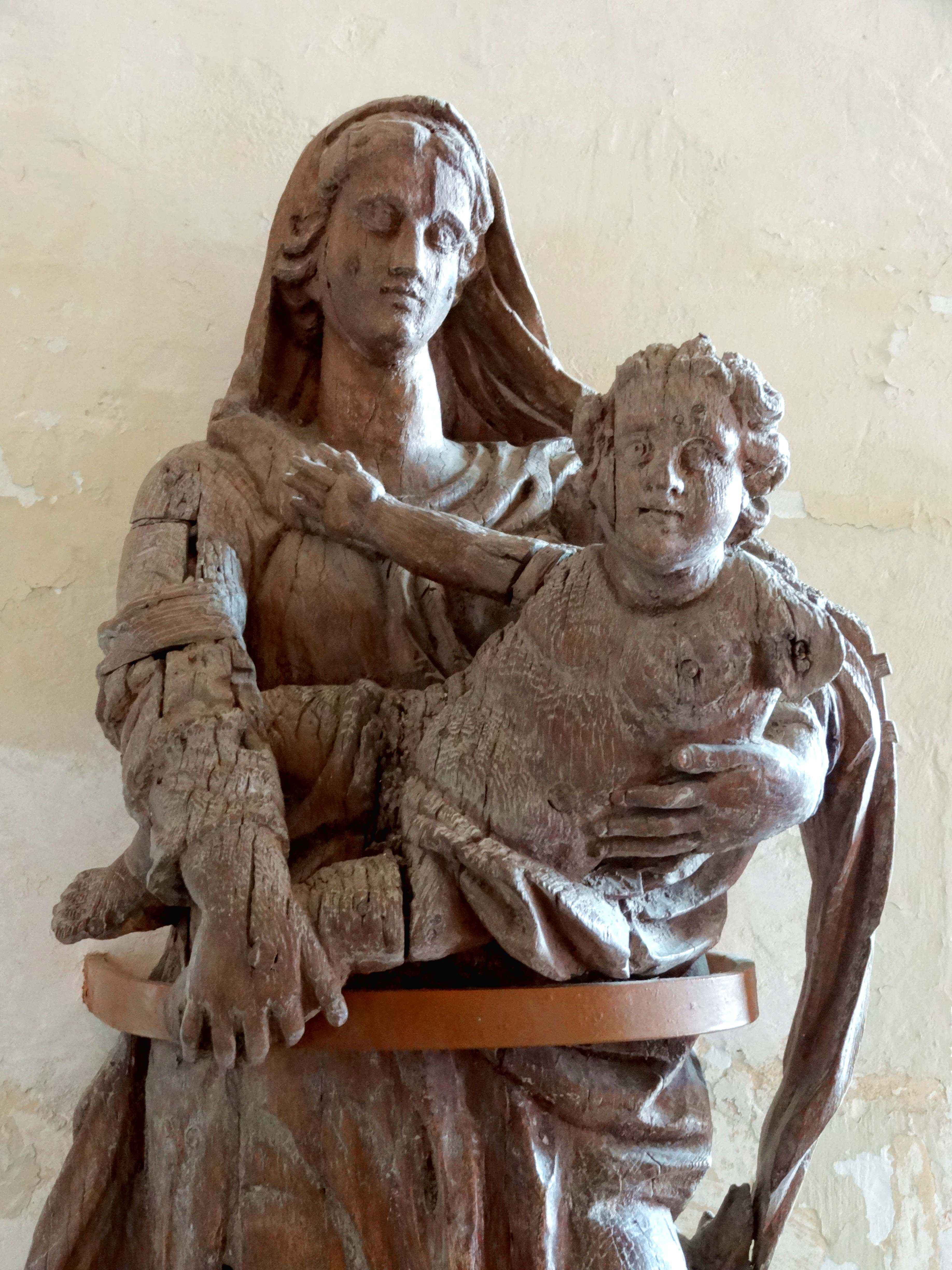
Vierge à l'Enfant XVIIe.

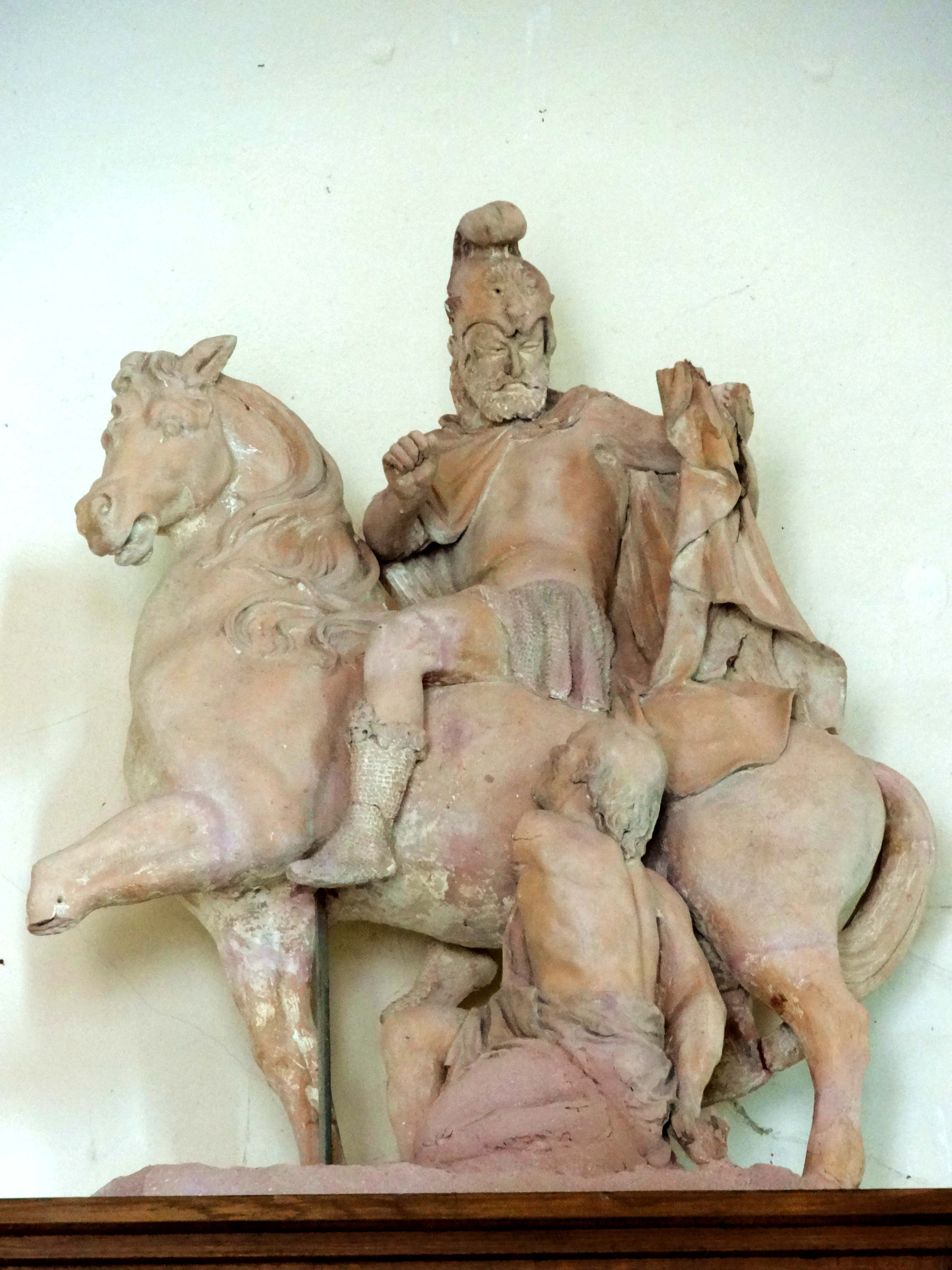
Charité de Saint-Martin.

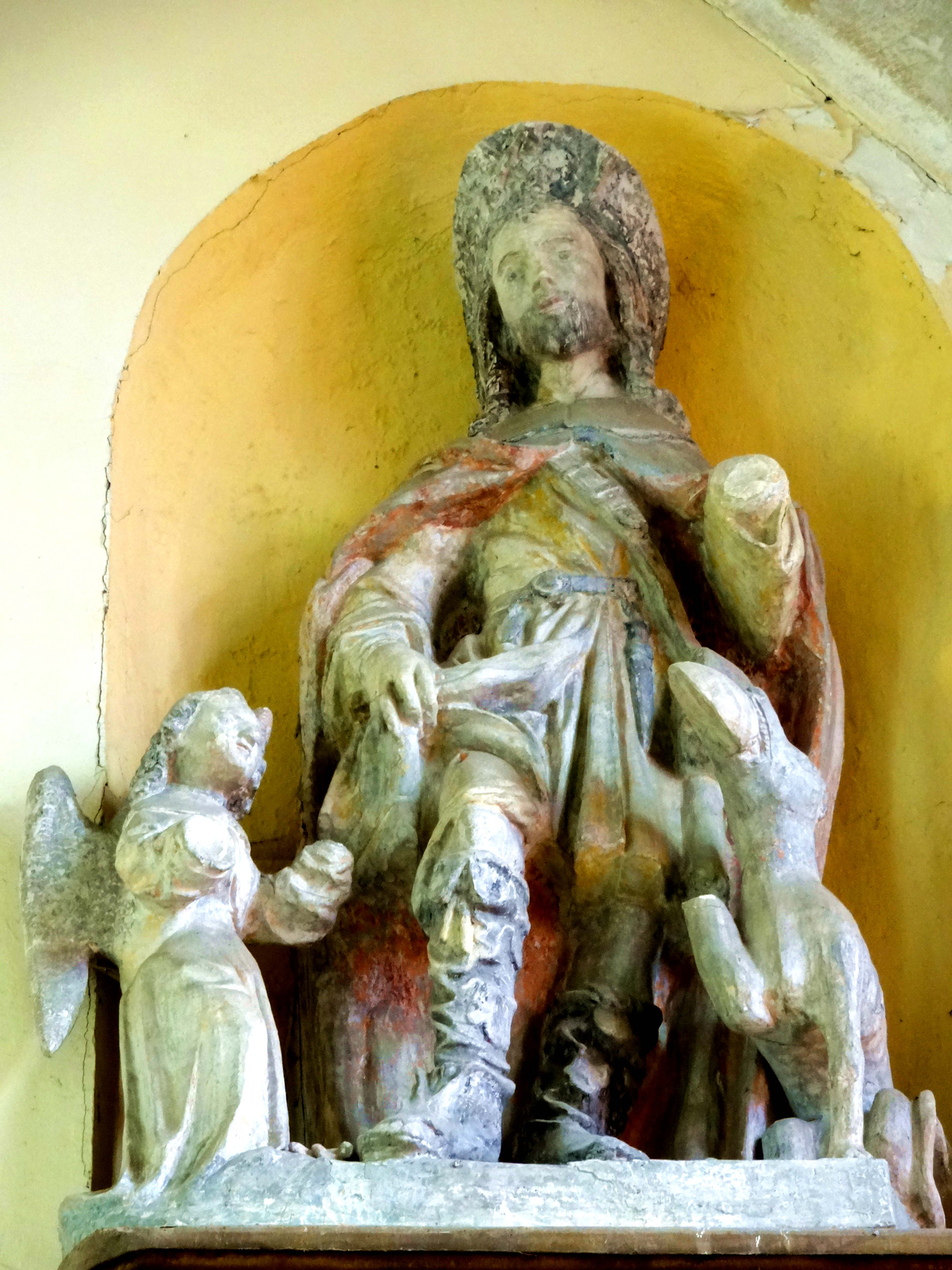
Groupe sculpté - saint Roch.

Parmi le mobilier de l'église, douze éléments ou ensembles sont inscrits ou classés monument historique au titre objet. Également inscrits au titre objet sont les peintures murales au chevet du bas-côté nord du chœur et un chapiteau à feuilles recourbées.

### Fonts baptismaux
Les fonts baptismaux, placés au début du bas-côté nord, sont en pierre calcaire taillée, et datent du début du XVe siècle. Leur intérêt réside surtout dans la date, car les éléments de mobilier et d'architecture de cette époque sont rarissimes dans la région. Le style est assez sec, et le décor sculpté est totalement absent, mais l'œuvre est bien proportionnée, et ne manque pas d'élégance. La cuve octogonale, et son pied et son socle également octogonaux sont taillés dans un même bloc. La cuve très profonde, mais d'un diamètre réduit, représente plus que la moitié de la hauteur de l'ensemble. Elle est légèrement galbée. Sa bordure largement débordante se compose d'un gros tore aplati, comme sur les bases des colonnettes, et d'un quart-de-rond en retour. Aucun élément de scansion ne délimite la cuve du pied, qui s'évase rapidement vers le bas. Il s'élargit de nouveau au nouveau du socle, qui accuse deux ressauts aux arêtes émoussées séparées par un méplat. L'inscription de ces fonts est intervenue en décembre 1984.

### Sculpture
- La statue de la Vierge à l'Enfant, placée dans une niche au milieu du mur occidental de la nef, est en pierre calcaire polychrome. Elle est sculptée en ronde-bosse, mais le revers est seulement ébauché. Elle mesure 188 cm de hauteur, et date de la seconde moitie du XIVe siècle. Sainte Marie prend une posture déhanchée. Son expression est fière et sereine. Elle incline légèrement la tête vers l'Enfant Jésus, qui est assis sur sa main droite. Coiffée d'une couronne à grands fleurons, la Mère porte un long voile formant manteau, devant lequel dépassent ses cheveux bouclés, et qui est ramené en tablier sous son bras gauche, dessinant ainsi des plis curvilignes. Plus bas, les plis à bec formés par sa robe, qui descend jusqu'aux pieds, sont également bien rendus. L'Enfant, torse nu, porte une pomme dans sa main droite, et tenait un autre objet, peut-être un oiseau, dans sa main gauche. Son regard reflète l'insouciance de l'enfance. La Vierge tient une tige cassée dans sa main droite ; il devait s'agir d'une fleur de lis. Cette sculpture particulièrement bien proportionnée, élégante, somme tout assez bien conservée et remarquable sous tous les aspects, est caractéristique de la production d'Île-de-France à son époque. Elle est classée depuis décembre 1908[33].
- La statue de la Vierge à l'Enfant fixée au premier pilier intermédiaire des grandes arcades du nord de la nef, est en bois sculpté en ronde-bosse (y compris le revers). Elle mesure 140 cm de hauteur, et date du XVIIe siècle. Elle proviendrait de l'une des niches du portail. Comme le démontrent sa surface érodée et ses nombreuses fentes, elle a en tout cas lourdement souffert d'un long séjour dehors. Sa silhouette est svelte. Le visage de la Mère est plein de grâce. Mais l'œuvre séduit surtout par son dynamisme. L'Enfant Jésus, qui a ici déjà la taille d'un garçon de deux ou de trois ans, montre un regard plein de curiosité, ouvert sur le monde, attitude soulignée par son bras droit largement ouvert (le bras gauche manque). Pour sûr, il sait déjà marcher. Sans doute pour le protéger d'un danger, la Vierge le soulève de ses deux bras, mais il bouge et tente de s'échapper, impatient d'aller à la rencontre d'une personne familière. Cette œuvre est inscrite depuis décembre 1984 seulement[34].
- Le groupe sculpté représentant la Charité de Saint-Martin, sur une console au-dessus de la première grande arcade au nord de la nef, est en terre cuite. Elle mesure 85 cm de hauteur pour 62 cm de largeur, et date du dernier quart du XVIIe siècle. La sculpture est de facture académique, avec des proportions réalistes et un vrai souci de rendre authentiquement l'accoutrement des soldats romains au IVe siècle (sans préjuger de la fidélité du résultat). On peut seulement s'étonner de l'expression rageuse du charitable donateur, comme s'il avait agi sur une impulsion, à l'encontre de ses convictions. Si le sujet est stéréotypé, les œuvres de la même facture sont peu représentées dans la région. La plupart des Charités de Saint-Martin dans les nombreuses églises dédiées à l'évêque de Tours sont en effet en pierre polychrome, et de facture populaire. Manquent le bras gauche du cheval et le bras gauche du mendiant, ainsi que l'épée de saint évêque. L'œuvre est classée depuis mai 2004 seulement[35].
- Le groupe sculpté représentant saint Roch, son chien et un ange, logé dans une niche au chevet du croisillon sud, est en pierre polychrome. Il mesure 145 cm de hauteur, les autres dimensions n'ont pas été prises, et date du XVIe siècle. À l'instar de la Charité de Saint-Martin, il s'agit d'un sujet stéréotypé, à l'iconographie tout à fait convenue. La particularité est ici le développement en largeur, et la place accordée au fidèle chien, qui apporte un petit pain à son maître atteint par la peste, et à l'ange, envoyé par Dieu pour soigner la plaie bubonique sur le genou droit du saint, que le pèlerin lui présente en relevant sa robe. Ce groupe sculpté raconte ainsi une histoire. Il est vrai que l'ange ne dépasse pas la taille d'un jeune enfant, mais bien souvent, le sujet est traité à la manière d'une statue, où l'ange et le chien sont réduits au rang d'attribut. La main gauche de saint Roch, les deux mains de l'ange et la patte antérieure droite du chien manquent ; pour le reste, l'état de conservation est correct. Cette œuvre intéressante est classée depuis janvier 1958[36].
- Un « chapiteau présentant des feuilles recourbées », sans autres précisions, et sans proposition de datation, est inscrit depuis décembre 1984. Aucun chapiteau déposé n'est pourtant exposé dans l'église. La notion de feuilles recourbées est en principe associée à la première période gothique. Elle vise une étape de l'évolution vers les crochets emblématiques du style gothique à son apogée. Ainsi, il ne peut s'agir ni des chapiteaux corinthiens du collatéral sud, ni des culs-de-lampe du transept. L'inscription date de décembre 1984[37].

### Peinture
- Le tableau représentant saint Pierre priant est peint à l'huile sur toile. Il mesure 81 cm de hauteur pour 60 cm de largeur, et date du XVIIIe siècle. Saint Pierre est représenté en buste et aux trois quarts de profil, barbu et le front dégarni, vêtu d'une blouse verte, les mains jointes, la tête levée vers le ciel. Cette œuvre non attribuée est classée depuis mars 1954, et a bénéficié d'une restauration en 2010[38].
- Le tableau représentant l'Ecce homo est également peint à l'huile sur toile. L'on manque de renseignements à son propos.
- Deux tableaux aux cadres cintrés sont intégrés dans les boiseries du XVIIe siècle au chevet du vaisseau central. L'un représente la conversion de saint Augustin ; l'autre la conversion de saint Norbert. Ils sont peints à l'huile sur toile, mesurent 160 cm de hauteur pour 100 cm de largeur, et datent du XVIIIe siècle. Saint Augustin est représenté assis sur une terrasse, se détournant du livre encore ouvert qu'il était en train d'étudier, les jambes étendues devant lui, le regard tourné vers le ciel, où, pourtant, aucun phénomène surnaturel se produit. À l'arrière-plan, deux balustrades en fer forgé délimitent la terrasse d'un décor paysager, où l'on voit un personnage de dos en train de s'en aller. Saint Norbert est représenté par terre, tombé de sa monture, un cheval blanc, qui s'agite à l'arrière-plan. Le saint est enveloppé d'une couverture rouge écarlate, qui contraste vivement avec les teintes marron du reste du tableau, exception faite du cheval. Derrière lui, on aperçoit deux personnages, dont l'un est un peu loin et seulement ébauché, et dont l'autre semble s'intéresser à saint Norbert. Au moment de leur inscription en janvier 2010, les toiles étaient en mauvais état, et s'étaient désolidarisées de leurs châssis[39]. Entretemps, la municipalité y a remédié par une restauration.
- Les restes de peintures murales disséminées dans l'église, dont une figure en trompe-l'œil dont la localisation reste à clarifier, et un décor architecturé suggérant un retable au chevet du collatéral nord du chœur, ne sont pas datés, et même la technique de peinture n'est pas précisée. Au chevet du collatéral nord, les peintures sont monochromes, en ocre, sauf pour les minces traits qui délimitent les formes. Sans effets d'ombre et de perspective, il ne peut ici pas être question de trompe-l'œil. De part et d'autre du retable, on voit, de l'intérieur vers l'extérieur, quatre volutes en S enchevêtrées, un pilastre cannelé dont le chapiteau n'est symbolisé que par les contours, qui correspondent à l'ordre corinthien, un entrelacs simple et un piédroit plein. Derrière le fronton du retable, on trouve un entablement, qui dépasse à gauche et à droite. Au centre, l'entablement est peint sur le mur qui bouche la fenêtre. Sa frise affiche des rinceaux. De part et d'autre de l'ancienne fenêtre, le motif de la frise est deux branches de palme nouées ensemble. Ici, le couronnement est formé par un pot-à-feu. Au centre, le décor se prolonge vers le haut par une attique cintrée. Elle est cantonnée de deux ailerons verticaux et affiche un tableau représentant la colombe du Saint-Esprit ainsi que deux pilastres ou colonnettes. Le fronton est sommé d'un crucifix, et chacun des acrotères porte un pot-à-feu. Cette peinture est presque effacée à gauche de l'ancienne fenêtre[40].

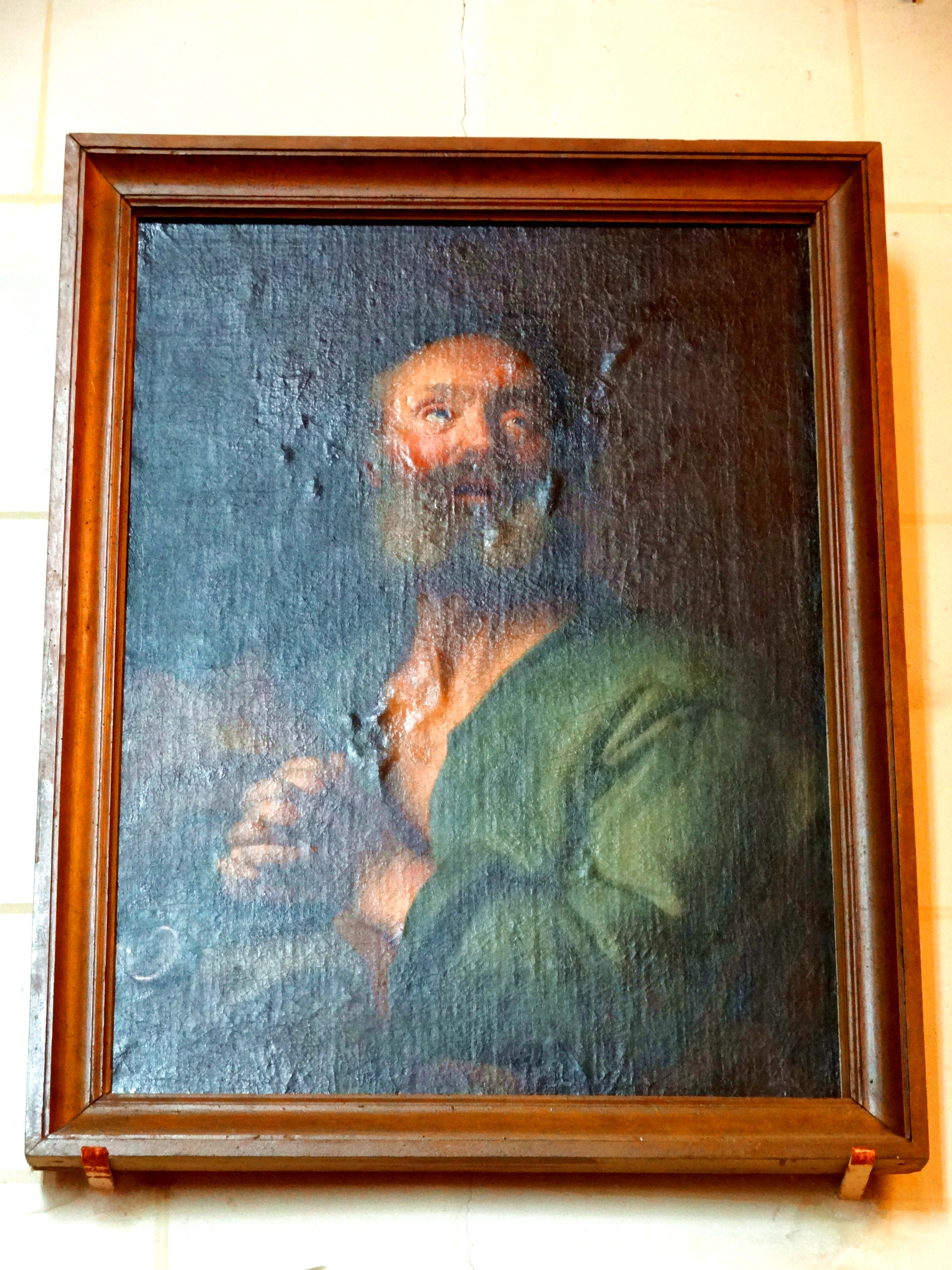
Saint Pierre méditant.
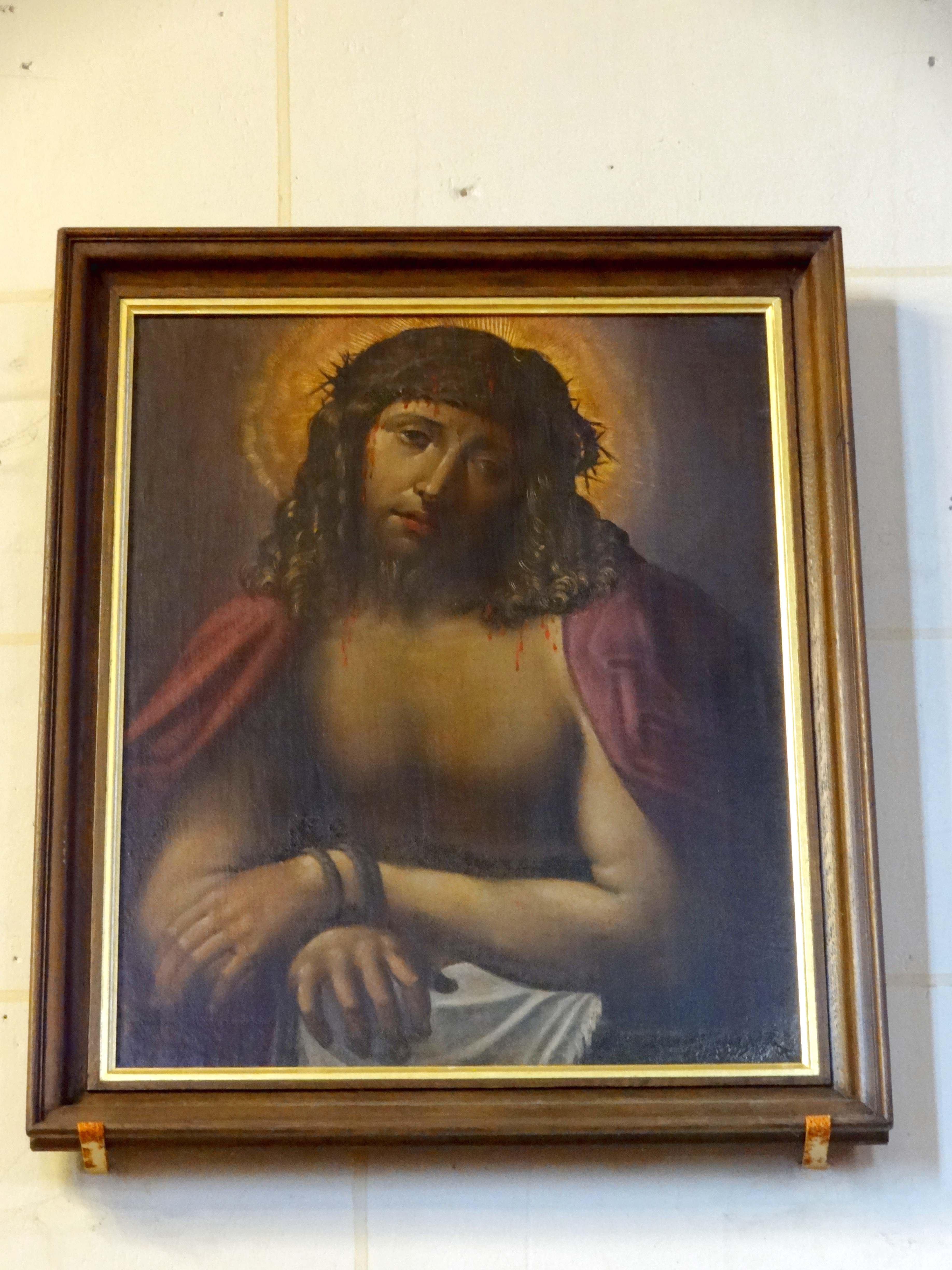
Ecce homo.
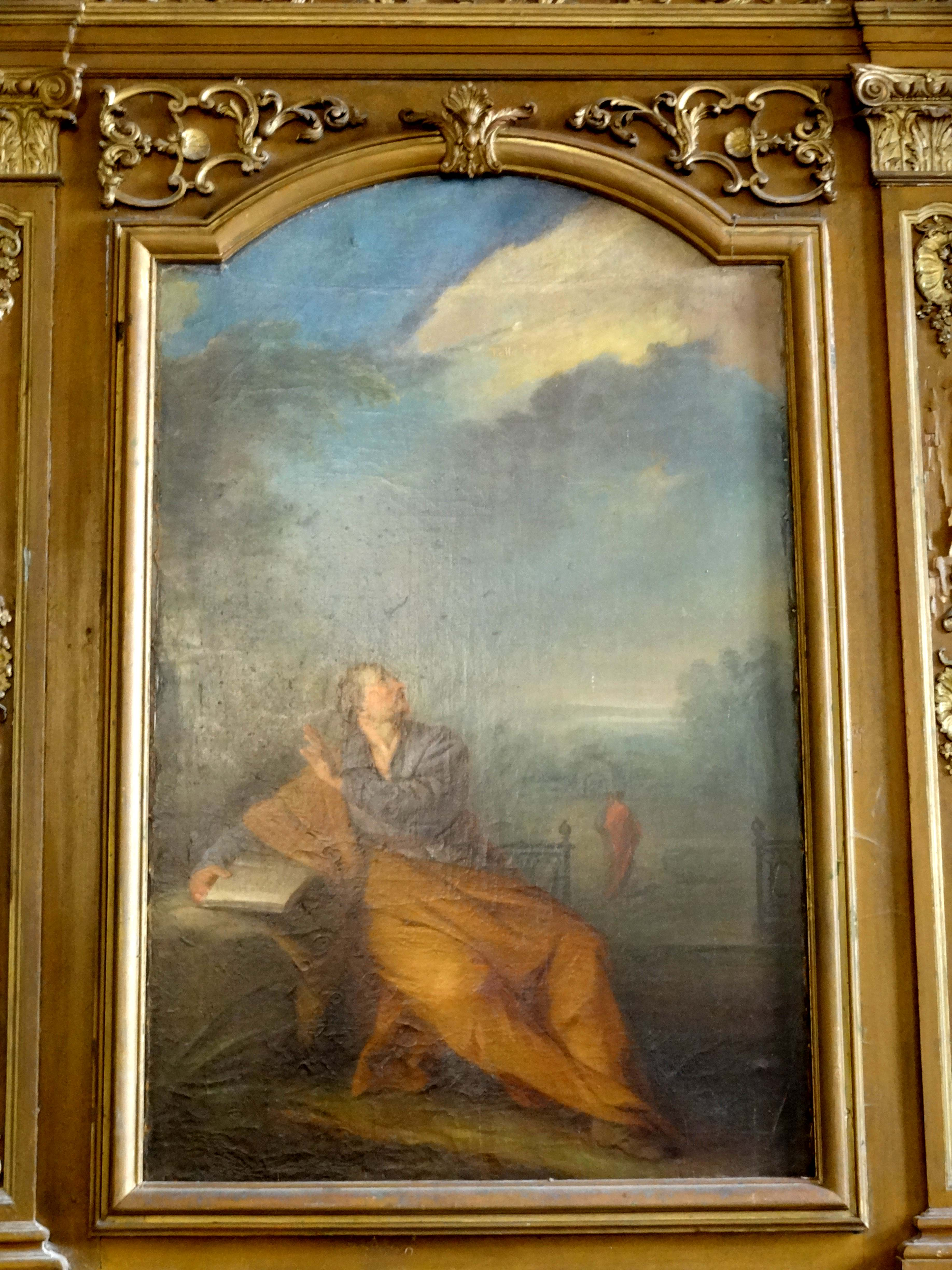
La conversion de saint Augustin.
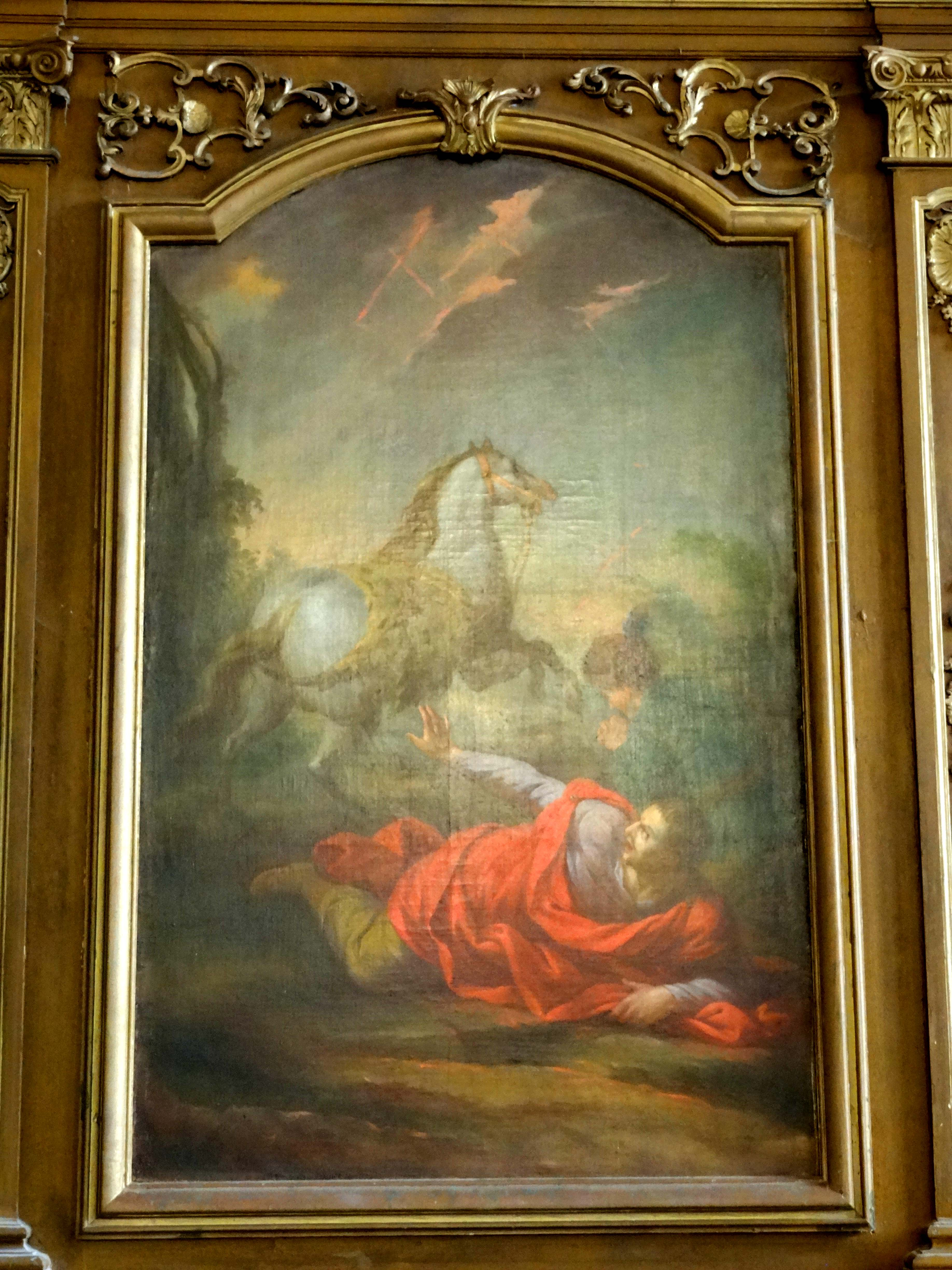
La conversion de saint Norbert.
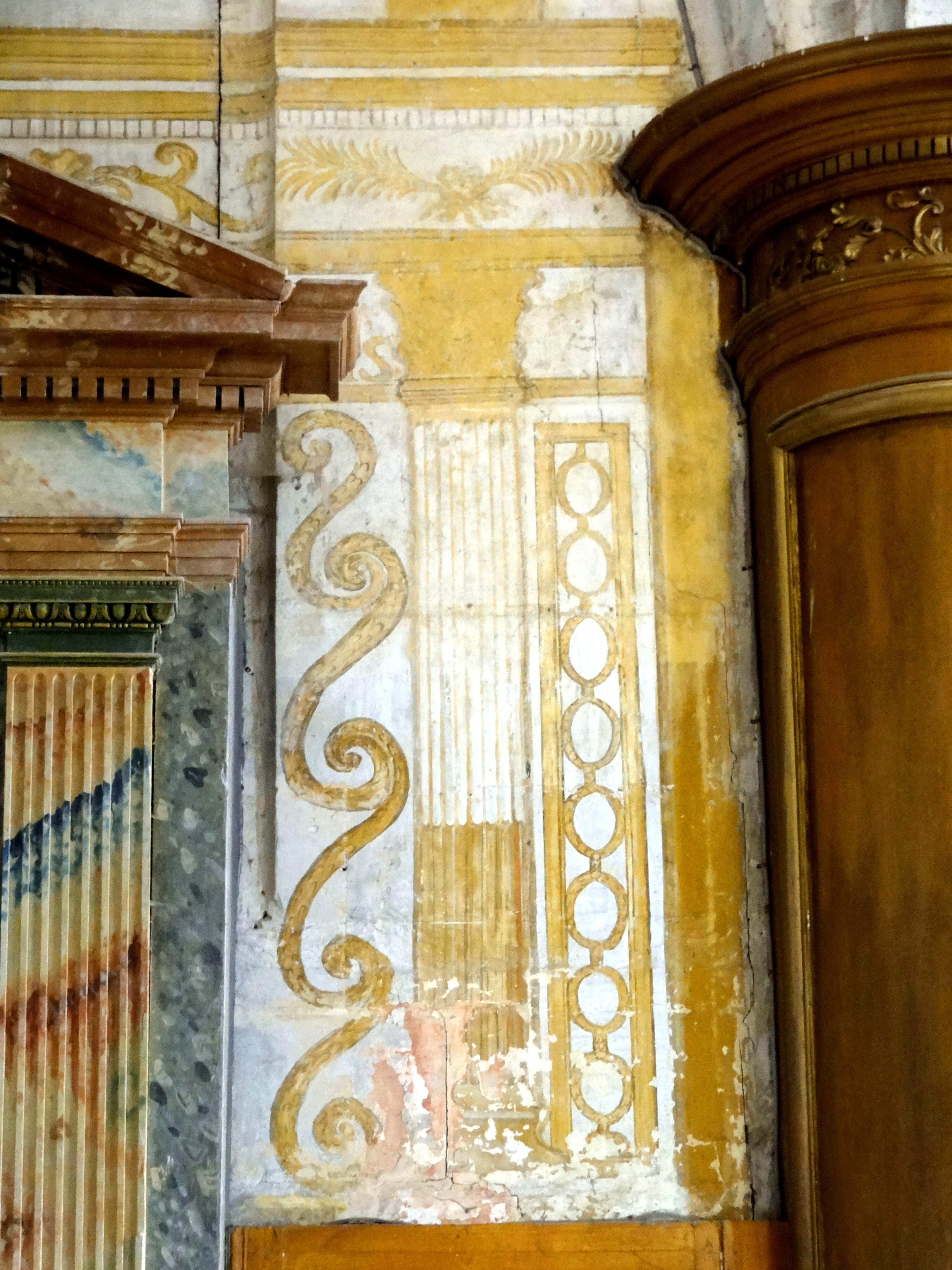
Collatéral nord, peintures murales au chevet.
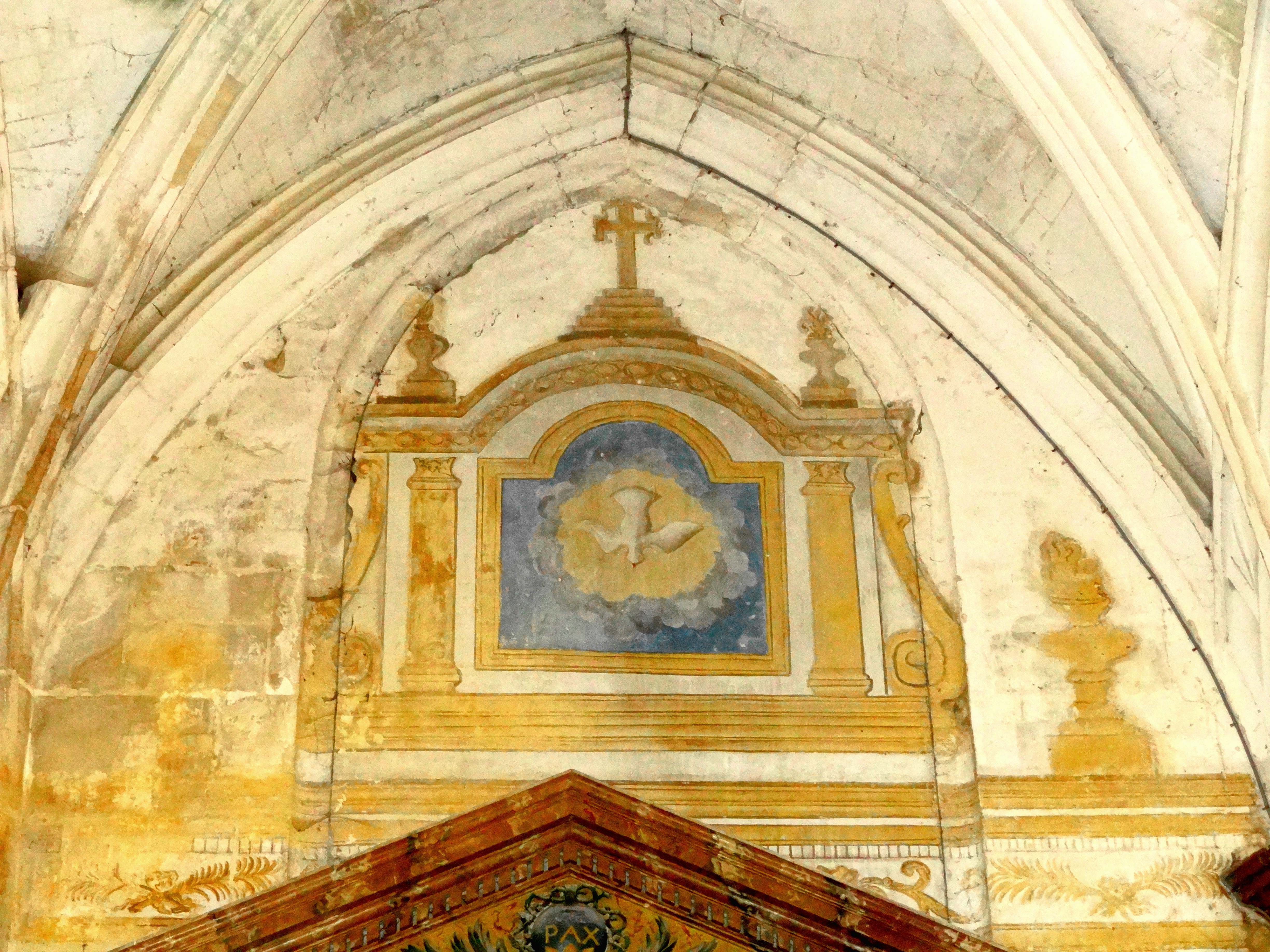
Collatéral nord, peintures murales au chevet.

### Mobilier liturgique

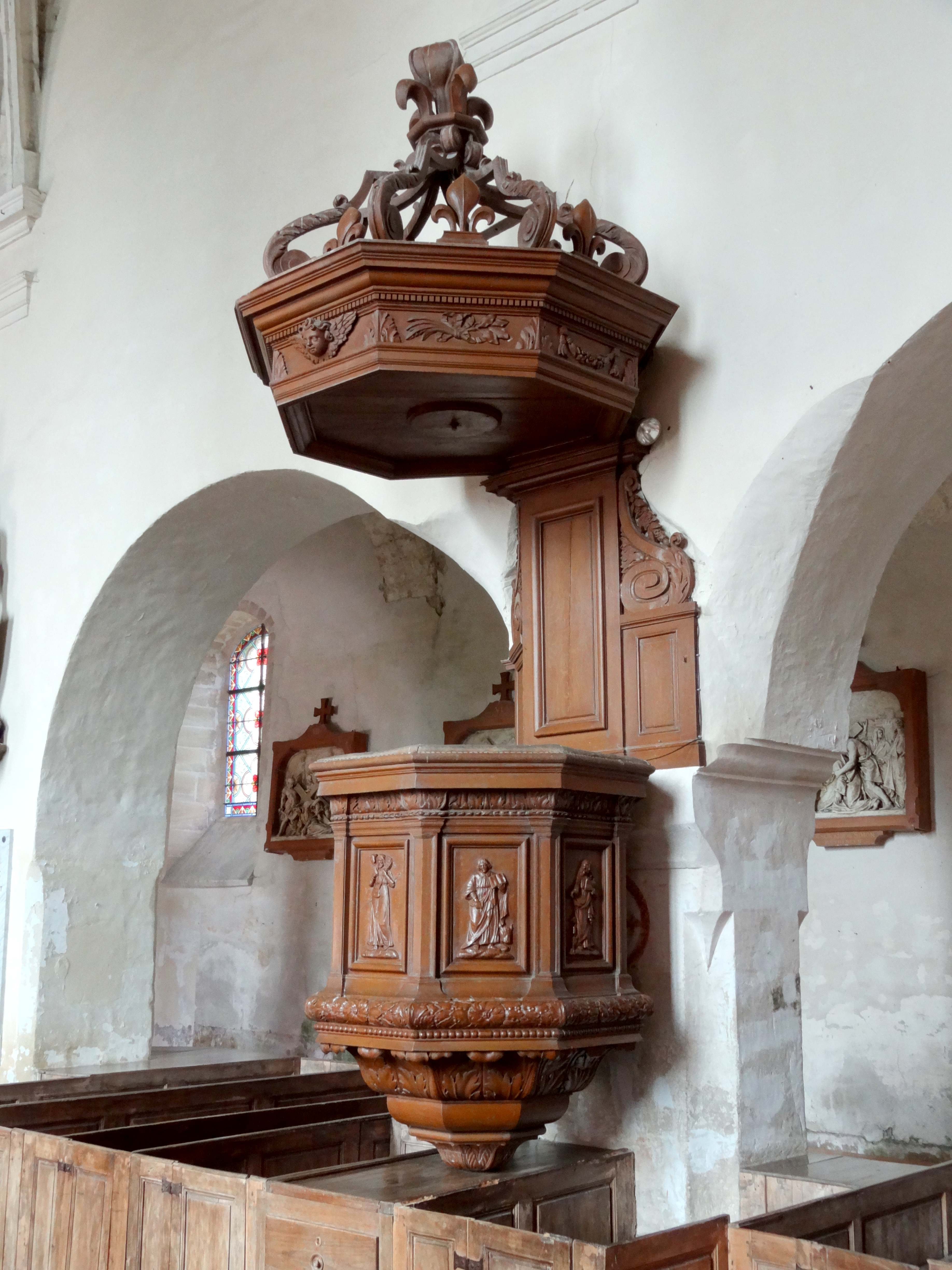
Chaire à prêcher.

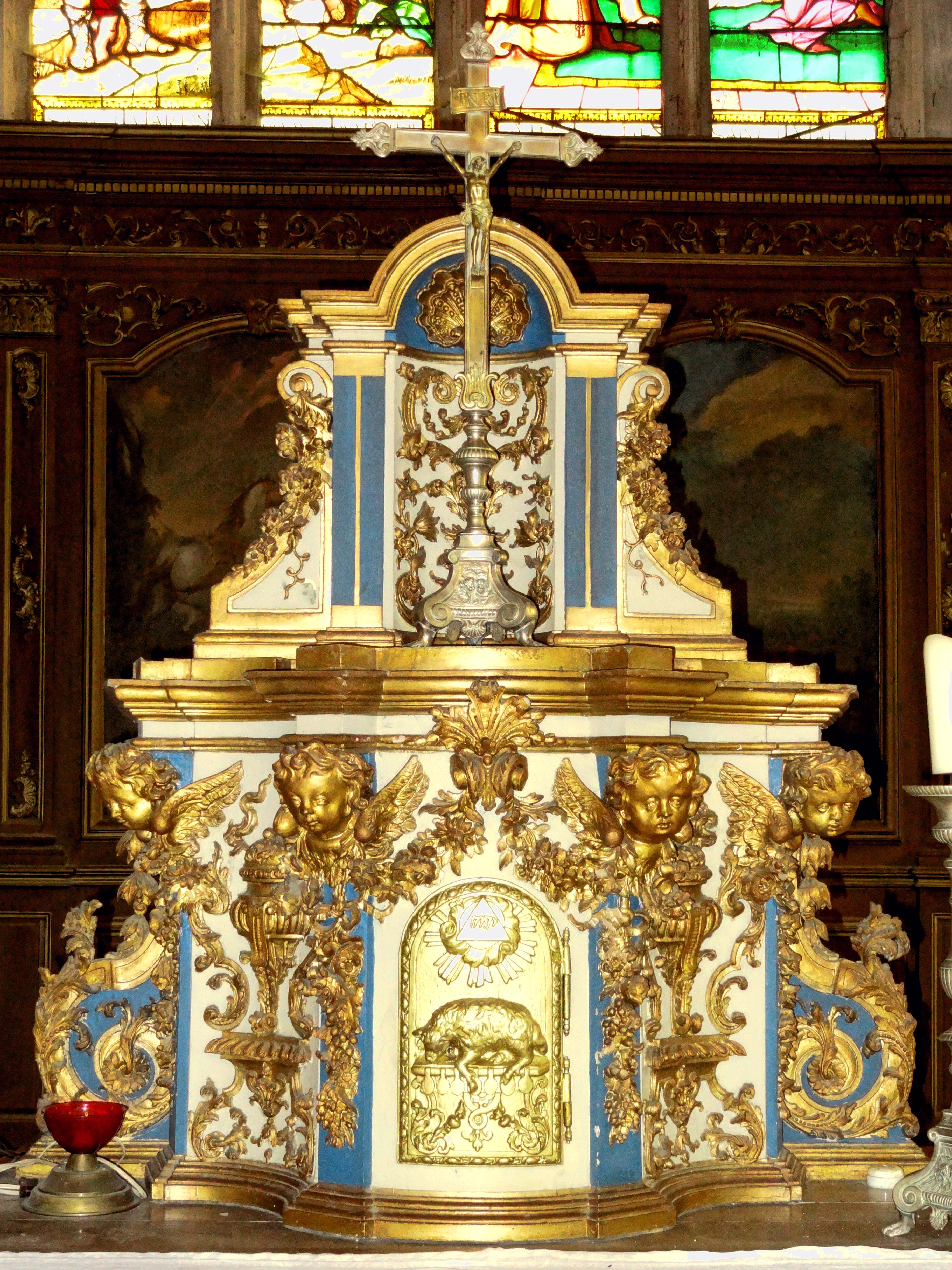
Tabernacle.

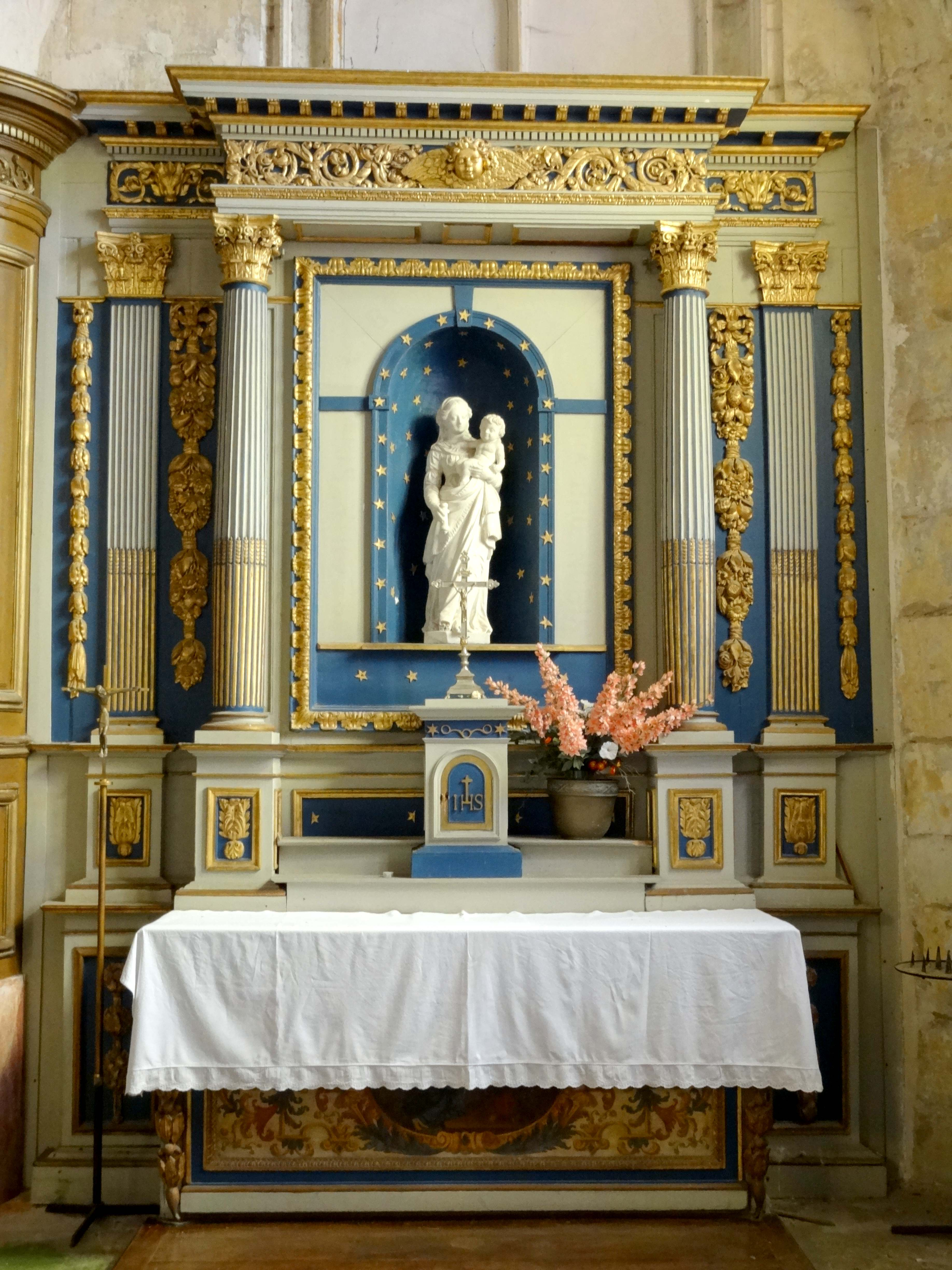
Autel et retable de la Vierge.

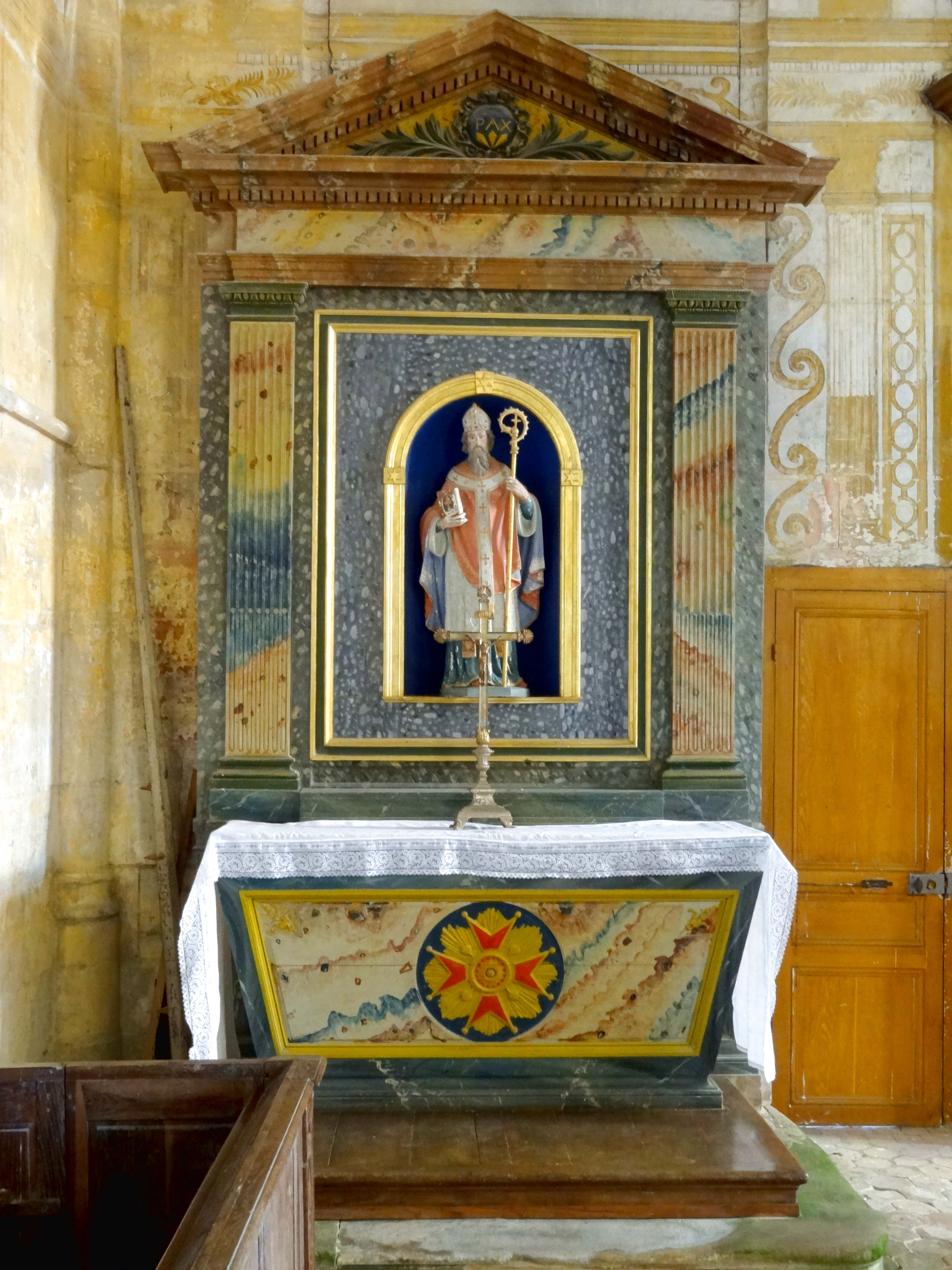
Autel et retable de saint Nicolas.

- La chaire à prêcher est en bois taillé, et affiche le style baroque du début XVIIe siècle. Sa cuve octogonale est ornée de cinq panneaux sculptés en bas-relief, qui représentent saint Jean-Baptiste ainsi que les quatre Évangélistes avec leurs attributs. Les montants prennent la forme de pilastres doriques, et la bordure supérieure s'apparente à un entablement, dont la métope est sculptée d'un rang de petites tulipes horizontales, et d'un rang de feuillages, et dont la corniche fait encorbellement. Inférieurement, la cuve se termine également par une bordure, qui se compose d'un gros boudin sculpté d'une guirlande, et d'un rang de perles. Elle repose sur un cul-de-lampe suspendu dans le vide, qui est sculpté de deux rangs de feuillages séparés par un quart-de-rond et une baguette. Le panneau central du dorsal est cantonné d'ailerons garnis de feuillages. L'abat-voix est structuré à la manière d'un entablement, sur lequel il faut signaler la frise de divers petits motifs ornementaux végétaux simple, avec toutefois une tête de chérubin flanquée d'ailes déployées sur la face frontale. Chaque pan de l'entablement est dominé par une fleur de lis. Le couronnement est formé par autant de fines volutes qu'il y a d'angle, qui supportent un grand fleuron. Ce meuble remarquable n'est pas encore protégé au titre des monuments historiques.
- Les deux groupes de trois stalles du chœur sont en bois de chêne taillé, dimensions non prises, et datent du XVIIIe siècle. Le devant des parcloses est sculpté, dans sa partie inférieure, d'une tige avec des feuilles. La partie supérieure est galbée en profil, et commence et se termine par des enroulements. L'enroulement inférieur, plus petit, tient lieu d'appui-main. Il n'y a aucun autre détail qui mérite l'attention. Les faces latérales des parcloses sont gravées de volutes rudimentaires, et les miséricordes sont frustes. Malgré ceci, les stalles sont inscrites, contrairement à la chaire, par un arrêté de décembre 1984[41].
- L'ensemble de deux parements d'autel, en fait des antependiums, est constitué de deux panneaux de bois qui mesureraient 55,5 cm de largeur pour 160 cm de largeur d'après le dossier de classement. Or, il semble que les deux panneaux ne soient pas de dimensions strictement identiques. Ils datent du XVIIIe siècle. L'un est appliqué au maître-autel, et sculpté en bas-relief ; et l'autre orne l'autel de la Vierge au chevet du collatéral sud, et est en grande partie seulement peint. Il est habituellement caché par une nappe. Chaque antependium, à gauche et à droite, un pilastre. Sur le premier, les pilastres sont sculptés de chutes de fleurs et d'un petit motif ornemental en bas ; sur le deuxième, ils sont sculptés de feuillages et de fruits en haut-relief. Ces pilastres flanquent un grand panneau central. Sur l'antependium du maître-autel, il est sculpté du monogramme I.H.S. en son milieu ; de cornes d'abondance en haut à gauche et à droite ; et surtout de lourds volutes et rinceaux d'acanthe, aux nervures perlées. Le décor sculpté est rehaussé par des dorures, et l'arrière-plan est peint en bleu. L'antependium de l'autel de la Vierge arbore en son centre un médaillon ovale contenant une scène figurée qui représente la Présentation de Jésus au Temple. Il occupe environ un tiers de la surface. Le reste est peint d'un petit pot-à-feu en haut à gauche et à droite ; et surtout de volutes et rinceaux de conception similaire, mais d'une facture beaucoup plus légère. Le classement de l'ensemble, qui n'en forme pas vraiment un, remonte à novembre 1912[42].
- Le maître-autel, le tabernacle et l'exposition, est en bois taillé, peint, et partiellement doré. L'autel lui-même est sans caractère, et dissimulé derrière l'antependium. Il mesure 101 cm de hauteur, 248 cm de largeur et 110 cm de profondeur. Le tabernacle mesure 68 cm de hauteur, 123 cm de largeur et 46 cm de profondeur. L'exposition mesure 60 cm de hauteur, 75 cm de largeur et 17 cm de profondeur. Ils datent de la première moitié du XVIIIe siècle. La porte cintrée du tabernacle est sculptée notamment d'une gloire au-dessus de l'Agnus Dei allongé sur le livre aux sept sceaux. Elle est surmontée d'une volute reliée à une palmette, sous laquelle sont suspendues des guirlandes, dont l'autre extrémité établit la liaison vers les grandes têtes de chérubins flanquées d'ailes déployées qui dominent les montants. Depuis les têtes, d'abondantes chutes de fleur retombent presque jusqu'en bas. On observe la même disposition sur les montants des deux ailes galbées en retour. Chacune des ailes latérales est sculptée d'une urne placée sur un guéridon, le tout complété de volutes. Aux deux extrémités, suivent les inévitables ailerons abondamment décorés. Ici, l'analogie de style avec l'antependium est très frappante, et on peut s'interroger pourquoi celui-ci est classé indépendamment de l'autel et de son tabernacle. L'exposition est une niche cintré, dont le fond affiche des rinceaux, et dont la demi-voûte arbore une coquille Saint-Jacques. Cette niche est épaulée par deux ailerons dont les flancs sont garnis de chutes de fleurs. L'inscription de l'ensemble est intervenu en janvier 2004[43].
- Le lambris de semi-revêtement du chevet, en bois de chêne taillé et partiellement doré, date de 1743. L'emplacement derrière le maître-autel et les deux tableaux qu'il a pour vocation de mettre en valeur justifieraient de le considérer comme retable. Or, la distance entre l'autel et les boiseries est inhabituellement importante. Si l'on peut considérer que l'autel potentiellement intégré dans cet ensemble a pu disparaître, l'agencement parfaitement symétrique autour d'un axe situé derrière le tabernacle s'oppose en principe à un usage comme retable. Quoi qu'il en soit, les boiseries s'organisent verticalement en un soubassement, un registre principal, et un entablement. Horizontalement, elles consistent en deux tambours enveloppant les piliers engagés au droit du mur oriental ; d'un segment étroit faisant suite au tambour ; et de deux segments larges cantonnés de trois pilastres corinthiens. Le soubassement se compose uniquement de panneaux à fenestrages, dont ceux des segments larges sont cintrés, et dont ceux en-dessous des pilastres font légèrement saillie et forment stylobates. Le registre principal se compose également de panneaux à fenestrages en ce qui concerne les tambours et les segments étroits, où les panneaux sont toujours cintrés. Mais ce registre comporte, avant et surtout, les deux toiles déjà signalés ci-dessus. Les écoinçons de part et d'autre des sommets cintrés des cadres sont sculptés de légers rinceaux. Les pilastres, en grande partie nus, comportent chacun trois éléments de décor végétal. La frise de l'entablement affiche des fleurs de lis au-dessus des pilastres ; des plastrons en haut des segments étroits ; et des rinceaux végétaux sur les tambours et en haut des segments larges. Le plastron de droite arbore le millésime de 1743 ; c'est sur lui que s'appuie la datation. Un rang de denticules très serrées entre dans la composition de la corniche aux multiples strates de modénature. Inscrites depuis janvier 2004[39], ces boiseries ont également été remis en état, mais sont quelque peu oblitérées par l'application irréversible d'une peinture en faux-bois, et une fausse dorure.
- Le retable de la Vierge Marie, au chevet du collatéral sud, est en bois taillé, peint et partiellement doré. Ses dimensions n'ont pas été prises. Il date du XVIIIe siècle, et n'est stylistiquement pas très éloigné des deux antependiums et du tabernacle. Ce retable comporte en son centre un grand cadre à la bordure sculptée de feuilles d'acanthe, et une niche à statue beaucoup plus petite, qui abrite une statuette de la Vierge à l'Enfant contemporaine du retable. Le cadre est cantonné de deux colonnettes corinthiennes cannelées et rudentées, qui forment un avant-corps avec l'entablement qu'elles supportent. Cet entablement se distingue par la forte densité des rinceaux de sa frise, au milieu desquels se profile une tête de chérubin au-dessus d'un collier d'ailes. L'une des strates de l'architrave est également pourvue d'un décor sculpté végétal. Un rang de denticules resserrées court dans l'échine sous la corniche, qui forme encorbellement grâce à un rang de corbeaux. De part et d'autre de l'avant-corps, les panneaux des ailes latérales sont sculptés, de l'intérieur vers l'extérieur, d'une abondante chute de fleurs ; d'un pilastre corinthien cannelé et rudenté ; et d'une guirlande verticalement suspendue. Les pilastres supportent eux aussi un entablement, qui passe au-dessus des chutes de fleurs, mais pas des guirlandes. Ce retable, en bon état comme le reste du mobilier, est inscrit depuis décembre 1984[44].
- Le retable de saint Nicolas, au chevet du collatéral nord, est entouré des peintures murales déjà décrites. Ses dimensions n'ont pas été prises, et il date du début du XIXe siècle. D'une composition très simple, il est néanmoins bien proportionné, et séduit par un décor en faux-marbre d'une rare qualité. Il se compose d'un grand panneau dans lequel est ménagé une niche à statue, et qui est cantonné de deux pilastres doriques cannelés et rudentés, qui supportent un entablement avec corniche à denticules, complété par un fronton triangulaire assorti. Ce retable tout aussi bien conservé est également inscrit depuis décembre 1984[45].

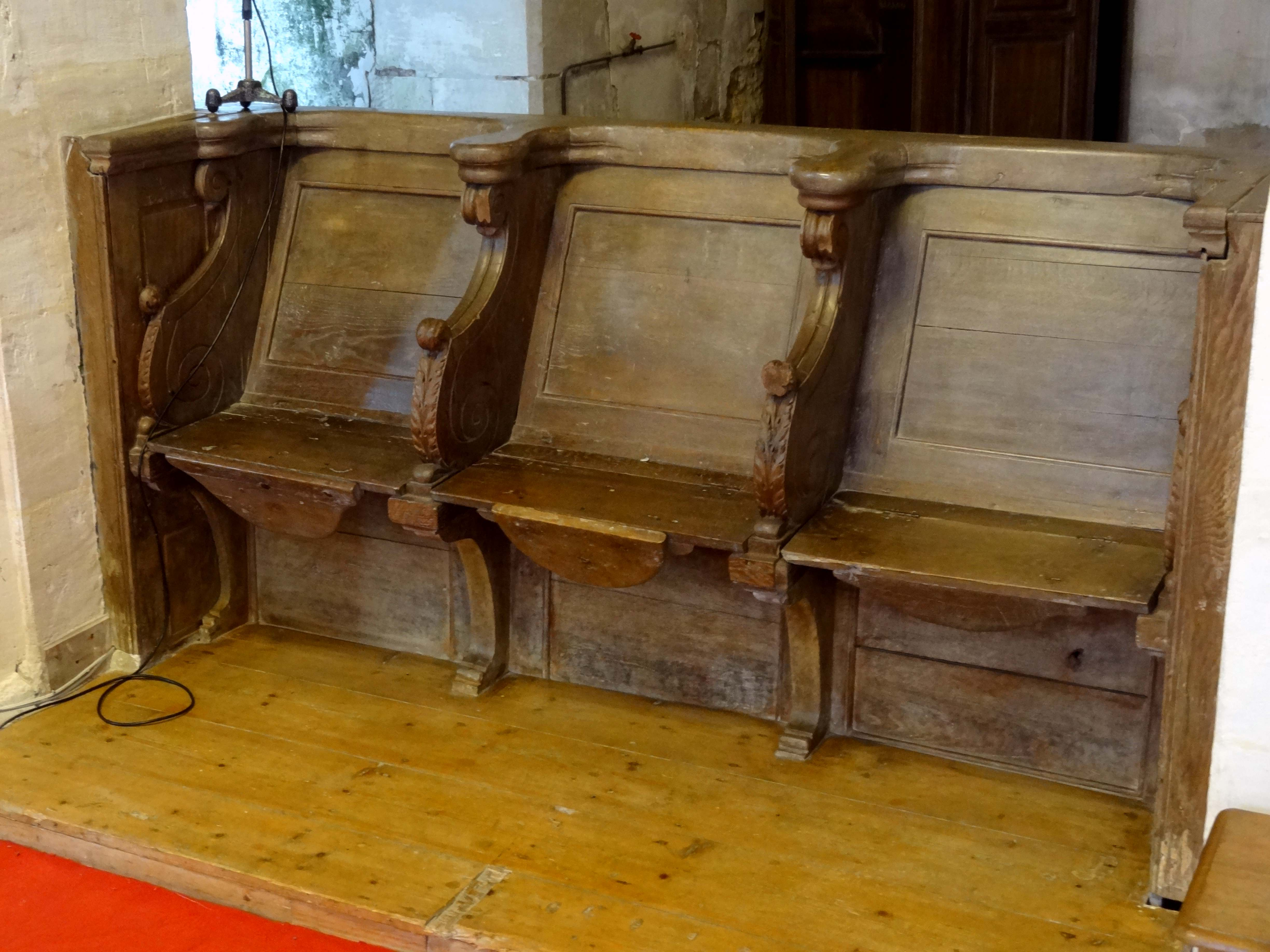
Stalles.
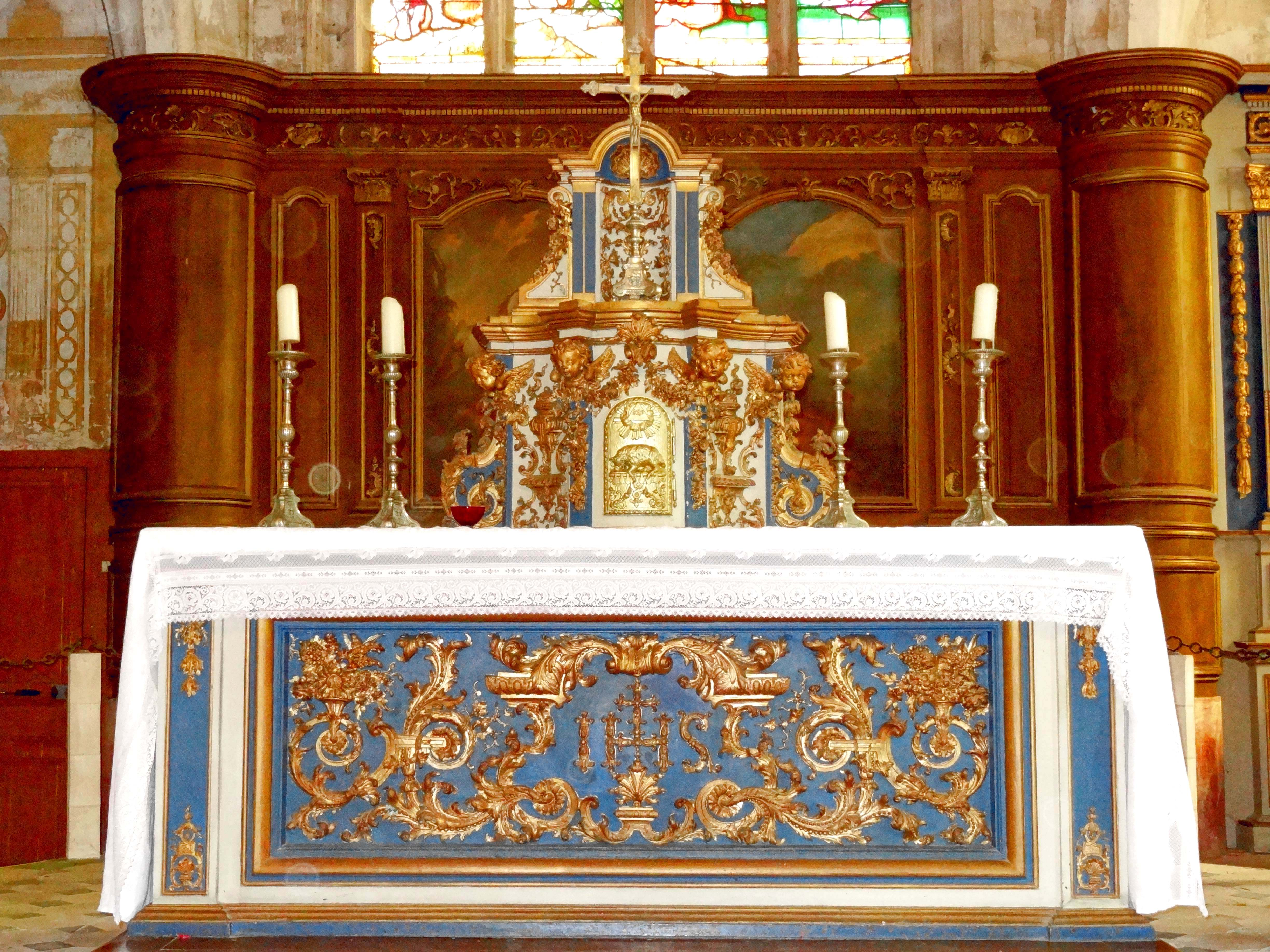
Maître-autel.
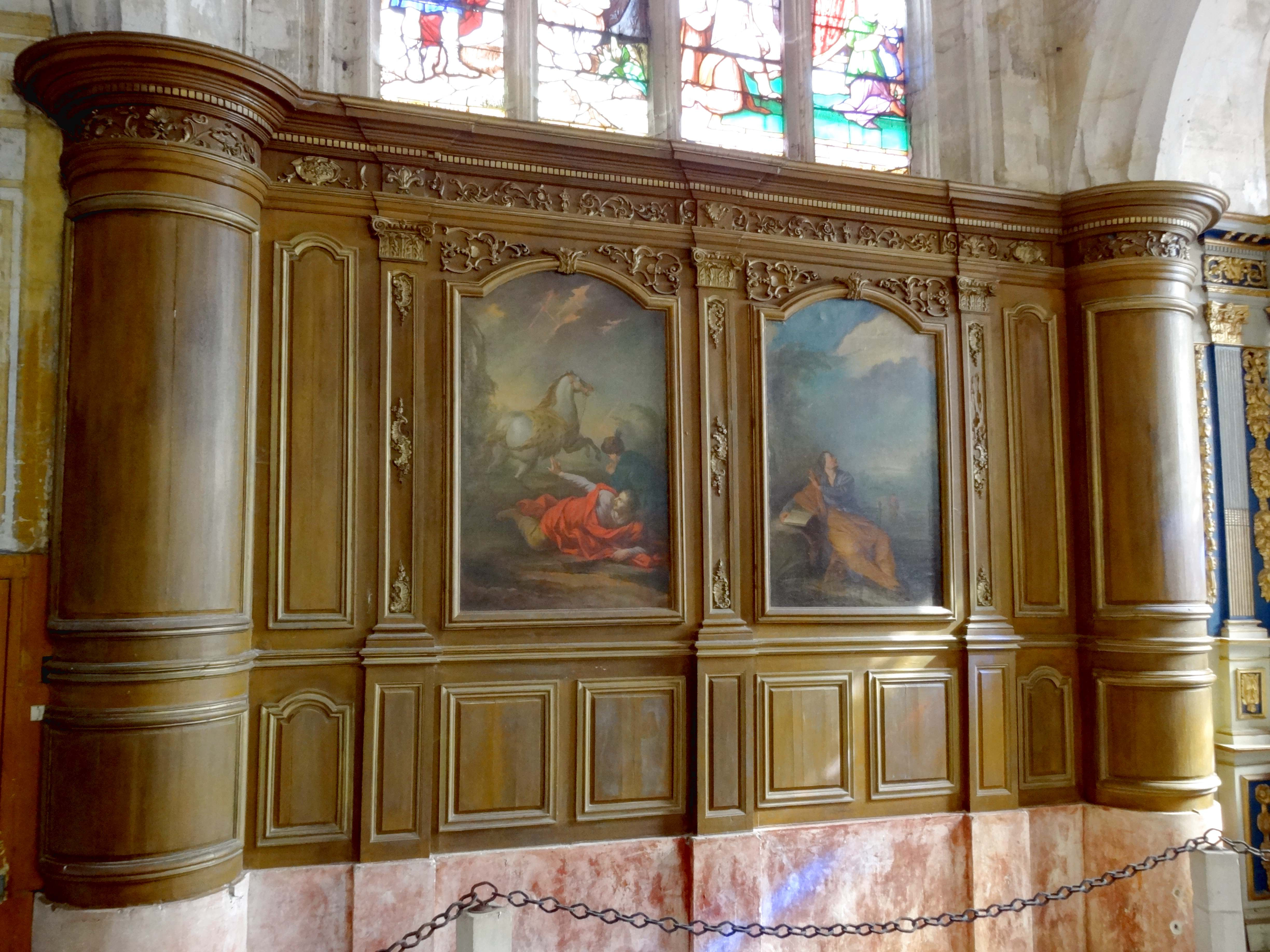
Boiseries du chevet.
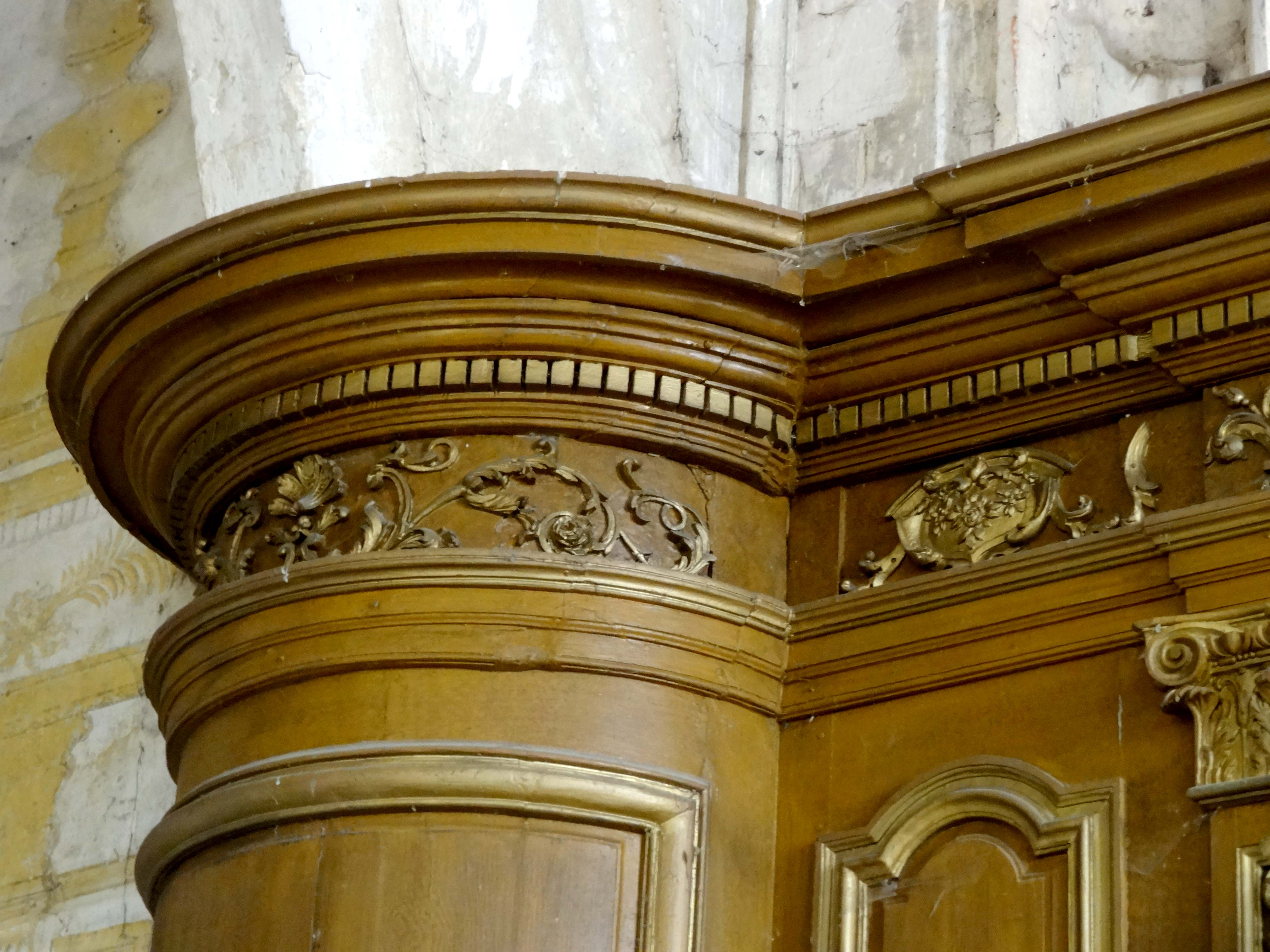
Idem, détail.
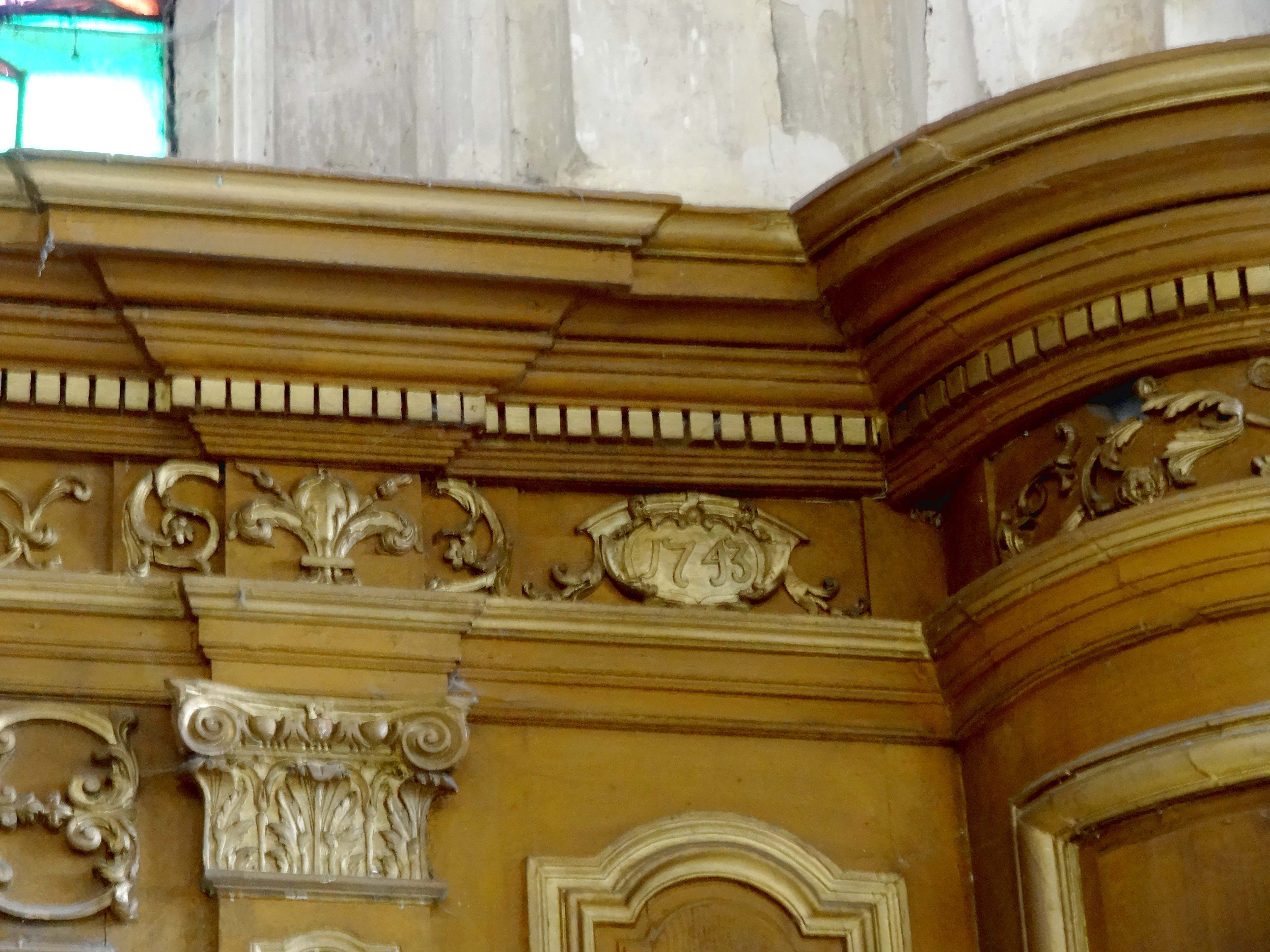
Idem, détail.
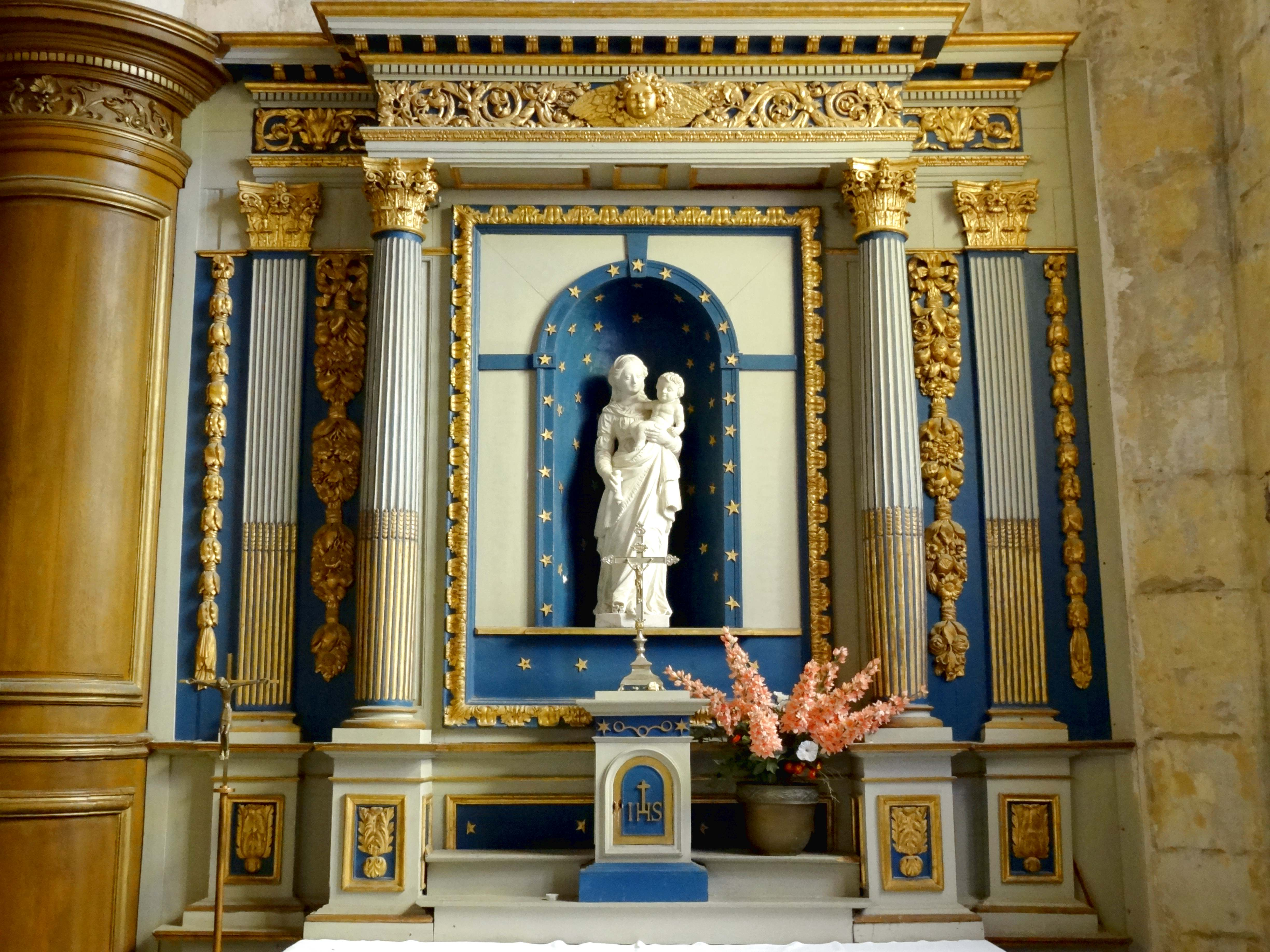
Retable de la Vierge.